# Personatges secundaris de Friends

Diversos personatges van aparèixer a la comèdia de situació Friends i a la seva sèrie derivada Joey, que es van emetre respectivament durant deu temporades i dues temporades a la NBC del 1994 al 2006 Friends va comptar amb sis membres principals del repartiment: : Rachel Green (Jennifer Aniston), Monica Geller (Courteney Cox), Phoebe Buffay-Hannigan (Lisa Kudrow), Joey Tribbiani (Matt LeBlanc), Chandler Bing (Matthew Perry) i Ross Geller (David Schwimmer), mentre que Joey va incloure LeBlanc en el paper principal, repetint el seu paper de Tribbiani al costat de Gina Tribbiani (Drea de Matteo), Alex Garrett (Andrea Anders), Michael Tribbiani (Paulo Costanzo), Bobbie Morganstern (Jennifer Coolidge), Zach Miller (Miguel A. Núñez Jr.) i Howard (Ben Falcone).
Molts actors coneguts van ser convidats a les dues sèries al llarg dels seus 12 anys de carrera combinada.

## Repartiment
Els principals membres del repartiment de Friends eren familiars per als teleespectadors nord-americans abans dels seus papers a la sèrie, però no eren considerats estrelles. El creador de la sèrie, David Crane, volia que els sis personatges fossin igualment destacats, i la sèrie va ser lloada com "el primer veritable programa 'de conjunt'".
Els membres del repartiment van fer esforços per mantenir el format de conjunt i no permetre que un membre dominés; es van presentar a les mateixes categories d'actuació per als premis, van optar per negociacions salarials col•lectives en lloc d'individuals, i van demanar aparèixer junts a les fotos de portada de les revistes durant la primera temporada. Els membres del repartiment es van convertir en millors amics fora de la pantalla, i una estrella convidada, Tom Selleck, va informar que de vegades se sentia exclòs. El repartiment va seguir sent bons amics després de la sèrie, en particular Cox i Aniston, amb Aniston com a padrina de la filla de Cox i David Arquette, Coco. Al llibre commemoratiu oficial de comiat Friends 'Til the End, cadascun va reconèixer per separat a la seva respectiva entrevista que el repartiment s'havia convertit en la seva família.

### Salaris
En els seus contractes originals per a la primera temporada, el repartiment principal cobrava 22.500 dòlars per episodi. Els membres del repartiment van rebre sous diferents a la segona temporada, que anaven des dels 25.000 fins als 40.000 dòlars per episodi, amb Jennifer Aniston i David Schwimmer com els que cobraven més. Abans de les negociacions salarials per a la tercera temporada, el repartiment va decidir entrar en negociacions col·lectives, tot i la preferència de Warner Bros. per acords individuals. El repartiment principal va cobrar 75.000 dòlars per episodi per a la tercera temporada, 85.000 dòlars per a la quarta, 100.000 dòlars per a la cinquena i 125.000 dòlars per a la sisena. Van rebre 750.000 dòlars per episodi per a la setena i vuitena temporades, i 1 milió de dòlars per episodi per a la novena i desena temporades. El repartiment també rep drets d'autor de sindicació a partir de la cinquena temporada.

### Visió general
| Personatge                          | Interpretat per     | Friends      | Friends      | Friends      | Friends      | Friends      | Friends      | Friends      | Friends      | Friends      | Friends      | Joey         | Joey         |
| Personatge                          | Interpretat per     | 1            | 2            | 3            | 4            | 5            | 6            | 7            | 8            | 9            | 10           | 1            | 2            |
| ----------------------------------- | ------------------- | ------------ | ------------ | ------------ | ------------ | ------------ | ------------ | ------------ | ------------ | ------------ | ------------ | ------------ | ------------ |
| Rachel Karen Green                  | Jennifer Aniston    | Protagonista | Protagonista | Protagonista | Protagonista | Protagonista | Protagonista | Protagonista | Protagonista | Protagonista | Protagonista |              |              |
| Monica Geller                       | Courteney Cox       | Protagonista | Protagonista | Protagonista | Protagonista | Protagonista | Protagonista | Protagonista | Protagonista | Protagonista | Protagonista |              |              |
| Phoebe Buffay-Hannigan              | Lisa Kudrow         | Protagonista | Protagonista | Protagonista | Protagonista | Protagonista | Protagonista | Protagonista | Protagonista | Protagonista | Protagonista |              |              |
| Ursula Buffay                       | Lisa Kudrow         | Convidat     |              | Convidat     | Convidat     | Convidat     | Convidat     | Convidat     | Convidat     |              |              |              |              |
| Joseph Francis "Joey" Tribbiani Jr. | Matt LeBlanc        | Protagonista | Protagonista | Protagonista | Protagonista | Protagonista | Protagonista | Protagonista | Protagonista | Protagonista | Protagonista | Protagonista | Protagonista |
| Chandler Muriel Bing                | Matthew Perry       | Protagonista | Protagonista | Protagonista | Protagonista | Protagonista | Protagonista | Protagonista | Protagonista | Protagonista | Protagonista |              |              |
| Ross Geller, Ph.D                   | David Schwimmer     | Protagonista | Protagonista | Protagonista | Protagonista | Protagonista | Protagonista | Protagonista | Protagonista | Protagonista | Protagonista |              |              |
| Russ, Ph.D                          | David Schwimmer     |              | Convidat     |              |              |              |              |              |              |              |              |              |              |
| Gina Tribbiani                      | Drea de Matteo      |              |              | Convidat     |              |              |              |              |              |              |              | Protagonista | Protagonista |
| Alexis "Alex" Garrett               | Andrea Anders       |              |              |              |              |              |              |              |              |              |              | Protagonista | Protagonista |
| Michael Tribbiani                   | Paulo Costanzo      |              |              |              |              |              |              |              |              |              |              | Protagonista | Protagonista |
| Roberta "Bobbie" Morganstern        | Jennifer Coolidge   |              |              |              |              |              |              |              |              |              | Convidat     | Protagonista | Protagonista |
| Howard                              | Ben Falcone         |              |              |              |              |              |              |              |              |              |              | Protagonista | Protagonista |
| Zach Miller                         | Miguel A. Núñez Jr. |              |              |              |              |              |              |              |              |              |              |              | Protagonista |

1. ↑  Kudrow només apareix com a Ursula Buffay en un sol episodi cada temporada, de la 3 a la 8. Tanmateix, com que Kudrow apareix com a membre principal del repartiment, es presenta com a protagonista independentment.
2. ↑  Schwimmer només apareix com a Russ en un únic episodi de la Temporada 2. Però com que Schwimmer és un member principal del repartiment, es presenta com a protagonista independentment.
3. ↑  Gina va ser inicialment intepretada per K.J. Steinberg en un paper convidat de Friends.
4. ↑   Coolidge apareix inicialment com a convidada a Friends com a Amanda Buffamonteezi.

## Personatges principals

### Friends
Els sis actors principals de Friends tenien experiència prèvia en comèdia de situació i, en alguns casos, també en comèdia d'improvisació . Els sis actors apareixen a tots els episodis.

#### Rachel Green
Rachel Karen Green (Jennifer Aniston) és la filla mimada però afectuosa i agradable del Dr. Leonard Green (Ron Leibman), un cirurgià vascular ric de Long Island, i Sandra Green (Marlo Thomas). Té dues germanes, Jill (Reese Witherspoon) i Amy (Christina Applegate). Rachel apareix a la sèrie al primer episodi després de deixar el seu promès, Barry Farber, a l'altar i intentar viure de manera independent sense el suport financer dels seus pares. Fuig del seu gairebé casament a la ciutat de Nova York per trobar Monica Geller, la seva amiga de l'institut. Rachel es trasllada a l'apartament de Monica i coneix Phoebe Buffay i Joey Tribbiani. Rachel ja coneix Ross Geller, el germà de Monica, ja que tots tres van anar a l'institut Lincoln. Al primer episodi, també es retroba amb Chandler Bing, el company d'habitació de Ross a la universitat; tanmateix, episodis posteriors reconeixen això, i es demostra que va conèixer Chandler el dia d'Acció de Gràcies, mentre Ross era a la universitat. La primera feina de Rachel és com a cambrera a la cafeteria Central Perk. Més tard comença a treballar en moda, convertint-se en assistent de compres, i més tard en personal shopper, a Bloomingdale's . Finalment es converteix en compradora a Polo Ralph Lauren.
Gran part de la vida de Rachel al llarg de la sèrie gira al voltant de la seva relació amb Ross Geller. Al final de la setena temporada, durant el casament de Monica i Chandler, es revela que Rachel està embarassada d'una aventura d'una nit amb Ross. Inicialment, Rachel està decidida a criar el nadó sola, però més tard s'adona que necessita l'ajuda de Ross. Decideix anar a viure amb Ross, tot i que tots dos no tenen una relació íntima. La seva filla neix durant el final de la vuitena temporada. La seva tieta Monica "posa" a una Rachel indecisa el nom d'Emma, que havia triat per a la seva pròpia filla, als 14 anys.
Durant la desena temporada, a Rachel li ofereixen una feina amb Louis Vuitton a París. Accepta i es prepara per traslladar-se ella i Emma a França. Tanmateix, al final de la sèrie , rebutja l'oferta de feina i, com és ben sabut, "baixa de l'avió". Rachel i Ross tornen a estar junts a l'episodi final de la sèrie.

#### Monica Geller
Monica Elizabeth Geller (Courteney Cox) és la germana petita de Ross i la millor amiga de Rachel, a qui permet viure amb ella després que Rachel abandoni el seu propi casament. Treballa principalment com a xef en diversos restaurants. Se la descriu com la mare gallina del grup, i és coneguda per la seva naturalesa obsessivocompulsiva i competitiva. Sovint els altres es burlen de Monica en broma, especialment Ross, per haver tingut sobrepès a l'adolescència.
A la segona temporada, la Monica s'enamora d'en Richard Burke (Tom Selleck), l'amic del seu pare Jack (Elliott Gould). Malgrat la diferència d'edat de vint-i-un anys, la Monica i en Richard són feliços, i els seus pares accepten la seva relació. Tanmateix, com que la Monica anhela una família però en Richard ja n'ha tingut una, trenquen al final de la segona temporada. La Monica persegueix una cadena de diversos homes fins que inesperadament comença una relació amb el seu amic de tota la vida, en Chandler Bing, al final de la quarta temporada, durant el casament del seu germà Ross amb l'Emily Waltham a Londres. La Monica i en Chandler intenten amagar la seva relació a la resta del grup durant gran part de la cinquena temporada, però finalment tothom ho descobreix. Després de celebrar el seu primer aniversari a Las Vegas, es muden a viure junts i es comprometen al final de la sisena temporada. Després del seu matrimoni, la Monica i en Chandler intenten concebre fills, només per descobrir que no poden fer-ho. A l'última temporada de la sèrie, adopten bessons nounats, als quals anomenen Erica i Jack.

#### Phoebe Buffay
Phoebe Buffay-Hannigan (Lisa Kudrow) és una massatgista estranya, boja però de bon caràcter que va créixer sense llar, i de vegades explica als seus amics històries extravagants sobre la vida al carrer. És una aspirant a música que toca la guitarra i canta cançons amb lletres una mica inusuals a la cafeteria. Té una germana bessona idèntica, Ursula Pamela Buffay (també interpretada per Kudrow), que és tan estranya com Phoebe i va aparèixer com a personatge recurrent a Mad About You. Després d'una sèrie de cites i relacions amb diversos homes, Phoebe coneix Mike Hannigan (Paul Rudd) a la novena temporada, amb qui finalment es casa a la desena. També es converteix en mare subrogada del seu germanastre Frank Jr. (Giovanni Ribisi), donant a llum els seus trigèmins a la cinquena temporada.

#### Joey Tribbiani
Joseph Francis "Joey" Tribbiani Jr. (Matt LeBlanc) és un actor i amant del menjar de bon humor però no gaire brillant, que es fa lleugerament famós pel seu paper com el Dr. Drake Ramoray en una versió fictícia de Days of Our Lives. Joey és un donjuan, amb moltes xicotes al llarg de la sèrie, sovint utilitzant la seva frase feta "How you doin'?". S'enamora de Rachel a la vuitena temporada.
Abans del seu paper a Friends, LeBlanc va aparèixer com a personatge habitual a la sèrie de curta durada TV 101, com a personatge secundari a la comèdia de situació Married... with Children, i com a personatge principal a les sèries derivades, , Top of the Heap i Vinnie & Bobby. Després del final de Friends , LeBlanc va interpretar Joey en una sèrie derivada de curta durada, Joey.

#### Chandler Bing
Chandler Muriel Bing (Matthew Perry) és un executiu d'anàlisi estadística i reconfiguració de dades per a una gran corporació multinacional. Més tard deixa la feina i es converteix en redactor júnior en una agència de publicitat.
Chandler és conegut pel seu sentit de l'humor sarcàstic i sovint és el membre més enginyós del grup. Sovint es burla del seu millor amic Joey per l'estupidesa d'aquest últim, i ha estat el millor amic de Ross des del seu primer any a la universitat. Chandler sovint es representa com un individu una mica desafortunat, que pateix molta mala sort mentre lluita per la vida i ocasionalment lluita contra una addicció intermitent al tabac. Tanmateix, finalment s'enamora profundament i mútuament de Monica i li proposa matrimoni al final de la sisena temporada, i tots dos es casen al final de la setena temporada. Al final de la sèrie, ell i Monica adopten bessons, a qui anomenen Jack i Erica.
Igual que Aniston i LeBlanc, Perry ja havia aparegut en diversos pilots de sitcom sense èxit abans de ser escollit. També havia protagonitzat les sèries de televisió Second Chance i Sydney.

#### Ross Geller
Ross Eustace Geller, PhD (David Schwimmer) és un paleontòleg d'un museu de prehistòria i, més tard, professor de paleontologia a la Universitat de Nova York. Considerat per alguns com el més intel·ligent dels sis personatges principals, però alhora un home maldestre i peculiar, Ross és conegut per ser un intel•ligent i sabelotot que s'enorgulleix de la seva racionalitat, malgrat el seu clar romanticisme sense esperança. En diversos moments de la sèrie, es mostra com el més afectuós dels sis membres, però també com el més neuròtic i les seves inseguretats sovint el fiquen en problemes.
En Ross és el germà gran de la Monica, el company d'habitació de la universitat d'en Chandler i el xicot intermitent de la Rachel. El seu primer matrimoni ja havia fracassat quan comença la sèrie, i el segon va durar només unes setmanes. El segon divorci semblava deprimir-lo molt i fer-lo posar molt de mal humor a prop de l'inici de la cinquena temporada, com quan crida al seu company per haver-li agafat l'entrepà i haver-lo llençat. Després d'aconseguir l'apartament del noi lleig i nu , li ofereixen tornar a la feina, però torna a perdre els estreps quan veu en Chandler i la Monica tenint relacions sexuals per la seva finestra, convertint-se en l'últim a descobrir la seva relació. També es va casar borratxo amb la Rachel a Las Vegas, després de la qual cosa van intentar anul•lar-lo sense èxit i van haver de conformar-se amb un divorci, que es va convertir en el tercer de Ross. La relació de Ross amb la Rachel és una història important al llarg de la sèrie. També és el pare del fill de la seva exdona Carol, en Ben, i de la filla de Rachel, l'Emma. Al final de la sèrie, en Ross i la Rachel finalment es reconcilien, decidint estar junts d'una vegada per totes.
El personatge de Ross es va desenvolupar tenint en compte els guionistes, i Schwimmer també va ser el primer actor a ser escollit per a la sèrie.
Abans de ser escollit per a Friends , Schwimmer va interpretar personatges secundaris a The Wonder Years i NYPD Blue; el seu primer paper regular en una sèrie va ser a la comèdia de situació Monty. Schwimmer és l'únic membre del repartiment originari de la ciutat de Nova York.
Ross Geller també va ser votat com el millor personatge de Friends en una enquesta realitzada per Comedy Central UK.

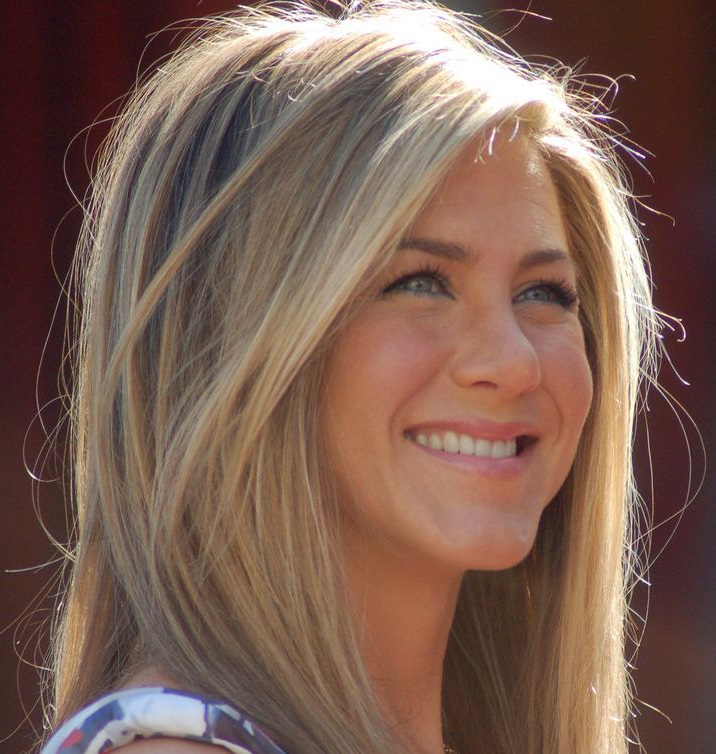
Rachel (Jennifer Aniston)
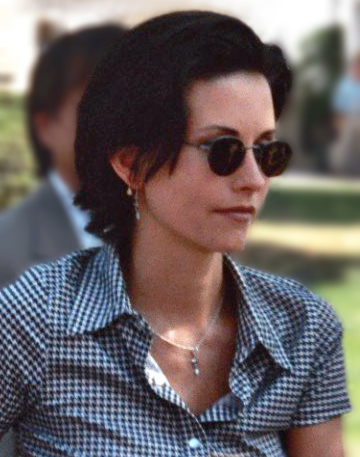
Monica (Courteney Cox)
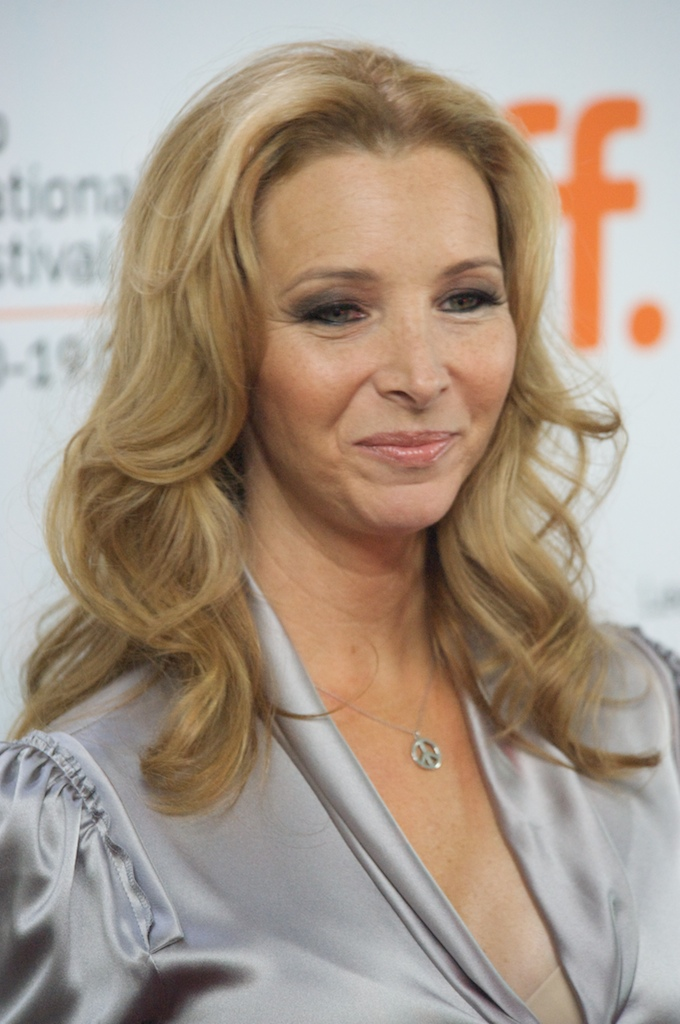
Phoebe (Lisa Kudrow)

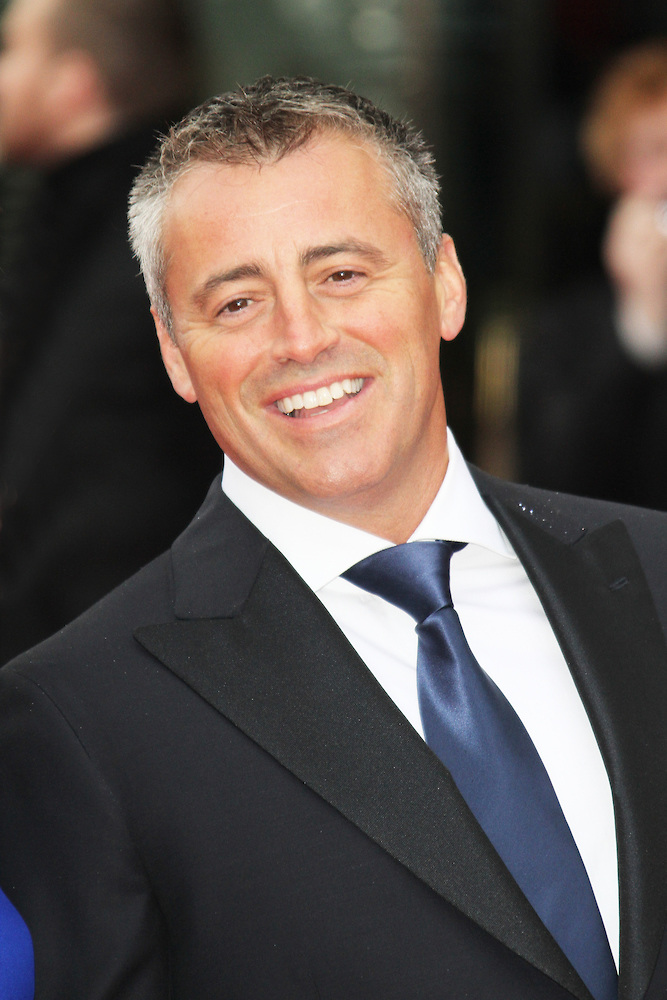
Joey (Matt LeBlanc)
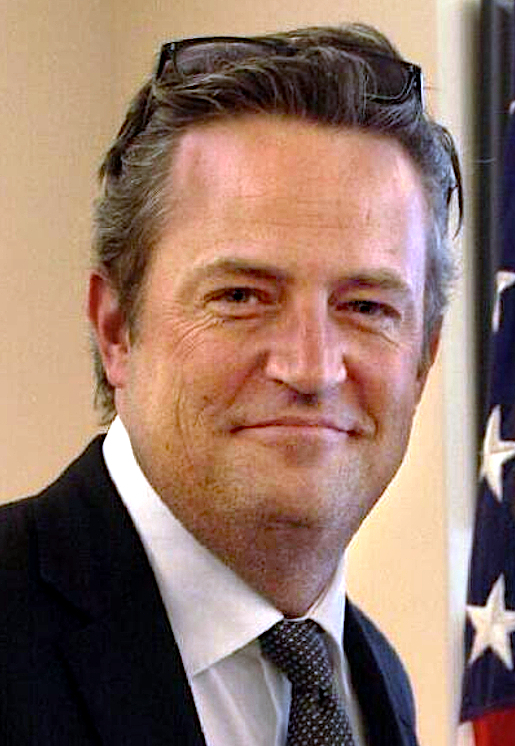
Chandler (Matthew Perry)
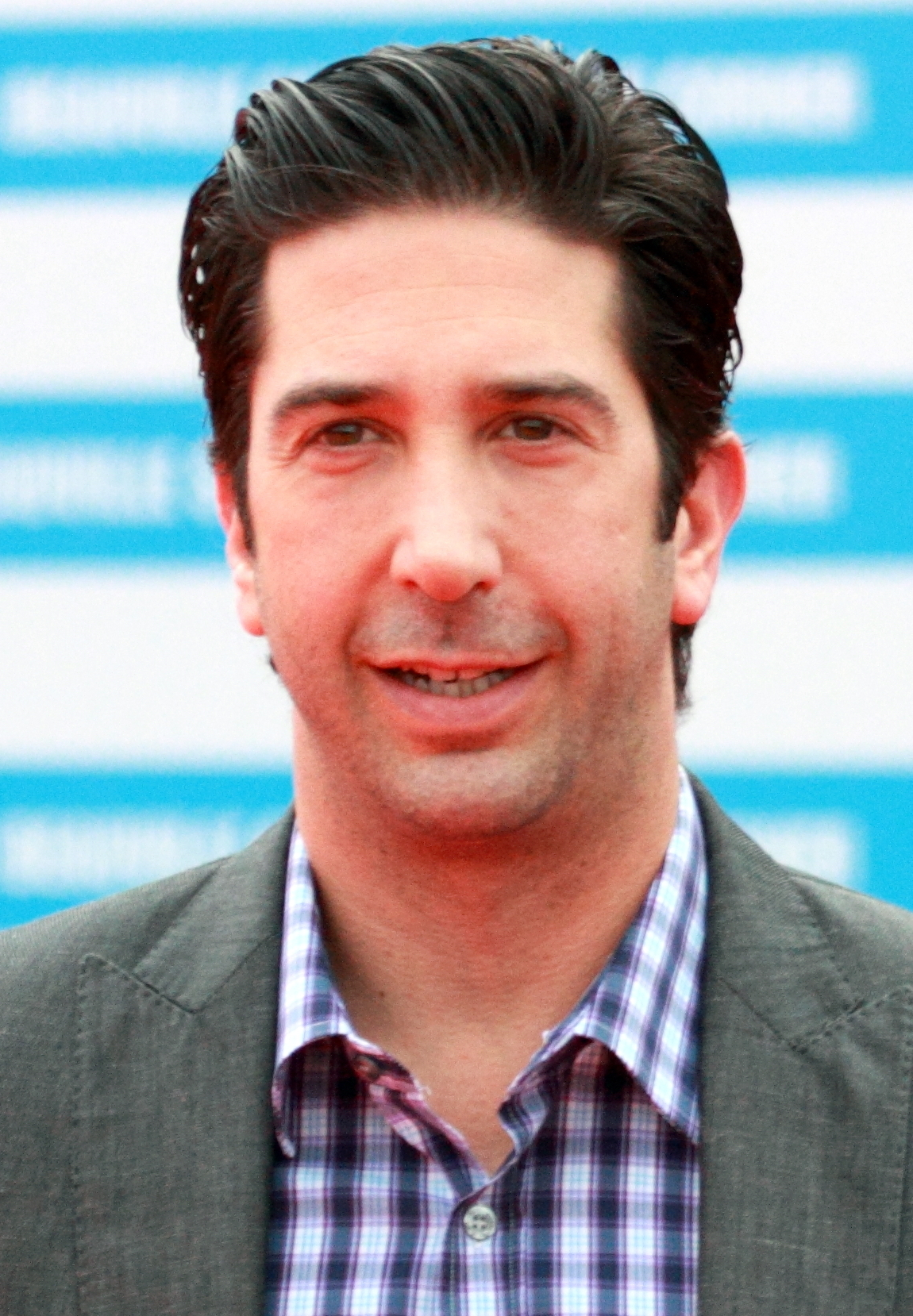
Ross (David Schwimmer)

### Joey

#### Gina Tribbiani
Gina Tribbiani (Drea de Matteo) és l'atractiva germana gran d'en Joey, amb qui aquest arriba a viure a Los Angeles durant la sèrie. Temperamental, promiscua i no gaire brillant, però molt astuta, la Gina és una mare afectuosa però sobreprotectora i dominant. Durant anys va convèncer el seu fill genial, Michael, que ell havia nascut quan ella tenia 22 anys en comptes de 16, i sempre diu que ell és l'única cosa que ha fet bé. Ella i en Joey són amics a més de germans, tots dos tenen el do de ser extremadament atractius per al sexe oposat, amb nombrosos amants. Inicialment treballant com a perruquera, a la segona temporada treballa com a secretària per a l'agent d'en Joey, en Bobbie, després d'haver impressionat en Bobbie amb la seva manera descarada. A la segona temporada torna a sortir amb el pare d'en Michael, en Jimmy. A l'episodi de la segona temporada "Joey and the Holding Hands", s'insinua que la Gina pot ser bisexual.

#### Alex Garrett
Alexis "Alex" Garrett (Andrea Anders) és la veïna, propietària i amiga d'en Joey . És una advocada rossa, educada però una mica avorrida, que es va graduar a la Universitat Northwestern i a la Facultat de Dret de la Universitat Pepperdine. Inicialment intimidada, però també intrigada per la Gina, la germana gran i dura i espavilada d'en Joey, les dues dones finalment es fan amigues i ella es torna més atrevida en la manera de vestir i actuar, gràcies a la influència de la Gina. Està desconcertada però impressionada pel do intuïtiu d'en Joey per saber quan porta calces tanga i passa la major part del temps a l'apartament d'en Joey i en Michael. Ella i en Joey s'enllacen i es fan amics íntims. El seu marit és músic d'orquestra professional i és fora de casa la major part del temps, i ella confia els seus problemes amb el seu matrimoni a en Joey. Al final de la primera temporada, ella i en Joey s'involucren romànticament durant la seva separació del seu marit.
A la segona temporada, l'Alex s'interessa romànticament per en Joey i se n'enamora durant molt de temps. La Gina intenta ajudar-la a superar-lo, però un cop l'Alex comença a sortir amb l'amic d'en Joey, en Dean, en Joey aviat s'adona que ell també està enamorat de l'Alex. L'Alex i en Joey comencen a sortir a la segona temporada i poc abans de l'episodi final es comprometen.
Matt LeBlanc i Andrea Anders van sortir a la vida real durant diversos anys després de la cancel•lació de Joey.

#### Michael Tribbiani
Michael Tribbiani (Paulo Costanzo) és el nebot de Joey, que idolatra la capacitat del seu oncle Joey per sortir amb moltes dones, i que ell mateix es mostra protegit i nerviós amb les noies. És cohibit d'haver estat tan protegit i que la seva mare Gina el va alletar fins als set anys. És un gran fan de Star Trek: The Next Generation i de Star Wars. És extremadament intel•ligent, enginyer aeroespacial , assisteix a Caltech i s'especialitza en termodinàmica aplicada, treballa amb el seu rival Seth sovint en projectes d'enginyeria, i és un oposat directe evident de la seva mare i el seu oncle, més espavilats. Recorre a Joey com a germà gran i figura paterna substituta, fins i tot després que el seu pare biològic Jimmy torni a entrar a la vida amorosa de la seva mare Gina.

#### Bobbie Morganstern
Roberta "Bobbie" Morganstern (Jennifer Coolidge) és l'agent hipersexuada de Joey, a qui contracta després de la mort d'Estelle Leonard, i, segons sembla, la dotzena dona més poderosa de Hollywood. Està enormement enamorada del nebot de Joey, Michael. Sovint s'entreté fent que la seva assistent d'oficina faci trucs divertits o electrocutant-se amb una pistola elèctrica. És descarada, directa, agressiva, molt entretinguda i una mica ximple, i riu de tot i a costa de tothom, inclòs el seu client Joey. Una vegada va ser demandada per Phil Collins.

#### Howard
Howard (Ben Falcone) és el veí i millor amic de Joey

#### Zach Miller
Zach Miller (Miguel A. Núñez Jr.) és un actor que s'uneix al repartiment i es converteix en un dels millors amics de Joey a la segona temporada de "Joey" . Zach té una carrera interessant, que va des de fer de figurants a la televisió fins a dirigir obres de teatre amateur. Zach no sembla tenir casa; en un moment se'l va veure vivint a la caravana de Joey mentre treballava en una gran pel·lícula d'èxit. En un episodi, Zach i Joey, tots dos borratxos, es casen a Tijuana, en una paròdia de com es casen Ross i Rachel al final de la cinquena temporada de "Friends" . L'última aparició de Zach va ser a " Joey and the Big Move ". Núñez va estar absent dels últims cinc episodis, inclòs el final de la sèrie, perquè va trobar una altra feina. L'absència de Zach a la sèrie no es va esmentar, ni tampoc la del personatge.

## Personatges recurrents al llarg de la sèrie
| Personatge                                     | Actor                                        | Temporada | Temporada | Temporada | Temporada | Temporada | Temporada | Temporada | Temporada | Temporada | Temporada |
| Personatge                                     | Actor                                        | 1         | 2         | 3         | 4         | 5         | 6         | 7         | 8         | 9         | 10        |
| ---------------------------------------------- | -------------------------------------------- | --------- | --------- | --------- | --------- | --------- | --------- | --------- | --------- | --------- | --------- |
| Personatges recurrents                         |                                              |           |           |           |           |           |           |           |           |           |           |
| Gunther                                        | James Michael Tyler                          | Recurrent | Recurrent | Recurrent | Recurrent | Recurrent | Recurrent | Recurrent | Recurrent | Recurrent | Recurrent |
| Janice Litman-Goralnik                         | Maggie Wheeler                               | Recurrent | Recurrent | Recurrent | Convidat  | Convidat  | Convidat  | Convidat  | Recurrent | Convidat  | Convidat  |
| Carol Willick                                  | Jane Sibbett                                 | Recurrent | Recurrent | Recurrent | Convidat  | Recurrent | Recurrent | Convidat  |           |           |           |
| Judy Geller                                    | Christina Pickles                            | Recurrent | Recurrent | Convidat  | Recurrent | Recurrent | Convidat  | Recurrent | Recurrent | Convidat  | Convidat  |
| Jack Geller                                    | Elliott Gould                                | Recurrent | Recurrent | Convidat  | Convidat  | Recurrent | Convidat  | Recurrent | Recurrent | Convidat  | Convidat  |
| Susan Bunch                                    | Jessica Hecht                                | Recurrent | Recurrent | Convidat  | Convidat  |           | Convidat  |           |           |           |           |
| Marcel                                         | Katie                                        | Recurrent | Recurrent |           |           |           |           |           |           |           |           |
| Barry Farber                                   | Mitchell Whitfield                           | Recurrent | Convidat  |           |           |           | Recurrent |           |           |           |           |
| Mr. Heckles                                    | Larry Hankin                                 | Recurrent | Convidat  | Convidat  |           |           |           |           |           |           |           |
| Paolo                                          | Cosimo Fusco                                 | Recurrent | Convidat  |           |           |           |           |           |           |           |           |
| Ben Geller                                     | Cole Sprouse                                 | Convidat  | Recurrent | Recurrent | Recurrent | Recurrent | Convidat  | Recurrent | Recurrent |           |           |
| Estelle Leonard                                | June Gable                                   | Convidat  | Recurrent | Convidat  |           | Convidat  | Recurrent | Convidat  | Convidat  |           | Convidat  |
| Julie                                          | Lauren Tom                                   | Convidat  | Recurrent |           |           |           |           |           |           |           |           |
| Mindy Hunter                                   | Jennifer Grey Jana Marie Hupp                | Convidat  | Convidat  |           |           |           |           |           |           |           |           |
| Fun Bobby                                      | Vincent Ventresca                            | Convidat  | Convidat  |           |           |           |           |           |           |           |           |
| Terry                                          | Max Wright                                   | Convidat  | Convidat  |           |           |           |           |           |           |           |           |
| Mr. Douglas                                    | Dorien Wilson                                | Convidat  | Convidat  |           |           |           |           |           |           |           |           |
| Jasmine                                        | Cynthia Mann                                 | Convidat  |           | Recurrent | Convidat  |           |           |           |           |           |           |
| Kiki                                           | Michele Maika                                | Convidat  |           | Convidat  |           |           |           |           |           |           |           |
| Nora Tyler Bing                                | Morgan Fairchild                             | Convidat  |           |           |           | Convidat  |           | Recurrent | Convidat  |           |           |
| David                                          | Hank Azaria                                  | Convidat  |           |           |           |           |           | Convidat  |           | Recurrent |           |
| Steve                                          | Jon Lovitz                                   | Convidat  |           |           |           |           |           |           |           | Convidat  |           |
| Frank Buffay Jr.                               | Giovanni Ribisi                              |           | Recurrent | Recurrent | Recurrent | Convidat  |           |           |           |           | Convidat  |
| Richard Burke                                  | Tom Selleck                                  |           | Recurrent | Convidat  |           |           | Recurrent |           |           |           |           |
| Mr. Treeger                                    | Mike Hagerty                                 |           | Recurrent |           | Recurrent |           |           |           | Convidat  |           |           |
| Sandra Green                                   | Marlo Thomas                                 |           | Recurrent |           |           |           |           |           | Convidat  |           |           |
| Eddie Menuek                                   | Adam Goldberg                                |           | Recurrent |           |           |           |           |           |           |           |           |
| Dr. Mike Horton                                | Roark Critchlow                              |           | Recurrent |           |           |           |           |           |           |           |           |
| Joanna                                         | Alison La Placa                              |           | Convidat  | Recurrent |           |           |           |           |           |           |           |
| Dr. Leonard Green                              | Ron Leibman                                  |           | Convidat  | Convidat  |           |           |           |           | Convidat  |           | Convidat  |
| The Duck                                       | N/A                                          |           |           | Recurrent | Recurrent | Recurrent | Recurrent | Convidat  |           |           |           |
| The Chick                                      | N/A                                          |           |           | Recurrent | Recurrent | Recurrent | Recurrent |           |           |           |           |
| Sophie                                         | Laura Dean                                   |           |           | Recurrent | Recurrent |           |           |           |           |           |           |
| Bonnie                                         | Christine Taylor                             |           |           | Recurrent | Convidat  |           |           |           |           |           |           |
| Mark Robinson                                  | Steven Eckholdt                              |           |           | Recurrent |           |           |           |           |           |           | Convidat  |
| Pete Becker                                    | Jon Favreau                                  |           |           | Recurrent |           |           |           |           |           |           |           |
| Kate Miller                                    | Dina Meyer                                   |           |           | Recurrent |           |           |           |           |           |           |           |
| Marshall Townend                               | Reg Rogers                                   |           |           | Recurrent |           |           |           |           |           |           |           |
| Lauren                                         | Jennifer Milmore                             |           |           | Recurrent |           |           |           |           |           |           |           |
| Mr. Kaplan Jr.                                 | Shelley Berman                               |           |           | Recurrent |           |           |           |           |           |           |           |
| Chloe                                          | Angela Featherstone                          |           |           | Recurrent |           |           |           |           |           |           |           |
| Isaac                                          | Maury Ginsberg                               |           |           | Recurrent |           |           |           |           |           |           |           |
| Alice Knight Buffay                            | Debra Jo Rupp                                |           |           | Convidat  | Recurrent | Convidat  |           |           |           |           |           |
| Phoebe Abbot Sr.                               | Teri Garr                                    |           |           | Convidat  | Recurrent |           |           |           |           |           |           |
| Doug                                           | Sam McMurray                                 |           |           | Convidat  |           | Convidat  |           |           | Convidat  |           |           |
| Ugly Naked Guy                                 | Jon Haugen                                   |           |           | Convidat  |           | Convidat  |           |           |           |           |           |
| Dina Tribbiani                                 | Lisa Melilli Marla Sokoloff                  |           |           | Convidat  |           |           |           |           | Convidat  |           |           |
| Emily Waltham                                  | Helen Baxendale                              |           |           |           | Recurrent | Recurrent |           |           |           |           |           |
| Kathy                                          | Paget Brewster                               |           |           |           | Recurrent |           |           |           |           |           |           |
| Joshua Burgin                                  | Tate Donovan                                 |           |           |           | Recurrent |           |           |           |           |           |           |
| Mr. Waltham                                    | Paxton Whitehead                             |           |           |           | Recurrent |           |           |           |           |           |           |
| Stephen Waltham                                | Tom Conti                                    |           |           |           | Convidat  | Convidat  |           |           |           |           |           |
| Andrea Waltham                                 | Jennifer Saunders                            |           |           |           | Convidat  | Convidat  |           |           |           |           |           |
| Stu                                            | Fred Stoller                                 |           |           |           | Convidat  |           |           |           | Convidat  |           |           |
| The Croupier                                   | Rick Pasqualone                              |           |           |           |           | Recurrent | Convidat  |           |           |           |           |
| Gary                                           | Michael Rapaport                             |           |           |           |           | Recurrent |           |           |           |           |           |
| Danny                                          | George Newbern                               |           |           |           |           | Recurrent |           |           |           |           |           |
| Dr. Ledbetter                                  | Michael Ensign                               |           |           |           |           | Recurrent |           |           |           |           |           |
| Randall                                        | Thomas Lennon                                |           |           |           |           | Recurrent |           |           |           |           |           |
| The Triplets (Frank Jr Jr, Leslie, & Chandler) | Dante Pastula, Allisyn Arm, & Sierra Marcoux |           |           |           |           | Convidat  | Convidat  |           |           |           | Convidat  |
| Kim Clozzi                                     | Joanna Gleason                               |           |           |           |           | Convidat  | Convidat  |           |           |           |           |
| Helena Handbasket (abans Charles Bing)         | Kathleen Turner                              |           |           |           |           | Convidat  |           | Recurrent | Convidat  |           |           |
| Mr. Zelner                                     | Steve Ireland                                |           |           |           |           | Convidat  |           | Convidat  | Convidat  | Convidat  | Recurrent |
| Janine Lecroix                                 | Elle Macpherson                              |           |           |           |           |           | Recurrent |           |           |           |           |
| Jill Green                                     | Reese Witherspoon                            |           |           |           |           |           | Recurrent |           |           |           |           |
| Elizabeth Stevens                              | Alexandra Holden                             |           |           |           |           |           | Recurrent |           |           |           |           |
| Paul Stevens                                   | Bruce Willis                                 |           |           |           |           |           | Recurrent |           |           |           |           |
| Russell                                        | Ron Glass                                    |           |           |           |           |           | Recurrent |           |           |           |           |
| Dr. Roger                                      | Pat Finn                                     |           |           |           |           |           | Recurrent |           |           |           |           |
| Tag Jones                                      | Eddie Cahill                                 |           |           |           |           |           |           | Recurrent | Convidat  |           |           |
| Jake                                           | Troy Norton                                  |           |           |           |           |           |           | Recurrent |           |           |           |
| Richard Crosby                                 | Gary Oldman                                  |           |           |           |           |           |           | Recurrent |           |           |           |
| Mona                                           | Bonnie Somerville                            |           |           |           |           |           |           |           | Recurrent |           |           |
| Dr. Long                                       | Amanda Carlin                                |           |           |           |           |           |           |           | Recurrent |           |           |
| Eric                                           | Sean Penn                                    |           |           |           |           |           |           |           | Recurrent |           |           |
| Parker                                         | Alec Baldwin                                 |           |           |           |           |           |           |           | Recurrent |           |           |
| Emma Geller-Green                              | Cali & Noelle Sheldon                        |           |           |           |           |           |           |           | Convidat  | Recurrent | Recurrent |
| Mike Hannigan                                  | Paul Rudd                                    |           |           |           |           |           |           |           |           | Recurrent | Recurrent |
| Charlie Wheeler                                | Aisha Tyler                                  |           |           |           |           |           |           |           |           | Recurrent | Recurrent |
| Gavin Mitchell                                 | Dermot Mulroney                              |           |           |           |           |           |           |           |           | Recurrent |           |
| Steve                                          | Phill Lewis                                  |           |           |           |           |           |           |           |           | Recurrent |           |
| Molly                                          | Melissa George                               |           |           |           |           |           |           |           |           | Recurrent |           |
| Claudia                                        | Monique Edwards                              |           |           |           |           |           |           |           |           | Recurrent |           |
| Ken                                            | Brian Chenowith                              |           |           |           |           |           |           |           |           | Recurrent |           |
| Amy Green                                      | Christina Applegate                          |           |           |           |           |           |           |           |           | Convidat  | Convidat  |
| Clifford Burnett                               | Eddie McClintock                             |           |           |           |           |           |           |           |           | Convidat  | Convidat  |
| Bitsy Hannigan                                 | Cristine Rose                                |           |           |           |           |           |           |           |           | Convidat  | Convidat  |
| Theodore Hannigan                              | Gregory Itzin                                |           |           |           |           |           |           |           |           | Convidat  | Convidat  |
| The Waiter                                     | Sam Pancake                                  |           |           |           |           |           |           |           |           | Convidat  | Convidat  |
| Erica                                          | Anna Faris                                   |           |           |           |           |           |           |           |           |           | Recurrent |
| Jack and Erica Bing                            | unknown                                      |           |           |           |           |           |           |           |           |           | Recurrent |

1. ↑  Carol was portrayed by Anita Barone in the show's second episode. Subsequent episodes featured Sibbett in the role.

Cadascun dels següents personatges de Friends pot ser o no particularment significatiu per a la història de la sèrie; cadascun es va introduir en una temporada i normalment apareixeria en temporades posteriors.

### Introduïts a la primera temporada

#### Gunther
Gunther (James Michael Tyler): El gerent de la cafeteria Central Perk, que apareix per primera vegada com a personatge de fons a "The One with the Sonogram at the End". És un exactor que va interpretar Bryce a All My Children abans que aquest personatge "morís en una allau". Gunther s'enamora sense ser correspost de Rachel a la tercera temporada, i ho guarda per a ell fins a " The Last One ". A part de Ross, a qui no li agrada, té una relació raonablement bona amb la resta de la colla, tot i que de vegades l'enutgen les seves estranyeses o comentaris. La seva motivació per no agradar-li Ross és la gelosia (ja que és conscient de la relació de Ross amb Rachel), cosa que queda clara nombroses vegades, sobretot a "The One with the Morning After" quan revela a Rachel que Ross es va ficar al llit amb una altra dona mentre Rachel estava fent un descans de la seva relació. Gunther apareix a la majoria dels episodis, però només ocasionalment crida l'atenció i gairebé mai té un paper important en la trama d'un episodi. A "El de la taca", es mostra que Gunther parla neerlandès amb fluïdesa (tot i que amb un fort accent americà), i anomena Ross un "ezel" mentre conversa amb ell.
James Michael Tyler va ser escollit com a Gunther perquè era l'únic extra que podia fer funcionar la màquina de cappuccino amb competència al set de Central Perk. Tyler apareix com a Gunther en una veu en off de copresentador al joc de preguntes i respostes Friends per a PS2, PC i Xbox, i al joc de taula Friends: Scene It?. El Seattle Times va classificar Gunther com el vuitè millor personatge convidat de la sèrie el 2004. Quan Heatworld.com li va preguntar el 2009 què faria Gunther "ara", Tyler va bromejar: "Probablement tindria un matrimoni molt tradicional, amb molts nadons de cabells blancs corrent per allà amb els cabells més brillants que el sol". A part del repartiment principal, apareix a la majoria d'episodis.

#### Jack i Judy Geller

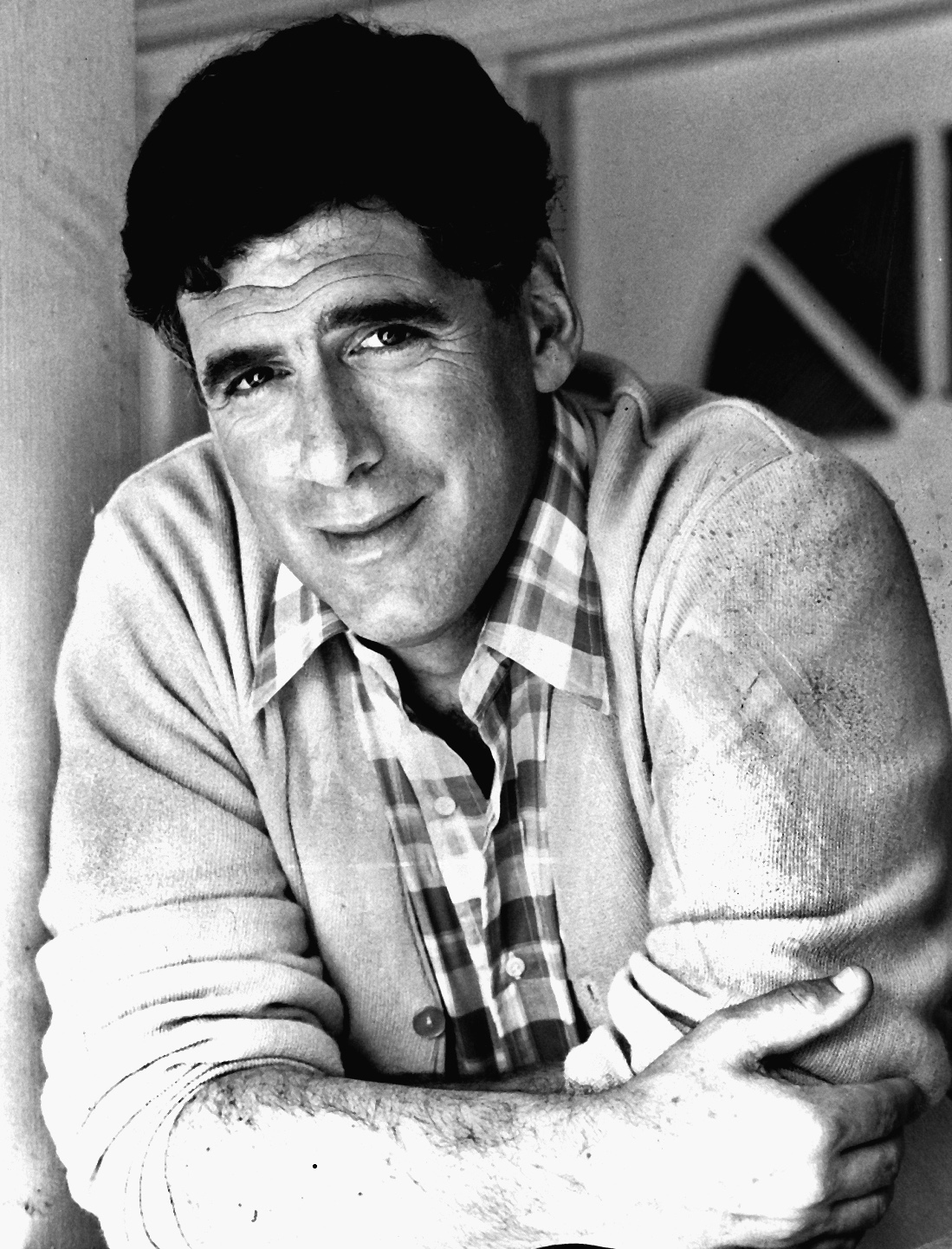
Elliott Gould va interpretar Jack Geller, el pare de Ross i Monica, en 20 episodis, que van des del 1994 fins al 2003.

Jack (Elliott Gould) i Judy Geller (Christina Pickles): els pares de Ross i Monica. En les primeres aparicions, Jack fa sovint comentaris inapropiats, que puntua exclamant "Només dic ...!", mentre que Judy fa comentaris condescendents sobre la manca de vida amorosa de Monica i de vegades oblida que la seva filla existeix, mentre afavoreix obertament Ross. Jack és més equilibrat en la seva atenció i cura tant en Ross com en Monica, tot i que després que els Geller venguin la seva casa a la temporada 7, es revela que Jack va utilitzar caixes amb les coses velles de Monica per impedir que l'aigua de pluja arribés al seu Porsche. Com a penitència, Jack decideix regalar-li el Porsche a Monica.
Tot i que cadascun d'ells té les seves pròpies peculiaritats, de vegades es queden bocabadats per les bogeries del seu fill i la seva filla, com ara el desastrós casament de Ross amb el ridícul discurs de l'Emily i la Monica a la seva festa del 35è aniversari. També es queden perplexos per les bogeries dels altres quatre amics, com ara comentaris idiotes o esbojarrats de Phoebe i Joey, una trivialitat repugnant cuinada per Rachel i Chandler entrant a un remolí mixt al costat de Jack sense portar res sota la tovallola que li envolta la cintura. A l'episodi de la temporada 10 "The One with The Cake", la parella grava un missatge per al 18è aniversari de la seva néta en què diuen que potser ja no seran presents per llavors.
Pickles va ser nominada al Premi Primetime Emmy a la Millor Actriu Convidada en una Sèrie de Comèdia per la seva aparició a "The One Where Nana Dies Twice" el 1995.  El 2004, The Seattle Times va classificar Jack i Judy conjuntament com els segons millors personatges convidats de la sèrie.

#### Barry Farber
Barry Farber (Mitchell Whitfield): el promès abandonat de Rachel. Barry, un ortodoncista, decideix anar de lluna de mel amb la seva dama d'honor Mindy, i aviat comença una relació amb ella. La seva relació passa per un mal moment quan ell i Rachel consideren tornar a estar junts. Decideix quedar-se amb Mindy, i més tard tots dos es casen. Rachel és convidada al casament, però rep una freda recepció per haver abandonat Barry mentre ella hi és, i un discurs ridícul de Ross que desconcerta a tothom a la sala no millora exactament la situació per a ella, fins que ella, en un intent desesperat de salvar una mica d'orgull, puja a l'escenari on hi ha el micròfon i comença a cantar el "Copacabana". A l'episodi "The One That Could Have Been Part 1", Rachel menciona que Barry i Mindy s'han divorciat després de cinc anys, quan Mindy va descobrir que ell l'estava enganyant. El cognom de Barry es dóna com a "Finkle" al pilot i "Farber" en totes les altres aparicions excepte a "The One with the Flashback", on se l'anomena "Barry Barber". També se l'ha anomenat "Barry White", i possiblement es nomena com a homenatge al presentador de talk shows de Nova York de tota la vida, Barry Farber.

#### Carol Willick i Susan Bunch
Carol Willick (Anita Barone per a l'episodi de debut del personatge, Jane Sibbett després) i  Susan Bunch (Jessica Hecht): Carol és l'exdona lesbiana de Ross, que va sortir de l'armari abans del pilot, i Susan és la seva parella. Carol es va divorciar de Ross per estar amb Susan. Al segon episodi de la sèrie, Carol li diu a Ross que està embarassada del seu fill, i que espera el nadó amb la seva parella Susan, tot i que desitja que Ross formi part de la vida del nadó. Carol i Susan sovint es queden desconcertades pel comportament de Ross durant les seves aparicions en pantalla amb elles. Tot i que Ross i Carol es porten bé després del seu divorci, Ross s'enfada amb Susan per haver perdut Carol a mans d'ella. Tot i que inicialment Susan i Ross, naturalment, sovint estan en desacord, deixen de banda breument les seves diferències quan Carol dóna a llum un nen, a qui tots acorden, després de setmanes de discussió, anomenar Ben. La Carol i la Susan anuncien els seus plans de casar-se a " The One with the Lesbian Wedding ", però els pares de la Carol es neguen a assistir al casament, cosa que fa que la Carol dubti de la seva decisió. En Ross, inicialment reticent a veure la seva exdona tornar-se a casar, es troba en la posició de ser qui l'anima a seguir endavant amb la cerimònia malgrat l'oposició dels seus pares. A la recepció, la Susan agraeix a en Ross la seva participació en salvar el casament i s'ofereix a ballar amb ell; ell accepta, aparentment resolent la seva tensa relació. La Carol i la Susan fan aparicions irregulars fins a "The One That Could Have Been" (Susan), i "The One with the Truth About London" (Carol).
Carol i Susan es van basar en els millors amics dels creadors Marta Kauffman i David Crane a Nova York: "No les vam crear per cap raó política en particular ni per l'elegància lèsbica. Només era una oportunitat per explicar una història realment interessant". GLAAD. va qualificar els personatges com un exemple positiu de parella gai a la televisió . Jessica Hecht originalment va fer una audició per interpretar la Monica.

#### Marcel
Marcel: Un mico caputxí que en Ross inicialment té com a mascota, i que proporciona un alleujament còmic al seu amo friqui. Una vegada, la Rachel el perd a la ciutat, i truca a Control d'Animals, només per descobrir per en Ross que en Marcel és un animal exòtic il•legal que no es pot tenir a la ciutat. Després d'intentar sense èxit evitar que l'agent de control d'animals Luisa (Megan Cavanagh) descobreixi que alberguen un animal exòtic il•legal i de deixar-la perplexa amb el seu comportament extravagant durant aquests intents fallits, la Rachel, la Monica, en Ross i la Phoebe descobreixen que la Luisa és una antiga companya de classe de la Rachel i la Monica que, en reconèixer la Rachel, intenta repudiar-la per haver-la menyspreat a l'institut intentant confiscar en Marcel. Per evitar-ho, la Rachel amenaça de dir-li al cap de la Luisa com va disparar a la Phoebe "al cul amb un dard" que anava destinat a en Marcel. Més tard, a mesura que en Marcel madura sexualment i comença a muntar-s'ho tot, en Ross l'ha de lliurar a un zoo —"on pot tenir accés a l'amor habitual pels micos". Finalment, en Ross descobreix que en Marcel va ser robat del zoo i portat a una vida de món de l'espectacle , i —després de protagonitzar un anunci de licors— protagonitza una pel·lícula a Nova York, on es retroben per última vegada. En una temporada posterior, en Ross es pregunta per què tenia un mico com a mascota, i en un altre episodi se l'esmenta durant una discussió amb en Joey. Tot i que en Marcel és mascle, en realitat el mico era una femella anomenada Katie.

#### Janice Litman-Goralnik
Janice Litman-Goralnik (née Hosenstein) (Maggie Wheeler): la xicota intermitent de Chandler durant les quatre primeres temporades. Janice és un dels pocs personatges secundaris que apareix a totes les temporades de Friends (juntament amb Gunther, Ross i els pares de Monica). Té una veu nasal distintiva, un riure de metralladora i un fort accent novaiorquès, tot això molesta els amics, especialment en Joey. Apareix per primera vegada a "The One with the East Germany Laundry Detergent" quan Chandler trenca amb ella (a través de Phoebe); després la convida a Cap d'Any en un moment de debilitat, només per deixar-la de nou abans de la mitjanit. Aleshores apareix com a cita a cegues de Chandler la nit abans de Sant Valentí, on dormen junts; Chandler trenca amb ella l'endemà, però ella ho accepta bé, dient-li que sap que es tornaran a trobar. A la segona temporada, arran de la mort del Sr. Heckles, Chandler decideix no morir sol i truca a Janice, però es decep en descobrir que està casada i embarassada. A "The One with Barry and Mindy's Wedding", Chandler organitza una reunió amb una dona misteriosa per Internet, que resulta ser Janice, que revela que el seu marit té una aventura amb la seva secretària i que es divorcien. Per a sorpresa dels altres i indignació de Joey, Chandler es queda amb Janice fins al començament de la tercera temporada, després d'haver-se enamorat d'ella i haver deixat de trobar-la molesta. Més tard, Joey veu Janice besant el seu marit Gary mentre estan enmig del seu divorci i li ho diu a Chandler. Chandler s'enfronta a Janice, que admet que estima tots dos homes. Tanmateix, Joey insinua a Chandler que, si ell estigués en la seva posició, no intentaria interferir amb la felicitat de Janice amb el pare del seu fill. Això, combinat amb el trauma persistent de Chandler pel divorci dels seus pares, porta al final de la seva relació a "The One with the Giant Poking Device", quan Chandler insta a Janice a tornar amb el seu marit, ja que no vol destruir la seva família.
Després d'això, Janice es converteix en una broma recurrent a la sèrie, apareixent d'alguna manera en un episodi per temporada (dos a la temporada 8 si comptem " The One Where Rachel Has a Baby " com a dos episodis separats) a partir de la temporada 4. Quan Janice torna a la vida de Chandler, després d'haver-se finalment divorciat després que la seva reconciliació fracassi, Chandler la troba insofrible de nou i fingeix mudar-se al Iemen per allunyar-se d'ella. A la cinquena temporada, Janice té una breu aventura amb Ross poc després que ell hagi trencat amb Emily, on passa tota la cita queixant-se de tot, cosa que fa que ella el trobi insofrible i el deixi, amb la ironia de la situació que ràpidament el convenç i el convenç perquè es reorganitzi; llavors li insinua a Joey que sortirà amb ell la propera vegada. Més tard fa un cameig de veu en una cinta mixta que Chandler posa per a Monica, havent-la fet passar per seva i sense saber que Janice l'havia feta per a ell. Quan Chandler i Monica es comprometen, Janice torna a les seves vides i, ara principalment obsessionada amb Chandler, intenta convidar-se per la força al casament; només marxa quan Monica diu que Chandler encara sent res per ella. Quan Ross i Rachel esperen el naixement de la seva filla Emma a la temporada 8, Janice i el seu nou marit, parcialment sord, Sid, són col•locats a la mateixa sala de parts que Rachel; ella dóna a llum un fill, Aaron, que bromeja que serà el futur marit d'Emma. També aconsella fermament a Rachel que Ross no es quedi per criar el nadó si no estan casats, al•legant que el seu propi exmarit està en gran part allunyat de la seva filla. A la temporada 9, mentre Monica i Chandler fan plans per tenir fills, van a una clínica de fertilitat on Janice i Sid estan de visita casualment; quan Chandler es preocupa pel seu esperma, ella ofereix consells i suport a Chandler. A la temporada 10, la Janice i la seva família estan a punt de comprar una casa al costat de la que la Monica i el Chandler estan comprant; per desfer-se'n, el Chandler torna a fingir que encara l'estima, cosa que li fa por que acabin arruïnant els seus matrimonis si viu al costat, així que decideix no comprar la casa al final. Se'n va, aparentment per sempre, però el besa per última vegada abans de marxar.
Al llarg de la sèrie, Janice gaudeix passant temps amb les sis amigues, cosa que és irònica i molt inconvenient per a elles, ja que cap d'elles pot suportar estar a prop d'ella.  Pronuncia la seva frase feta, " Ohhh—myyy—Gawd! ", gairebé cada vegada que torna a entrar a la sèrie, i Chandler de vegades la imita amb ella. El riure distintiu de Janice va néixer d'una relliscada que va fer Wheeler durant l'assaig de "The One with the East German Laundry Detergent"; després de les línies de Chandler i Janice "More latte?"/"No, encara estic treballant en el meu", Wheeler va riure.  El Seattle Times va classificar Janice com el millor personatge convidat de la sèrie el 2004.

#### Mr. Heckles
Mr. Heckles (Larry Hankin): el veí de baix de la Monica i la Rachel, un ancià dominant i molt inusual que es queixa constantment del soroll, tot i que els sis amics tenen un volum perfectament decent cada vegada que ell afirma que el molesten. La seva raó per això mai es revela, fins a "The One Where Mr. Heckles Dies", en què el grup descobreix que els sorolls que es fan al seu apartament aparentment s'amplifiquen al seu, i quan Chandler sent cops que provenen de l'habitació de dalt mentre és a l'apartament de Heckles (tot i que mai es revela exactament què feien la gent de dalt per causar els cops) l'irrita tant que imita inadvertidament a Heckles colpejant la teulada amb la seva escombra. Apareix a "The One with Two Parts, Part 1" i "The One Where the Monkey Geats Away" abans de morir a "The One Where Mr. Heckles Dies". Com a darrer acte maliciós, deixa totes les seves andròmines a "les noies sorolloses de l'apartament de sobre del meu". Fa un cameo final a "The One with the Flashback", ambientada el 1993, on es queixa que el soroll de Phoebe pertorba la seva pràctica d'oboè (tot i que en realitat no toca l'oboè), i inadvertidament (i cruelment) fa que Joey sigui el company de pis de Chandler. Normalment afirma que els objectes són seus, i quan l'altra persona afirma que no en té cap, el Sr. Heckles diu que en podria tenir un. Per exemple, quan Rachel i Phoebe busquen el propietari d'un gat perdut, el Sr. Heckles diu: "Sí, aquest és el meu gat". Li van dir que no tenia gat, al que ell va respondre: "Podria tenir un gat". També li agrada colpejar el sostre amb una escombra quan sent que la gent fa massa soroll. Així sembla que mor quan, segons el Sr. Treeger, el Sr. Heckles va morir d'un atac de cor mentre "escombrava". La seva primera aparició a la sèrie va ser a la primera temporada, "El que té el desmai", on se l'atribueix simplement "com l'home estrany".

#### Paolo
Paolo (Cosimo Fusco): un veí italià de l'edifici de la Rachel, a qui la Rachel coneix i amb qui es relaciona a "The One with the Blackout". Comencen a sortir, cosa que fa que en Ross estigui gelós. Ella el deixa després que ell es fixi en Phoebe, però té una última aventura d'una nit amb ell a "The One with Ross's New Girlfriend", on ell es refereix a la Rachel com a "Racquel". A la versió italiana de la sèrie, el nom de Paolo es canvia a Pablo i la seva nacionalitat és espanyola.

#### Terry
Terry (Max Wright): el gerent original del Central Perk abans que Gunther prengui el títol, que no amaga el fet que pensa que Rachel és una cambrera terrible i que Phoebe és " molt dolenta" com a música. Li nega a Rachel un avançament del seu salari a "The One Where Underdog Gets Away" i contracta una música professional, Stephanie Schiffer (interpretada per Chrissie Hynde de The Pretenders), per substituir Phoebe a "The One with the Baby on the Bus". Se l'esmenta per última vegada a "The One Where Rachel Quits", on li demana a Rachel que reprengui la formació de cambrera a través de Gunther, i quan Rachel deixa la formació a mig camí, contracta immediatament una cambrera nova i amb més experiència. Presumiblement es retira a la quarta temporada i a partir d'aquest moment Gunther es converteix en l'únic gerent del Central Perk. Els productors de la NBC pretenien que el paper de Terry fos molt més important. El veien com un personatge més gran que donaria consells als sis amics, però els creadors del programa van convèncer la NBC de no fer-ho.

#### Fun Bobby
"Fun Bobby" (Robert) (Vincent Ventresca): el xicot alcohòlic de la Monica. En la seva primera aparició a "The One with the Monkey", la seva "diversió" s'esvaeix a la festa de Cap d'Any de la Monica després que el seu avi morís, però la seva depressió no impedeix que la Monica, molesta perquè ell "li està fent baixar la festa", li posi una botzina de festa a la boca i l'obligui a bufar-hi, per a la seva sorpresa. A "The One with Russ", la colla descobreix que l'alcohol posa la "diversió" a Fun Bobby. La Monica intenta deslligar-lo de la beguda, però se'n penedeix quan es torna extremadament avorrit. Aleshores, la Monica comença a beure a les seves cites, per poder escoltar les seves històries increïblement avorrides. En Bobby trenca amb la Monica, dient que no és prou fort per a una relació codependent. A l'episodi "The One with Phoebe's Husband" es revela que la roba interior del pal de telèfon era de la Monica quan estava tenint relacions sexuals amb Fun Bobby a la terrassa.

#### David

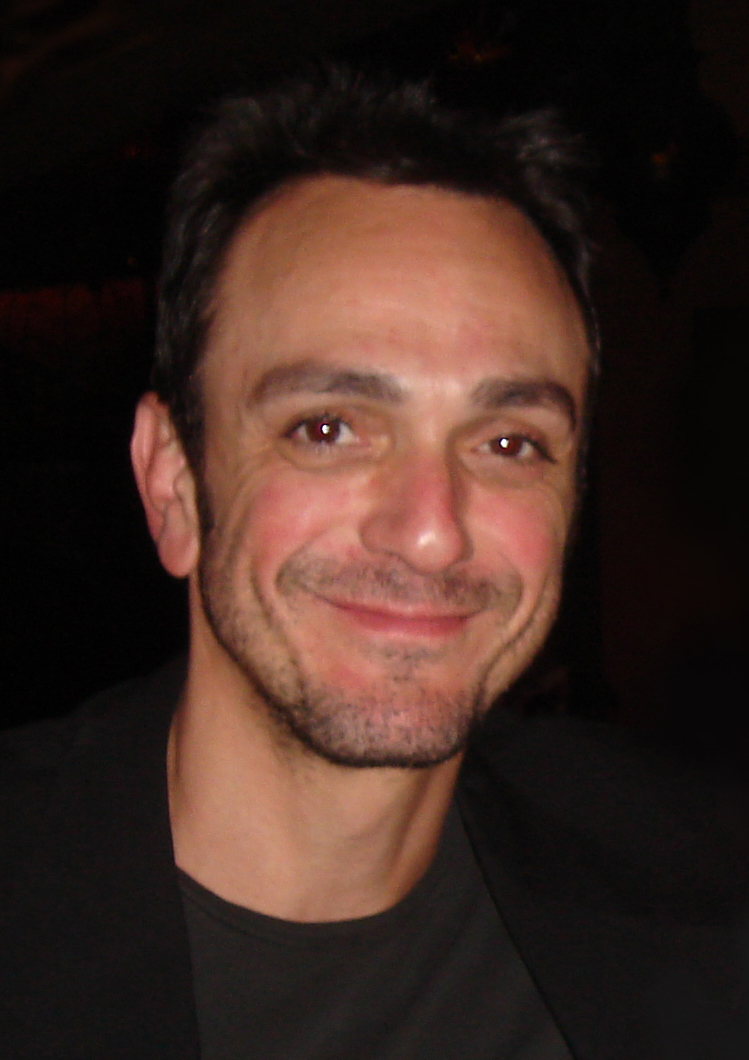
Hank Azaria va interpretar David, l'interès amorós recurrent de Phoebe, el 1994, 2001 i 2003.

David, "el científic" (Hank Azaria): un físic de qui Phoebe s'enamora a "The One with the Monkey", quan rep una beca acadèmica per a un viatge de recerca de tres anys a Minsk (descrit incorrectament —i consistentment— als guions com si fos a Rússia, en lloc de Bielorússia). Després d'una discussió amb el seu company de recerca Max (Wayne Péré), Phoebe l'insta a fer el viatge, tot i que li trenca el cor. Set anys més tard, torna a Nova York per a una breu visita i comparteix una vetllada amb Phoebe, al final de la qual vol dir-li que l'estima, però decideix no fer-ho perquè li serà més difícil marxar. . Dos anys més tard, torna per a una altra visita a "The One with the Male Nanny", on besa Phoebe abans que ella admeti que està veient Mike Hannigan, que els enxampa junts. Torna permanentment a "The One with the Donor", després d'haver fracassat en la seva recerca, i quan descobreix que Phoebe i Mike han trencat, ell i Phoebe comencen a sortir de nou. A " The One in Barbados—Part 1 ", David li demana matrimoni a Phoebe, però és rebutjat a favor de Mike.
El 2003, Azaria va ser nominat al Premi Primetime Emmy al Millor Actor Convidat en una Sèrie de Comèdia per la seva actuació. Azaria va fer una audició original per al paper de Joey.

#### Nora Tyler Bing
Nora Tyler Bing (Morgan Fairchild): La mare de Chandler, una novel•lista eròtica d'èxit entre les quals s'inclouen Euphoria Unbound, Euphoria At Midnight i Mistress Bitch.. Apareix per primera vegada a "The One with Mrs. Bing", on coneix la colla durant una gira promocional a Nova York. Es va divorciar del pare de Chandler després de descobrir la seva aventura amb el noi de la piscina de la família, i la notícia explicava la intensa aversió de Chandler per Acció de Gràcies. Segons els creadors de la sèrie, Nora es va inspirar en personatges femenins francs dels drames televisius dels anys vuitanta, i la seva relació tensa però humorística amb Chandler s'utilitza per explorar temes de vergonya, identitat i límits parentals. Després de sopar, fa un petó a Ross. Fa un cameo a les escenes de flashback de " The One with All the Thanksgiving " i més tard apareix a " The One with Monica and Chandler's Wedding " (amb Kathleen Turner com a pare de Chandler) i "The One After 'I Do ' ". El Seattle Times va classificar Nora i el seu exmarit conjuntament com els cinquens millors personatges convidats el 2004.

#### Ursula Buffay
Ursula Pamela Buffay (Lisa Kudrow): germana bessona idèntica de Phoebe que viu al SoHo. Kudrow va originar el paper d'Ursula a la comèdia de situació Mad About You, interpretant-la com una cambrera inepta al Riff's que sovint oblida les comandes. Ursula és tan estranya com Phoebe, però, a diferència de la seva germana, Ursula és una persona egoista, amoral, abrasiva, descarada i hedonista que és tan egocèntrica i absorbida en si mateixa que sovint oblida coses, normalment tracta Phoebe amb menyspreu i no agrada a ningú que la conegui realment. Phoebe es refereix a Ursula com la seva " bessona malvada ".
Apareix per primera vegada a Friends, a "The One with Two Parts": Chandler i Joey mengen a Riff's i confonen Ursula amb Phoebe. Joey s'atreu per Ursula i comencen a sortir. Ursula li diu a Phoebe que està avorrida d'en Joey i afirma que ell és prou intel•ligent per esbrinar-ho pel seu compte sense que ella li hagi de dir, així que Phoebe fa veure que és la seva germana per decebre en Joey suaument. En el mateix episodi, Helen Hunt i Leila Kenzle fan un cameo com els seus personatges de Mad About You, Jamie Buchman i Fran Devanow , en una escena on confonen Phoebe amb Ursula al Central Perk.
L'Ursula apareix breument a "The One with the Jam", on Malcolm (David Arquette) l'assetja, i confós Phoebe amb ella. Phoebe comença ingènuament una relació amb l'home en qüestió, però l'acaba quan no pot superar la seva obsessió per l'Ursula. A "The One with the Jellyfish" Phoebe li diu a l'Ursula que ha conegut la seva mare biològica (Teri Garr), però l'Ursula ja sap de la seva existència. A "The One Where Chandler Can't Cry", Phoebe comença a rebre atenció no desitjada dels homes i descobreix que l'Ursula protagonitza pel•lícules pornogràfiques amb el nom de Phoebe, inclosa una pel•lícula anomenada Buffay The Vampire Layer. Phoebe es venja reclamant els sous d'Ursula i avergonyint els seus nombrosos fans masculins. Els flashbacks de "The One Where They All Compl Thirty" revelen que Ursula va vendre el certificat de naixement de Phoebe a un fugitiu suec, i que ambdues germanes tenen trenta-un anys, no trenta. A "The One with the Halloween Party", Ursula presenta Phoebe a Eric (Sean Penn), el seu promès. Phoebe està horroritzada que Ursula hagi mentit a Eric dient que és professora, membre del Cos de la Pau, no fumadora i que assisteix a un grup religiós; així que li diu la veritat a Eric, i ell trenca amb Ursula.
El final original de la sèrie Mad About You, de 1999 , ambientat 22 anys en el futur, revela que Ursula esdevé governadora de Nova York.  Els esdeveniments d'aquest episodi en particular, però, es van cancel•lar quan Mad About You va tornar amb nous episodis el 2019.

#### Mindy Hunter-Farber
Mindy Hunter-Farber (Jennifer Grey a "The One with the Evil Orthodontist", Jana Marie Hupp a "The One with Barry and Mindy's Wedding"): dama d'honor de Rachel al seu casament fallit amb Barry. Mindy i Rachel eren millors amigues durant la seva infància i la seva amistat es posa a prova després que Rachel descobreixi que Mindy i Barry surten. Li demana a Rachel que sigui la seva dama d'honor i la vesteix amb un cridaner vestit rosa. Mindy es casa amb Barry a "The One with Barry and Mindy's Wedding"; però més tard ell l'enganya i ella s'ha divorciat d'ell per "The One That Could Have Been, Part 1".

#### Ben Geller
Ben Geller (Various actors, 1995–1999; Cole Sprouse, 2000–2002): 2000–2002): fill de Ross i Carol, nascut durant " The One with the Birth ". Ben és interpretat de nadó per Michael Gunderson, pels germans Charles Thomas Allen i John Christopher Allen de la temporada 3 a la 5, i per Sprouse de la temporada 6 a la 8.

#### Julie

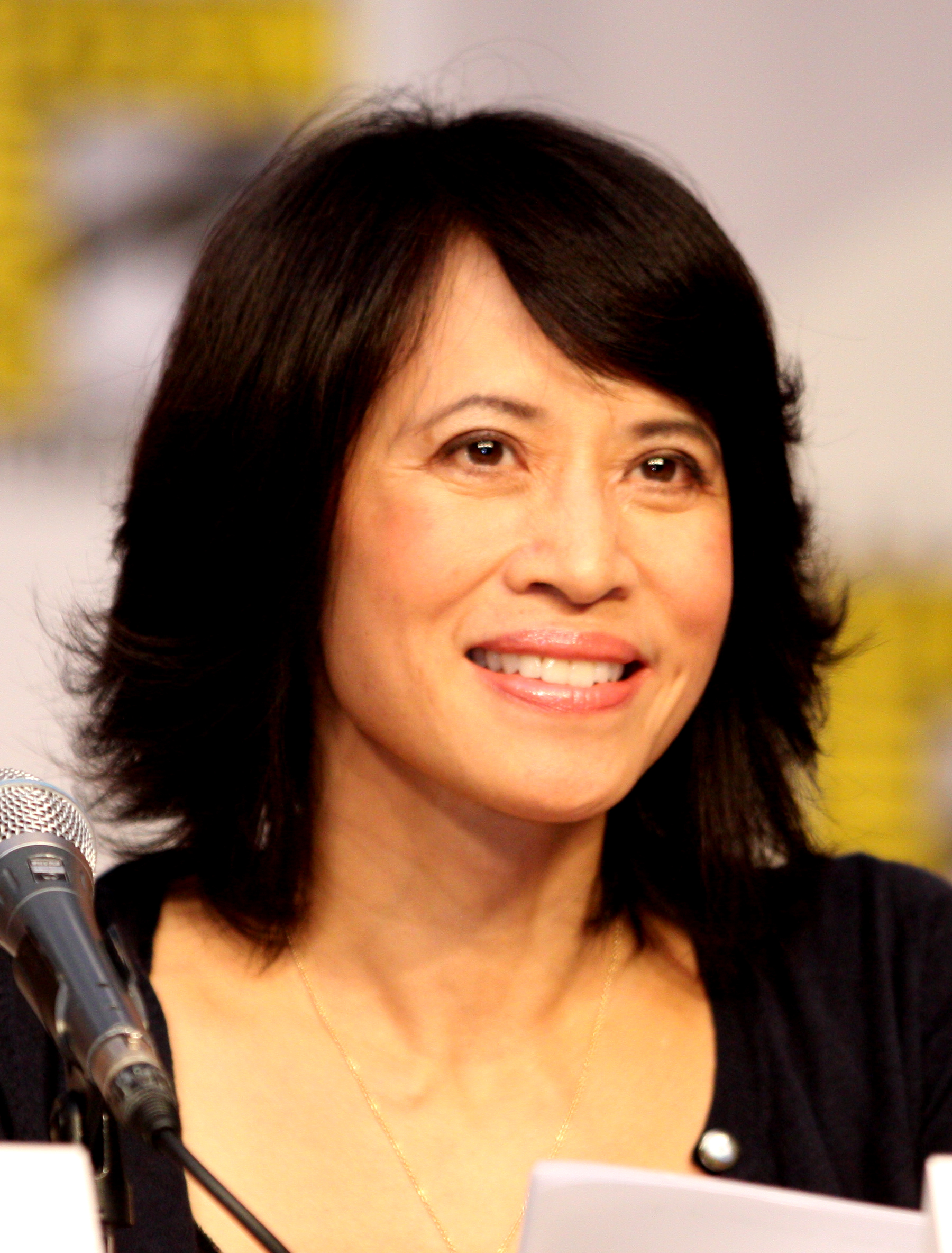
Lauren Tom va interpretar la Julie.

Julie (Lauren Tom): una antiga companya de carrera de Ross, a qui es retroba durant un viatge a la Xina ; apareix per primera vegada a l'escena final del final de la primera temporada. Comencen a sortir, però trenquen poc després, quan Ross revela que estima a Rachel.Durant tot el temps que Julie i Ross van estar sortint, Rachel odiava la relació perquè aproximadament una setmana abans que Ross tornés a casa de la Xina, Rachel va descobrir que Ross estava enamorat d'ella. Això va fer que els sentiments de Rachel per Ross creixessin ràpidament, fent-la sentir gelosa de la relació de Julie amb ell. Al final de " The One with Russ ", Julie torna i s'enamora del doble de Ross, Russ , i el guionista de l'episodi els descriu com si encara estiguessin junts el 2020. L'escena en què Rachel parla lentament amb Julie a l'aeroport es basava en l'experiència real de l'actriu Lauren Tom.

#### Steve
Steve (Jon Lovitz): propietari d'un restaurant i drogoaddicte que Phoebe coneix. El 1995, Monica intenta impressionar-lo per aconseguir feina al seu restaurant, i Phoebe li diu que és benvingut a anar al seu apartament i provar el seu menjar allà, però ell es droga durant el trajecte i, en conseqüència, actua de manera desagradable. Al final de l'episodi, Phoebe el castiga fent-li un massatge molt dolorós. El seu problema de drogues finalment fa que perdi el seu restaurant i, el 2003, Phoebe més tard arregla una cita a cegues per a Rachel amb ell (i Ross sense ningú), com a part d'una estratègia secreta per tornar a reunir Rachel i Ross.

#### Noi lleig nu
El Noi lleig i nu (Jon Haugen): Un inquilí de l'apartament de l'edifici davant de l'apartament de la Monica que sovint, potser invariablement, està nu amb les cortines obertes, de manera que la colla comenta freqüentment les seves activitats: tocar el violoncel, portar "botes de gravetat", etc. S'esmenta per primera vegada al segon episodi de la sèrie, , però només apareix dues vegades: primer, es mostra la seva panxa i un braç a "The One with the Giant Poking Device" , en què la colla (que pensa que és mort) el punxa des de l'altra banda del carrer amb un llarg dispositiu fet amb escuradents; segon, es mostra una vista posterior d'ell de cap a cintura a "The One Where Everybody Finds Out" (el seu últim programa), en què s'està mudant del seu apartament i en Ross intenta aconseguir-lo congraciant-se amb el noi lleig i jugant amb ell nu. (A "The One with the Flashback", s'assabenta que abans era el "Hot Naked Guy", però que després, el 1993, va començar a engreixar-se).
Durant molts anys, la identitat de l'actor que el va interpretar en les seves aparicions extremadament limitades va ser un misteri. Es va especular que Mike Hagerty , l'actor que interpretava el Sr. Treeger, era el Noi Lleig i Nu. Tanmateix, Hagerty va negar aquesta teoria. El 31 de maig de 2016, Todd Van Luling va publicar un article a The Huffington Post, detallant la seva recerca de la identitat del Noi Lleig i Nu. El seu article va revelar que un actor anomenat Jon Haugen va interpretar el paper.

### Introduït a la segona temporada

#### Mr. Treeger
Mr. Treeger (Mike Hagerty): el superintendent de l'edifici de la Monica, que apareix per primera vegada a "The One Where Heckles Dies", quan acompanya l'advocat del Sr. Heckles a l'apartament de la Monica i la Rachel. Després apareix a "The One with Phoebe's Dad", en què en Ross creu que està sol•licitant un suborn per arreglar el radiador trencat de la Monica i la Rachel (després que donessin galetes en comptes de diners com a propina de Nadal i enfadessin la majoria dels empleats), quan en realitat, en Treeger aprecia el toc personal de les galetes. A la quarta temporada, quan en Joey el rebutja per insultar (suaument) la Rachel en un moment de ràbia, amenaça de desallotjar la Monica i la Rachel si no l'ajuda a practicar balls de saló per impressionar una dona. A "The One with the Free Porn", neteja el desguàs de la dutxa de l'apartament recentment guanyat per en Chandler i en Joey i els adverteix que no apaguin mai el televisor després de començar a rebre porno gratuït. En la seva última aparició en pantalla, fa que un bomber enderroqui la porta de l'apartament de Monica després que Joey li digui que sent olor de gas mentre ella i Chandler són de lluna de mel.

#### Estelle Leonard
Estelle Leonard (June Gable): l'agent de talents de Joey. Normalment se la veu amb roba de colors, maquillatge intens i un bouffant. Fuma despiadadament i té un fort accent novaiorquès. La primera aparició de Gable com a Estelle, a "The One with the Butt",] va ser retallada per temps, tot i que el personatge apareix fora de la pantalla quan fitxa Joey i li aconsegueix el seu primer paper al cinema, interpretant el doble de cul d'Al Pacino. L'escena cinemàtica s'inclou a la versió en DVD de l'episodi. La seva primera aparició en pantalla és a "The One with Russ" de la segona temporada,, on aconsegueix per a Joey un paper recurrent a Days of Our Lives. Tot i que es demostra que dóna suport a la carrera de Joey al llarg de la sèrie, a "The One Where Joey Loses His Health Insurance" es suggereix que, en canvi, l'ha estat parlant malament després de suposar erròniament que ha trobat un altre agent. Ella mor a la temporada final, i Joey parla al seu servei commemoratiu, on es revela que en aquell moment només representava dos clients: Joey i un home que es dedica a menjar paper.
Quan Gable va fer l'audició per al paper, va interpretar l'Estelle de manera força senzilla i la van animar a "anar-se'n i fer alguna cosa amb ella". Va tornar a la sala d'audicions amb un "vestit de gras" i menjant un entrepà d'una xarcuteria, on va apagar una cigarreta. La interpretació es va utilitzar a l'escena eliminada de "The One with the Butt". Mai es dóna la seva edat, però Gable creia que tenia uns 80 anys. El 2004, The Seattle Times va classificar l'Estelle com el sisè millor personatge convidat de la sèrie. Gable també interpreta la infermera que dóna a llum a en Ben a "The One with the Birth".

#### Richard Burke

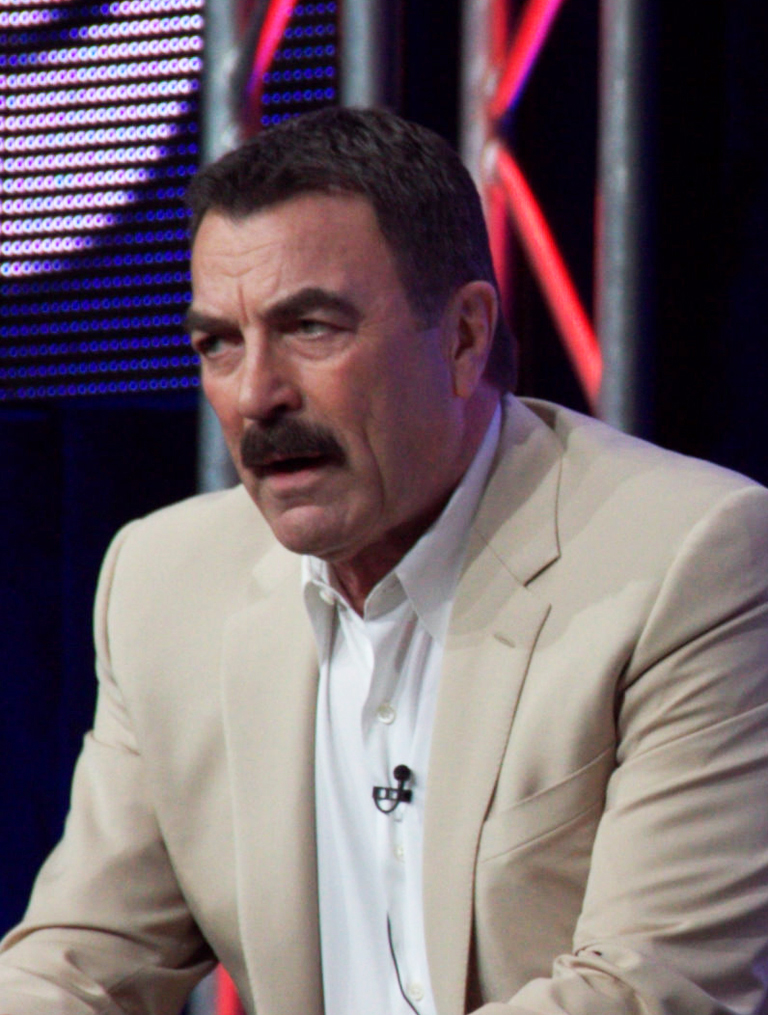
Tom Selleck va interpretar el xicot de Monica, el Dr. Richard Burke, en diversos episodis entre 1995 i 2000.

Dr. Richard Burke (Tom Selleck): oftalmòleg i amic íntim de Jack Geller. En Richard apareix quan la Monica li organitza un càtering per a un esdeveniment a "The One Where Ross and Rachel... You Know" i comencen a sortir malgrat la seva diferència d'edat de 21 anys. En Ross inicialment s'enfada, però dóna suport a la seva relació, sobretot quan la Monica decideix dir-ho als seus pares. Això no va bé al principi, però fins i tot els pares de la Monica han d'admetre que mai han vist en Richard tan feliç i que no només està "tontejant" amb una dona més jove. Ell i la Monica trenquen a "The One with Barry and Mindy's Wedding" quan ell li diu que no vol més fills, ja que els seus ja han crescut (i han tingut fills propis). Tot i que els dos encara estan enamorats, no poden reconciliar aquesta diferència i tots dos estan devastats durant mesos. Fa un breu cameo de veu a " The One Where No One's Ready ", i més tard intenten reavivar breument el seu romanç com a "amics" abans d'acceptar que les raons per les quals van trencar continuen sent vàlides. A " The One in Vegas ", Monica i Richard es troben fora de pantalla i dinen junts. Monica no sent res per Richard, però s'absté de dir-li a Chandler a causa del seu proper aniversari. Quan s'assabenta de la veritat, lluiten durant la major part de l'episodi fins que Monica assegura a Chandler que no tornarà a veure mai més a Richard. A " The One with the Proposal ", es troba amb la Monica i en Chandler durant el sopar. Mentre en Chandler planeja proposar-li matrimoni però fingeix estar en contra del matrimoni perquè "vol que sigui una sorpresa", en Richard sorprèn la Monica dient-li que encara l'estima i que vol casar-s'hi i tenir fills amb ella. La Monica el rebutja, però més tard arriba al seu apartament, frustrada amb la seva pròpia situació. Es queixa una estona de com de malament van les coses a la seva vida amorosa abans de marxar a pensar-s'ho bé. Finalment, en Chandler arriba al seu apartament buscant la Monica i li explica a en Richard el seu propi pla de proposta. Al principi, sembla que Richard no sent simpatia per Chandler. Quan Chandler explica el seu pla per fer-li pensar inicialment que estava en contra del matrimoni, Richard respon que "havia funcionat molt bé", però quan Chandler li diu enfadat que no té dret a arruïnar la relació d'un altre home amb ella perquè ja ha arruïnat la seva, s'adona que Chandler té raó i li diu: "Vés a buscar-la, Chandler. I et puc donar un consell? Si la aconsegueixes, no la deixis anar. Confia en mi", i assenyala que odia el fet de ser un bon noi quan Chandler li ho agraeix. El seu apartament es posa a la venda a la novena temporada, a "The One with Ross's Inappropriate Song", però no es veu a Richard. Mentre és allà, Chandler descobreix que Richard va fer una cinta de sexe amb Monica que roba i mira, però ell i Monica descobreixen més tard que Richard la va gravar, alleujant Chandler però deixant Monica insultada.
Totes les entrades de Selleck a la segona temporada es van haver de tornar a filmar després que el públic marxés perquè "era com els Beatles amb els crits i els aplaudiments". Selleck va ser nominat al Premi Primetime Emmy al Millor Actor Convidat en una Sèrie de Comèdia l'any 2000 per la seva aparició a "The One with the Proposal". El 2004, The Seattle Times va classificar Richard com el tercer millor personatge convidat de la sèrie.

#### Sandra Green

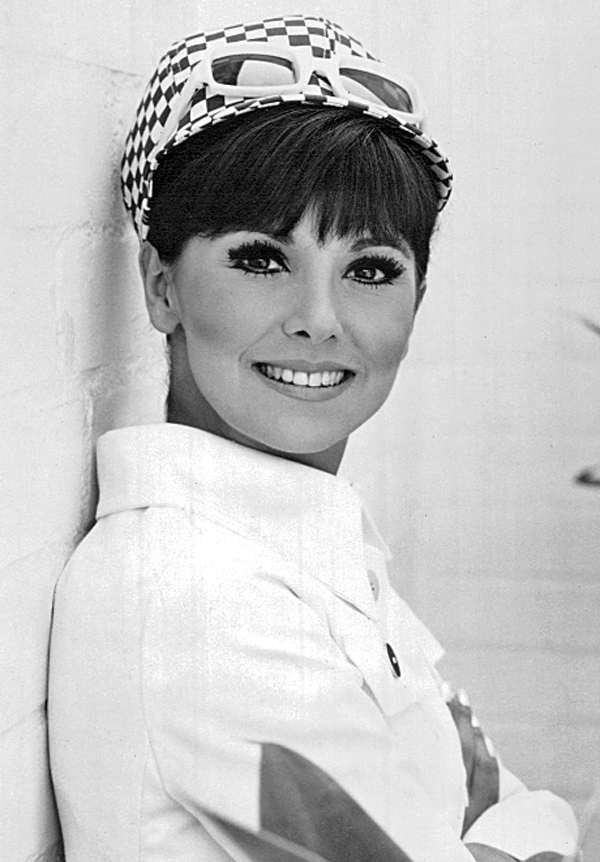
Marlo Thomas va interpretar Sandra Green, Rachel, la mare de Jill i Amy, que es va divorciar del pare de Rachel a la segona temporada, i apareix en diversos episodis a partir de llavors.

Sandra Green (Marlo Thomas): la mare sobreprotectora de Rachel. A "The One with the Lesbian Wedding", anuncia a Rachel que mai va estimar el pare de Rachel i que se'n divorcia. ("No et vas casar amb el teu Barry, carinyo, però jo em vaig casar amb el meu .") Més tard, acompanya tothom al casament de Carol i Susan. A "The One with the Two Parties", arriba a la festa d'aniversari de Rachel i durant tota la nit no s'adona que el seu exmarit també hi és, ja que les sis amigues aconsegueixen evitar que s'adonin que hi són mútuament organitzant dues festes diferents, desconcertant-les a totes dues amb el seu comportament estrany i esbojarrat en el procés; Joey fins i tot acaba besant la Sandra per distreure-la de la marxa del seu exmarit. A "The One with the Baby Shower", és convidada a l'últim moment a assistir al baby shower de Rachel, on s'ofereix a mudar-se amb Ross i Rachel per ajudar amb els primers mesos del nadó; Rachel accepta primer, i després Ross la fa canviar d'opinió. Quan la Rachel tenia previst traslladar-se a París, la Sandra marxaria amb l'Emma uns dies més tard. Tanmateix, això mai passa, ja que la Rachel decideix quedar-se a Nova York amb en Ross.
Per la seva aparició a "The One with the Lesbian Wedding", Thomas va ser nominada al Premi Primetime Emmy a la Millor Actriu Convidada en una Sèrie de Comèdia el 1996.

#### Frances
Frances (Audra Lindley): Àvia de Phoebe per part de la seva mare, Lily. La seva única aparició és a "The One with Phoebe's Dad", on li revela a Phoebe que la persona de les fotos que guarda per casa no és el pare de Phoebe, cosa que motiva Phoebe a intentar localitzar el seu veritable pare. Quan Phoebe surt de casa de Frances per anar a buscar el seu pare, s'acomiada amb un petó a una foto del seu "avi", que en realitat és una foto d'Albert Einstein. Tot i que el personatge només apareix en un episodi, s'esmenta en alguns més, inclòs a "The One with Joey's Bag" de la cinquena temporada, on es revela que ha mort recentment i Phoebe planeja el seu funeral. Phoebe hereta el taxi groc i l'apartament de la seva àvia. Conserva el taxi fins al final de la sèrie.

#### Frank Buffay Jr
Frank Buffay Jr. (Giovanni Ribisi): germanastre de Phoebe i Ursula pel seu pare. A "The One with the Bullies", Phoebe el coneix després de trobar el coratge de trucar a la porta del seu pare als afores, però s'assabenta per la mare de Frank Jr. (interpretada per Laraine Newman) que el seu pare va marxar fa diversos anys. Tot i no trobar el seu pare, connecta amb Frank Jr., que més tard visita la ciutat on lliga amb Jasmine, una de les companyes de feina de Phoebe, i confon el seu saló de massatges amb un bordell. Finalment s'enamora i es promet amb Alice Knight (Debra Jo Rupp), la seva antiga professora d'economia domèstica, que és 26 anys més gran que ell. A "The One with Phoebe's Uterus", Frank i Alice demanen a Phoebe que sigui mare de lloguer per al seu fill, i més tard ella dóna a llum els seus trigèmins, dels quals s'acomiada en una escena emotiva a " The One Hundredth ". Frank fa una última aparició a "The One Where Ross is Fine", quan ell i els trigèmins coneixen Phoebe a Central Perk. A l'episodi, afirma que "no ha dormit en quatre anys" i està tan esgotat de criar els trigèmins que fins i tot va proposar que Phoebe en prengués un per a ella. Tanmateix, aviat s'adona que estima massa els seus fills per renunciar a cap d'ells; Phoebe proposa començar a cuidar-los perquè Frank i Alice puguin gaudir d'una mica més de temps lliure.
Anteriorment, Ribisi va aparèixer a "The One with the Baby on the Bus" com un desconegut que deixa un preservatiu en comptes de diners a l'estoig de la guitarra de Phoebe quan canta al carrer i després torna a recollir-lo. Mai es va abordar si es pretenia que fos el mateix personatge que Frank, que encara no havia estat presentat pel seu nom.
El 2004, The Seattle Times va classificar Frank com el quart millor personatge convidat de la sèrie. L'Alice només havia d'aparèixer en un episodi, però va tornar per a un paper recurrent després de la història de la gestació subrogada, que es va crear quan l'actriu Lisa Kudrow es va quedar embarassada.

#### Leonard Green
Dr. Leonard Green (Ron Leibman): el pare de Rachel, Jill i Amy, un cirurgià vascular malhumorat, abrasiu i força amoral ; tot i que és genuïnament afectuós i normalment de bon humor amb la seva filla, generalment és un assetjador malintencionat, desagradable i irrespectuós que s'afanya a insultar a qualsevol que, fins i tot per accident, l'irrita de la manera més mínima, fins i tot si no ho va fer amb la intenció. De seguida li pren antipatia el xicot de la seva filla, Ross, quan aquest últim es refereix a la professió de Green com "un joc". Més tard, quan Ross i Rachel conceben una filla (Emma), s'enfurisma perquè no estan compromesos perquè no vol que el seu nét sigui un bastard i acaba anant a l'apartament de Ross i cridant-li perquè Rachel (que té por de la ira de Leonard) li va mentir i va afirmar que Ross es va negar a demanar-li que es casés amb ell, cosa que porta a Rachel a aclarir-li finalment la situació. Tanmateix, encara està enfadat amb ella i creu que l'amor és insignificant en un matrimoni. Pateix un atac de cor a "The One Where Joey Speaks French" i es recupera a l'hospital quan arriba Rachel amb Ross, a qui torna a tractar amb menyspreu.
Tot i que Leonard, com la seva filla Amy, era un personatge deliberadament desagradable i antipàtic, l'alleujament còmic que proporcionava va fer que, de nou com la seva filla Amy, fos memorable com un personatge que els fans "estimaven odiar". A partir del 2020, Ron Leibman és l'únic dels actors que interpretaven els pares del grup que ha mort.

### Introduït a la temporada 3

#### Mark Robinson
Mark Robinson (Steven Eckholdt): apareix per primera vegada a "The One Where Chandler Can't Remember Which Sister", oferint-se a aconseguir una entrevista per a Rachel a Bloomingdale's després de sentir-la queixar-se a Monica sobre la seva feina actual. Ross immediatament té gelosia de Mark, i això, combinat amb la sorprenent ignorància de Rachel a l'evident enamorament de Mark per ella, posa en tensió la seva relació, ja que Ross ho compensa ofegant a Rachel. Tot i que Mark deixa Bloomingdale's per una feina diferent a "The One with Phoebe's Ex-Partner", ell i Rachel fan plans per assistir a un seminari de moda junts. Després que Ross i Rachel es baralli i Rachel suggereixi "fer un descans", Mark insisteix, malgrat les protestes de Rachel, a anar al seu apartament per consolar-la (fent el mateix que havia fet amb Ross: no escoltar els seus desitjos i fer el que ell volgués); quan Ross truca i sent la veu de Mark, creu erròniament que Mark és allà per tenir relacions sexuals amb Rachel i, creient que la seva relació s'ha acabat, s'emborratxa i es fica al llit amb Chloe. Setmanes després de la seva ruptura, en Mark demana una cita a la Rachel i ella accepta, però finalment rebutja els seus avenços quan s'adona que només ho ha fet per venjar-se d'en Ross. Després de dir que "es venjarà d'en [en Ross]" ell sol més tard, en Mark no es torna a veure fins a la temporada 10, The One with Princess Consuela", on es troba amb la Rachel i en Ross després que l'hagin acomiadat de Ralph Lauren, i la porta a sopar, on li ofereix una nova feina amb Louis Vuitton a París. En Ross no el reconeix, però es torna hostil un cop li ho recorden, fins i tot declarant el seu odi extrem cap a en Mark i prohibeix a la Rachel anar a sopar amb ell, i també les dues ruptures de Ross i Rachel a les temporades 3 i 4, curiosament sense ser esmentades. També es revela que des de la seva aparició anterior s'ha casat i ha tingut fills (bessons, en realitat); un cop informat d'això, un Ross avergonyit es pregunta: "Hauríem d'enviar alguna cosa?" Tot i que Ross intenta contrarestar l'oferta de feina de Mark recuperant la feina de Rachel a Ralph Lauren, finalment cedeix en adonar-se que Rachel vol anar a París. Tanmateix, quan Ross confessa a Rachel a l'aeroport que encara està enamorat d'ella, Rachel baixa de l'avió a l'últim moment per retrobar-se amb ell, rebutjant l'oferta de feina de Mark.

#### Sophie
Sophie (Laura Dean): La substituta de Mark. La Sophie és sovint insultada per la seva cap Joanna i ocasionalment es desconcerta amb comentaris ridículs de Chandler (que va tenir una breu relació amb Joanna). A l'episodi "The One Where They're Going to Party!", està extasiada per la mort de Joanna.

#### Joanna
Joanna (Alison La Placa): la cap de Rachel, que tot i que de vegades es desconcerta pels seus comentaris ridículs, surt amb Chandler en dos episodis (un cop a la temporada 3, i un altre a la temporada 4). És hostil a la seva ajudant, Sophie, però normalment és afable amb Rachel. Després de sabotejar deliberadament l'ascens de Rachel per tal de conservar-la, finalment ofereix a Rachel un ascens dins del seu propi departament, però és atropellada i morta per un taxi abans que pugui fer-ho efectiu.

#### Doug
Douglas "Doug" (Sam McMurray): el nou cap de Chandler a "The One with the Ultimate Fighting Champion". Doug gaudeix anomenant Chandler " Bing! " i donant bufetades al cul als seus companys masculins. Monica i Chandler juguen a tennis amb Doug i la seva dona, que queden esgotats, irritats i desconcertats per l'actitud ridículament competitiva de Monica a "The One with Chandler's Work Laugh" (21 de gener de 1999; temporada 5, núm. 12). En aquest episodi, s'insinua que a ell, a la seva dona i a la resta de companys de feina de Chandler no els agrada Joey, de qui Chandler afirma que va danyar la seva reputació als seus ulls (presumiblement amb tota la seva estupidesa) després que el convidés a una festa de l'oficina, danys reparats per Monica quan la va convidar a una altra. A "The One with Ross's Step Forward" (data d'emissió 13 de desembre; 2001; temporada 8, núm. 11), convida la Monica i en Chandler a sopar per celebrar el seu divorci. Per sortir-ne, en Chandler fingeix que vol estar sol perquè ell i la Monica s'han separat, però la cosa surt en contra quan en Doug, que malgrat la seva actitud aparentment alegre i alleujada envers el divorci, en realitat està clarament deprimit, intenta animar en Chandler portant-lo a clubs de striptease, llançant llaunes als ocells mentre està borratxo i llençant l'anell de noces (d'en Doug) a la claveguera (en Chandler havia rebutjat l'oferta d'en Doug al principi, però després va cometre l'error de dir sense pensar-hi que la Monica no ho agrairia, només per veure's obligat a corregir-se en veure l'expressió confusa d'en Doug). També es revela en aquest episodi que va orinar sobre una escultura de gel durant la festa de compromís de la Monica i en Chandler, i per això no va ser convidat al casament.

#### Bonnie
Bonnie (Christine Taylor): L'amiga anteriorment calba de Phoebe, esmentada per primera vegada a l'episodi "The One with the Candy Hearts" (tot i que llavors se la coneixia com a "Abby"), amb qui ella es relaciona amb Ross a "The One with the Ultimate Fighting Champion". Rachel va conèixer Bonnie dos anys abans dels esdeveniments d'aquest episodi i la recorda com una "noia calba estranya"; tanmateix, quan Rachel la coneix, s'horroritza en veure que els seus cabells han tornat a créixer i que en realitat és una dona molt atractiva. Com que Rachel encara sent alguna cosa per Ross, en un intent reeixit de sabotejar la seva relació amb Bonnie, la convenç que es torni a afaitar els cabells a "The One at the Beach" (data d'emissió 15 de maig de 1997; temporada 3, núm. 25). Fa una breu aparició al principi de "The One with the Jellyfish", quan Ross decideix deixar-la i tornar amb Rachel. Insinua que va fer un desastre trencant amb ella, cosa que la va molestar i enfurir alhora.

#### Phoebe Abbott

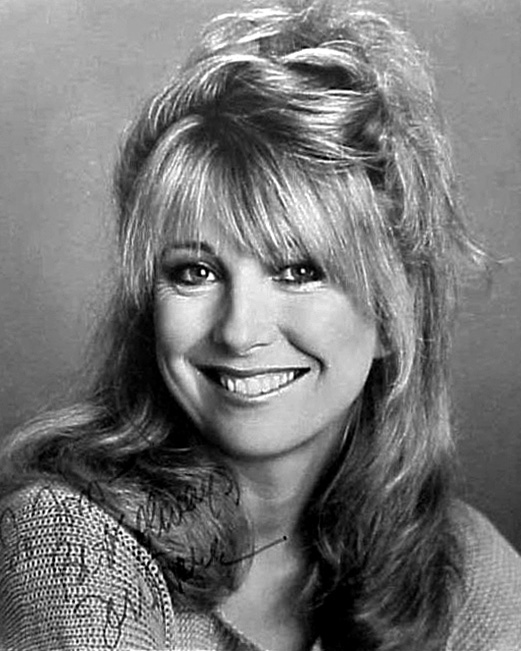
Teri Garr va interpretar la mare biològica de Phoebe, Phoebe Abbott, en tres episodis de les temporades 3 i 4.

Phoebe Abbott (Teri Garr): la mare biològica de Phoebe. Phoebe la localitza a "The One at the Beach", creient que és amiga de Lily. Revela els seus orígens al final de l'episodi i fa les paus amb Phoebe a "The One with the Jellyfish". Més tard, quan Phoebe vol ser mare de lloguer per al fill de Frank i Alice, li deixa el seu cadell per demostrar-li com de difícil és renunciar a fills després de portar-los embarassats.

#### El pollet i l'ànec
El pollet i l'ànec: Els ocells de companyia de Chandler i Joey. A "The One with a Chick and a Duck", Joey adopta un pollet d'un santuari d'animals, malinterpretant una notícia sobre gent que compra pollets i després descobreix que no els pot cuidar adequadament. Animat per Phoebe a tornar el pollet, però descobrint que els animals serien sacrificats , Chandler, que va anar a retornar el pollet, torna a casa amb el pollet i un ànec. Chandler i Joey tracten el pollet i l'ànec com si fossin els seus propis fills; en un moment donat, Chandler castiga l'ànec enviant-lo al passadís ("Queda't aquí fora i pensa en el que has fet!").
Chandler anomena breument el pollet "Yasmine", en honor a l'actriu de Baywatch , Yasmine Bleeth (el pollet més tard, però, resulta ser un gall, no una gallina); i a "The One with Ross's Thing", Chandler es refereix a la possible descendència de l'ànec i el pollet com a "Dick", mentre que Joey s'hi refereix com a "Chuck". A la temporada 6, els animals van desaparèixer; l'ànec es va esmentar però no es va veure a la temporada 7. A l'episodi final de la sèrie, Joey va comprar a Chandler un aneguet i un pollet nous com a regal d'estrena de la casa, que Joey anomena "Duck Jr." i "Chick Jr.", i es revela que els ocells originals van morir fa un temps, i Chandler, no volent que Joey s'enfadés per això, li va dir que havien anat a viure a una granja, on no es permetien visites.

### Introduït a la temporada 4

#### Stu
Stuart "Stu" (Fred Stoller): un cambrer al restaurant Allesandro's, on Monica aconsegueix una feina a "The One Where They're Going to Party!". A "The One with the Girl from Poughkeepsie" (data d'emissió: 18 de desembre de 1997; temporada 4, núm. 10), Stu lidera una rebel•lió del personal de cuina contra Monica (la seva motivació és en part que ella havia escrit una crítica extremadament crítica del menjar i el servei del restaurant al diari abans de ser contractada per treballar-hi, cosa que ell i la resta del personal s'havien sentit humiliats públicament i en part que un membre de la seva família va perdre la feina després que ella el substituís com a cap de cuina), tancant-la en una cambra frigorífica i escrivint insults al seu barret de xef. Monica contracta Joey com a titella perquè pugui mostrar la seva autoritat davant del personal acomiadant-lo davant de tots, i la rebel•lió aviat acaba. A "The One with the Stripper", Stu dóna a Monica el número de telèfon d'algú que suposa que és una stripper per a la festa de comiat de solter tardana de Chandler, tot i que resulta ser una prostituta.

#### Emily Waltham
Emily Waltham (Helen Baxendale): La neboda anglesa del cap de Rachel, el Sr. Waltham, que arriba per una visita de dues setmanes a Nova York a "The One with Joey's Dirty Day". Té un romanç vertiginós amb Ross i decideixen casar-se. La seva relació amistosa amb Rachel aviat canvia durant el casament. Els amics volen a Londres per al seu casament a "The One with Ross's Wedding", i Ross accidentalment diu el nom de Rachel a l'altar, humiliant Emily davant dels seus amics i familiars. Ella pretén reconciliar-se amb ell a l'aeroport a "The One After Ross Says Rachel", però veu Rachel amb ell a punt d'anar de lluna de mel i torna a marxar furiosament. Ross intenta convèncer-la que es mudi a Nova York. Ella hi està d'acord, però li fa prometre que es desfà de tot allò amb què Rachel ha estat en contacte físic als apartaments dels amics (cosa que seria pràcticament impossible) i li exigeix que no torni a veure mai més a Rachel. Quan s'assabenta que ell està sopant amb la vella colla, inclosa Rachel, li diu que no pot confiar en ell i decideix posar fi al matrimoni. Fa un cameo de veu final a "The One with the Ride Along", quan deixa un missatge al contestador automàtic de Ross la nit abans del seu nou casament, dient-li que ho està pensant bé i que li preocupa que hagin comès un error separant-se. Rachel esborra accidentalment el missatge, però li ho explica a Ross i el convenç de no respondre-hi. En un episodi posterior, Ross revela que Emily es torna a casar. El cognom d'Emily és el de la ciutat on els dos creadors de la sèrie van anar a la universitat.
Originalment es va proposar a Patsy Kensit interpretar el paper però va ser retirada del paper després dels primers assajos. El matrimoni d'Emily i Ross estava pensat per durar molt més a la sèrie, però Helen Baxendale es va quedar embarassada abans de la temporada 5 i no va poder viatjar per a la sèrie; d'aquí les seves aparicions limitades després de la temporada 4. Es va demanar a Helen Baxendale que repetís el paper a la temporada 10, però ho va rebutjar per protagonitzar l'obra de teatre del West End After Miss Julie, i perquè no volia el mateix nivell d'atenció sensacionalista que va rebre el 1998.

#### Stephen i Andrea Waltham
Stephen (Tom Conti) i Andrea Waltham (Jennifer Saunders): el pare i la madrastra malcarada d'Emily, presentats a "The One with Ross's Wedding, Part 2". El seu matrimoni és glacial i es tracten obertament amb menyspreu. Són igualment hostils envers Jack i Judy Geller quan els Geller es neguen a pagar la remodelació de la seva casa després del banquet de casament. Quan té lloc el casament, com tots els convidats, es queden sorpresos i completament estupefactes quan Ross diu accidentalment el nom de Rachel en lloc del d'Emily durant els vots. A "The One After Ross Says 'Rachel'", Stephen li diu enfadat a Ross que, en conseqüència, Emily s'ha amagat després d'escapar per la finestra del bany i ara se sent humiliada, però això no impedeix que Andrea li digui a Ross davant seu que pensa que ell (Ross) és "deliciós". Les últimes paraules d'Andrea a la pantalla són, a Ross, "Truca'm". Les últimes paraules de Stephen a la pantalla, a Andrea en resposta al seu flirteig amb Ross, són "Et passes la meitat de la vida al lavabo, per què no surts mai per la finestra?!"
La coprotagonista de Jennifer Saunders a Absolutely Fabulous, June Whitfield, fa un cameo com a mestressa de casa dels Waltham a "The One with Ross's Wedding".

### Introduït a la temporada 5

#### Mr. Zelner
Mr. Zelner (Steve Ireland): un executiu de Polo Ralph Lauren, que entrevista a Rachel mentre que alhora troba que les seves peculiaritats són difícils de gestionar a "The One with Rachel's Inadvertent Kiss".Després que Rachel sigui ascendit a la temporada 7, es converteix en un personatge recurrent. A "The One with Princess Consuela", acomiada a Rachel després d'escoltar la seva entrevista amb un representant de Gucci. Ross intenta recuperar la feina de Rachel subornant a Zelner: Zelner té un fill que es diu Ross a qui li agraden els dinosaures. Ross diu que es diu "Ron", sorprès en sentir que el fill de Zelner també es diu Ross.

#### Kim
Kim (Joanna Gleason): una companya de feina de Rachel a Polo Ralph Lauren. A "The One Where Rachel Smokes", Rachel creu que s'està perdent decisions importants, ja que sempre es prenen quan Kim fa una pausa per fumar. Intenta començar a fumar per poder mantenir-se informada, però no ho aconsegueix quan Kim, inicialment desconcertada pel comportament extravagant de Rachel durant els seus intents d'unir-se a ella mentre fuma, amenaça d'acomiadar-la si continua perjudicant la seva salut. Més tard, Kim creu que Rachel va besar Ralph Lauren per prendre-li la feina, quan en realitat va ser Phoebe qui va besar "Kenny, el fotocòpia". Després d'intentar sense èxit negar l'afer, Rachel fingeix que Ralph la va deixar. Kim la creu quan veu el que creu que és una mirada freda de Ralph (apareixent-se com ell mateix) a l'ascensor.

### Introduït a la temporada 6
Nota : Tots els personatges que es van introduir en aquesta temporada no van reaparèixer en temporades posteriors. En conseqüència, apareixen a la secció d'aquesta pàgina "Només a la temporada 6".

### Introduït a la temporada 7

#### Tag Jones

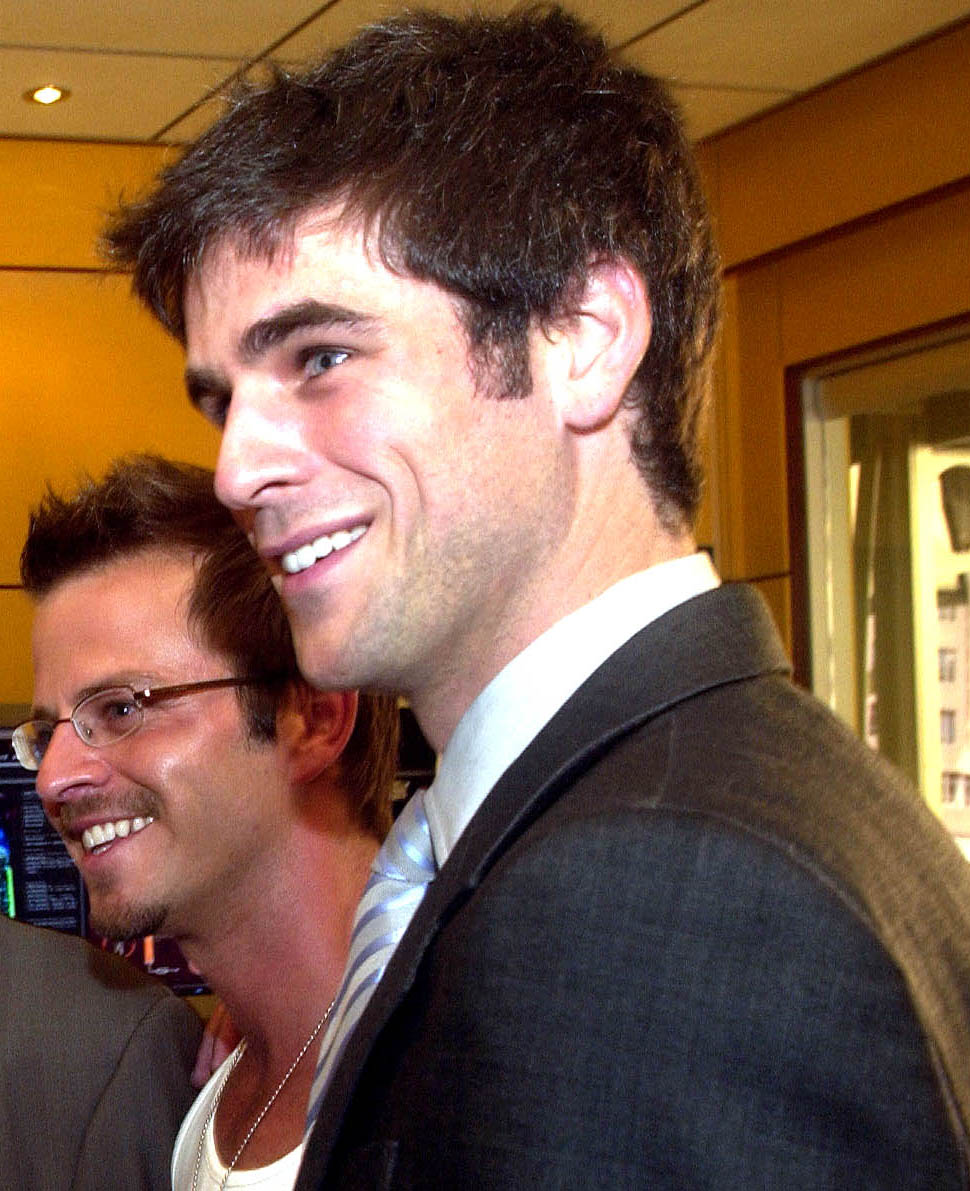
Eddie Cahill va aparèixer com a Tag Jones en sis episodis de la temporada 7 i un episodi de la temporada 8.

Tag Jones (Eddie Cahill): el nou ajudant inexpert però atractiu de Rachel a Polo Ralph Lauren. El contracta després de ser ascendida, no perquè sigui la millor opció per a la feina, sinó perquè està enamorada d'ell. Després que ell també s'interessi per ella, intenten mantenir la seva relació en secret del seu cap Zelner; altrament, la feina de Tag seria un conflicte d'interessos. A "The One Where They All Turn Thirty", Rachel trenca amb Tag quan s'adona que la seva diferència d'edat de sis anys el fa massa jove i immadur perquè ella surti amb ell si pretén seguir el seu calendari matrimonial. Reapareix a "The One with the Red Sweater" a la vuitena temporada quan Phoebe pensa que és el pare del nadó no nascut de Rachel. Li diu a Rachel que ha madurat molt des de la seva ruptura i que vol reprendre la seva relació, però fa marxa enrere quan descobreix que està embarassada d'una altra persona. Més tard es troba amb Ross, que és el veritable pare i porta el mateix tipus de jersei vermell.

#### Charles Bing/Helena Handbasket
Charles Bing/Helena Handbasket (Kathleen Turner): el pare gai de Chandler i exmarit de Nora, a qui se'l fa referència regularment com un personatge invisible en temporades anteriors. Decidida a convidar-lo al seu casament a "The One with Chandler's Dad", Monica arrossega Chandler a l'espectacle burlesque de Charles a Las Vegas, on se'l veu per primera vegada, actuant sota el nom d'"Helena Handbasket". Chandler el convida al casament, i ell i Nora acompanyen Chandler per l'altar a "The One with Monica and Chandler's Wedding, Part 1". No apareix a la recepció a "The One After 'I Do ' " tot i que una escena eliminada revela que és a dalt plorant després que Joey li hagi arruïnat accidentalment el vestit.

### Introduït a la temporada 8

#### Emma
Emma Geller-Green (Cali i Noelle Sheldon (nascudes el 17 de juny de 2002)): la filla petita de Rachel i Ross. Tot i que Ross originalment volia posar a la seva filla "Isabella", Rachel va acabar plorant quan va decidir que el nom no li anava bé a la criatura i es va consternar per l'altra opció que li quedava, Delilah . Monica suggereix amablement "Emma", el nom que havia triat per a la seva futura filla quan tenia catorze anys, però admet que, com que " Res combina amb 'Bing', així que estic fotuda", Rachel pot posar el nom a la seva pròpia filla.

### Introduït a la temporada 9

#### Mike Hannigan

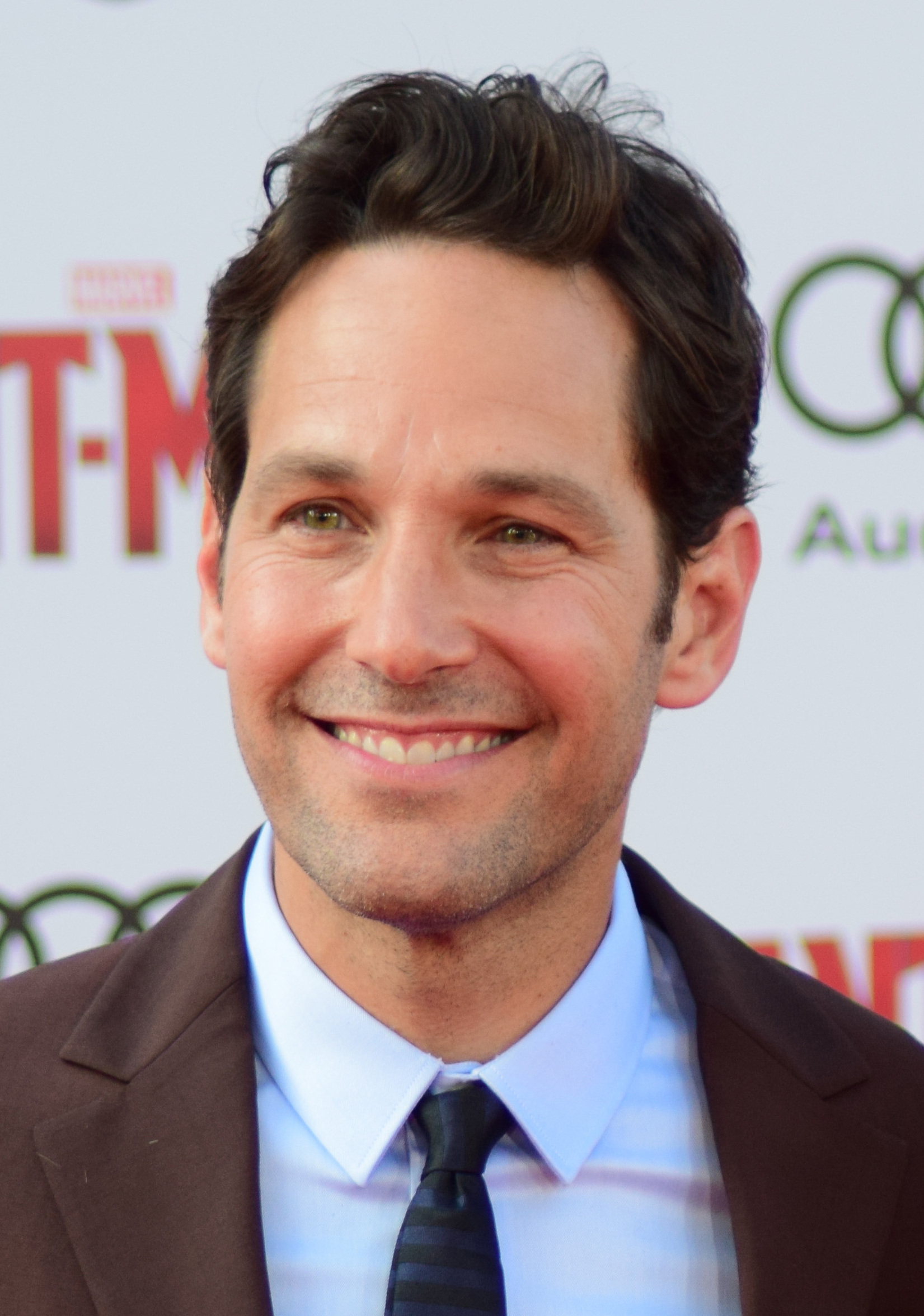
Paul Rudd va interpretar el personatge recurrent de Mike Hannigan, xicot i posteriorment marit de Phoebe, durant les temporades 9 i 10.

Michael "Mike" Hannigan (Paul Rudd): el xicot i posteriorment marit de Phoebe: a "The One with the Pediatrician" (data d'emissió 10 d'octubre de 2002; temporada 9, núm. 3), Joey i Phoebe decideixen tenir una cita doble, prometent-se concertar cites a cegues. Tanmateix, Joey s'oblida de la cita de Phoebe, i volent evitar que ho descobreixi quan ella li pregunta el nom de l'home amb qui l'ha concertat, fingeix que algú anomenat "Mike" serà la seva cita. Aleshores entra a la cafeteria i crida desesperadament "Mike!", respon Mike Hannigan i és atrapat per la cita, cosa que no va bé, ja que Mike deixa clar accidentalment que no coneix Joey personalment, i Joey intenta refer la situació, cosa que molesta Phoebe i rebutja la seva pròpia cita a cegues Mary-Ellen en el procés. En Mike sent llàstima per la Phoebe mentre la veu marxar i, quan la veu de nou a la cafeteria l'endemà, li parla i li explica que es va deixar involucrar en la cita "perquè em van dir que tindria un sopar gratuït, cosa que no vaig fer, i que coneixeria una noia guapa, cosa que vaig fer". Una Phoebe afalagada no el rebutja quan ell la convida a una segona cita, cosa que és igualment dolenta gràcies a en Ross, que accidentalment molesta la Phoebe abans que pugui començar, fent que passi gran part de la nit plorant a l'espatlla d'en Mike. En Ross va a casa d'en Mike i intenta explicar-li que havia molestat accidentalment la Phoebe, cosa que desencadena una cadena d'esdeveniments ridículs que fan que en Mike finalment decideixi que té sentiments per la Phoebe, i finalment, decideixen mudar-se junts; Phoebe suggereix que algun dia es podrien casar, però ell li diu que, després del seu complicat divorci, no es vol tornar a casar mai més, cosa que fa que separin. Emocionalment incapaços d'estar separats l'un de l'altre, es reconcilien a "The One with the Memorial Service". A "The One in Barbados, Part 1", Monica convoca en Mike a Barbados, on li proposa matrimoni a la Phoebe al mateix temps que a en David. Ella rebutja els dos homes però admet que en Mike és l'home amb qui vol estar. Posteriorment, en Mike ha de trencar amb la Precious (Anne Dudek), la noia amb qui ha estat sortint des que va trencar amb la Phoebe, però la Phoebe (que molesta la Precious anomenant-la "Susie") convenç la Precious que el deixi. A "The One Where Rachel's Sister Babysits", ell li proposa matrimoni, i Joey els casa poc després. Quan Phoebe canvia breument el seu nom a "Princesa Consuela Bananahammock", suggereix canviar-se el nom a "Crap Bag", cosa que fa que ella el torni a canviar. Fa una breu aparició a "The Last One", portant una pancarta de "Welcome to the World, Baby Bing" a casa de Monica i Chandler i diu a Phoebe que ell també vol tenir un fill, a la qual cosa Phoebe hi accedeix.

#### Theodore i Bitsy Hannigan
Theodore i Bitsy Hannigan (Gregory Itzin i Cristine Rose): els pares rics i arrogants d'en Mike. Els presenta la Phoebe , i poc després deixen clar que no aproven la Phoebe perquè estan irritats i desconcertats per les seves peculiaritats, però en Mike els desafia i li declara el seu amor davant dels seus pares i els seus dos amics "pecaminosament avorrits" (que també estan desconcertats per les peculiaritats de la Phoebe). Més tard coneixen en Joey, que els confon i els desconcerta amb els seus comentaris sobre com n'és de bonic que "els seus petits estiguin creixent" (la Phoebe li havia dit que era "com un pare" per a ella) i més tard assisteixen al casament a The One with Phoebe's Wedding". El seu pare "aixafa una pastilla" a la beguda de la seva dona al casament perquè no creï un escàndol i sembli feliç i despreocupada.

#### Amy Green

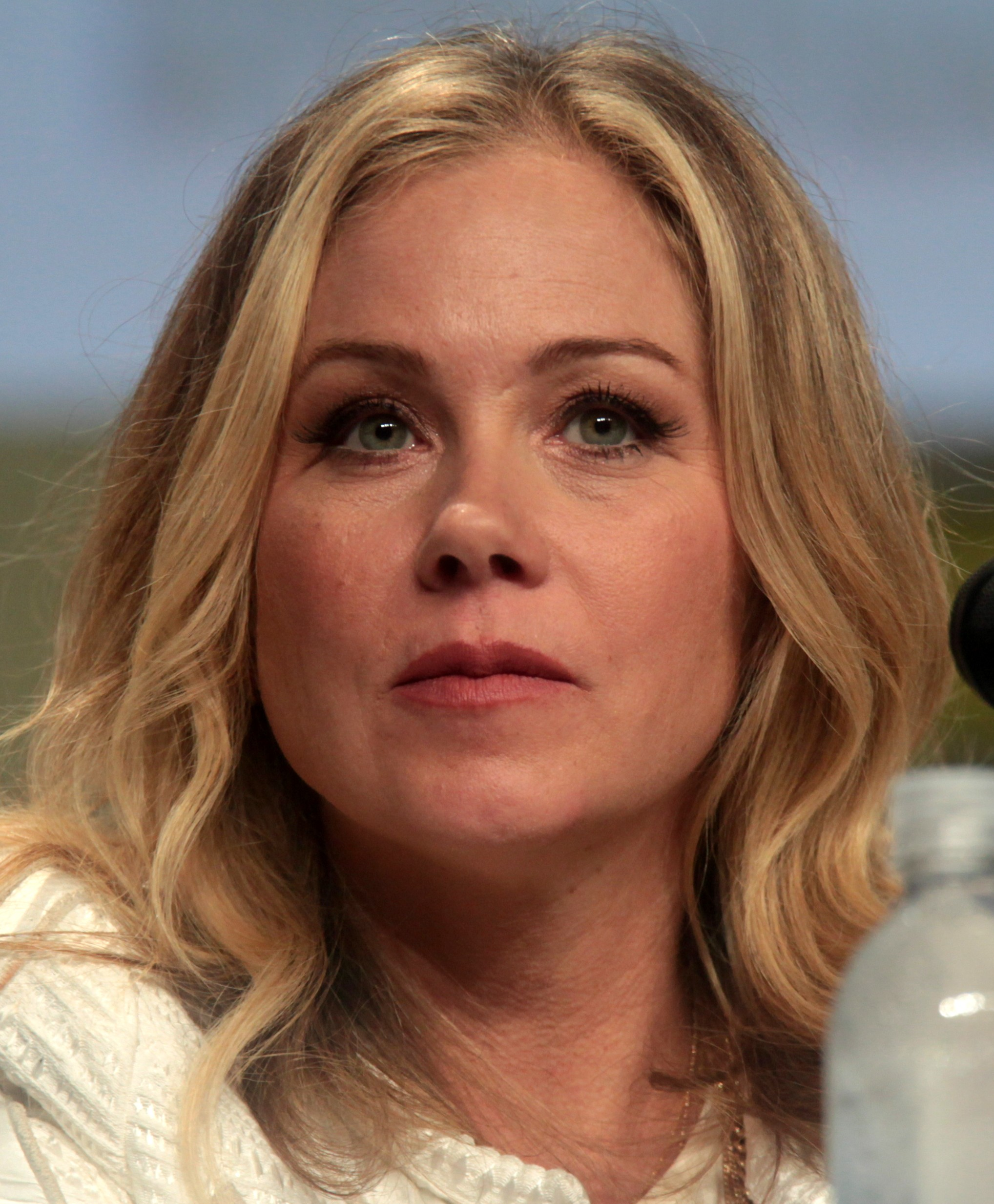
Christina Applegate va interpretar Amy Green.

Amy Green (Christina Applegate): una de les dues germanes de Rachel, que apareix per primera vegada a "The One with Rachel's Other Sister". Arriba a casa de la Monica i el Chandler per al sopar d'Acció de Gràcies, on s'enfada perquè no obtindria la custòdia de l'Emma si la Rachel i el Ross morissin. Una assetjadora grollera, hedonista, descarada, estúpida, amoral, materialista i completament desagradable a qui no li importen gens els sentiments dels altres, irrita molt els amics amb les seves opinions cruelment honestes sobre ells i la seva actitud egoista i egocèntrica; tot i que sembla tenir una mica de por de la Monica, convençuda que està boja (després de presenciar les estranyes regles de la Monica a l'hora de menjar dels plats de porcellana que ella i el Chandler van rebre com a regal de noces). Quan Rachel i Amy més tard es barallen després que la primera senti que la segona ha insultat l'Emma, cosa que fa que trenquin accidentalment un dels plats de Monica (fent-la gairebé desmaiar-se), Chandler les renya amb fermesa com faria un pare, i exigeix que Amy es disculpi per haver arruïnat Acció de Gràcies, cosa que fa. Més tard, ell li insinua que la seva baralla va ser "molt excitant". Rachel també es reconcilia amb Amy després d'oferir-li permetre utilitzar el seu descompte d'empleada de Ralph Lauren.
L'Amy torna a aparèixer a "The One Where Rachel's Sister Babysits", on li diu a la Rachel que té previst casar-se amb el pare del seu exnòvio, que és ric. Tanmateix, seguint el consell de la Rachel d'intentar sortir-se'n sola, l'Amy cancel•la el seu compromís i es queda a dormir a l'apartament del Joey i la Rachel. La Rachel intenta ensenyar-li la responsabilitat deixant-la fer de cangur de l'Emma (a qui l'Amy anomena "Ella", insistint que és més guapa), i intenta convèncer-la que deixi de ser tan egoista i faci alguna cosa bona per una altra persona. Finalment, l'Amy decideix seguir el consell de la Rachel i fer alguna cosa bona per l'Emma. L'únic problema és que l'Amy, completament egocèntrica i absorbida en si mateixa, decideix fer perforar les orelles de l'Emma. En Ross i la Rachel estan horroritzats i enfadats amb l'Amy, sobretot quan revela que té previst convertir-se en estilista de nadons. Tanmateix, l'Amy i la Rachel es reconcilien al final de l'episodi quan xafardegen sobre que la seva germana Jill està guanyant molt de pes. Això era una referència obliqua a l'embaràs de Reese Witherspoon (que interpretava la Jill).
Tot i que l'Amy, com el seu pare Leonard, era un personatge deliberadament desagradable i antipàtic, el relleu còmic que proporcionava va fer que, de nou com el seu pare Leonard, es convertís en un personatge memorable que els fans "estimaven odiar". El 2003, Applegate va guanyar el Premi Primetime Emmy a la Millor Actriu Convidada en una Sèrie de Comèdia per la seva aparició a "The One with Rachel's Other Sister" i va ser nominada de nou per la seva aparició a "The One Where Rachel's Sister Babysits".

#### Charlie Wheeler

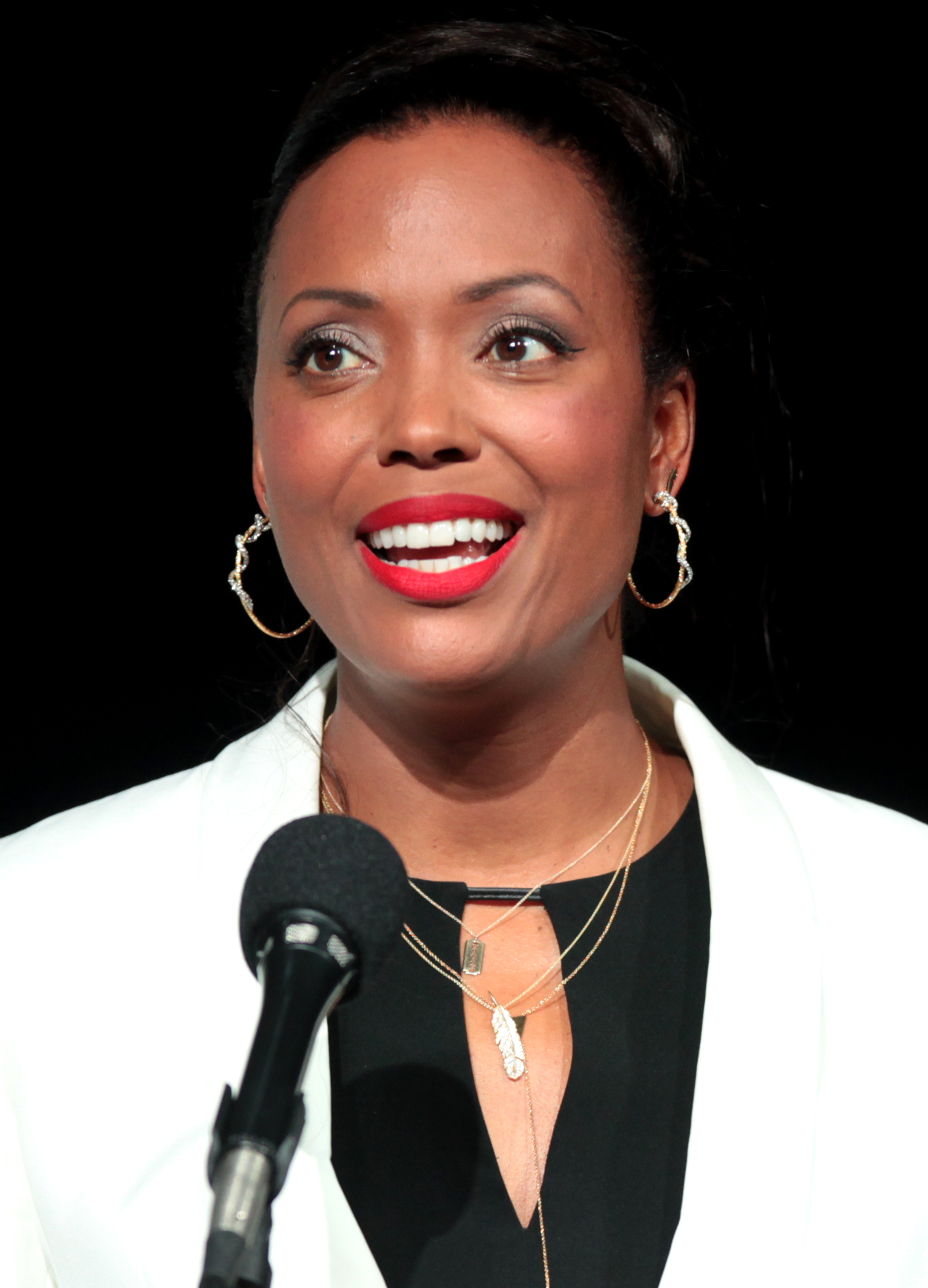
La còmica Aisha Tyler va interpretar la xicota paleontòloga de Joey, i aleshores de Ross, a les temporades 9 i 10.

Charlie Wheeler (Aisha Tyler): una atractiva professora de paleontologia (va a l'escola Woodroffe) de qui Ross s'enamora a "The One with the Soap Opera Party". Planeja convidar-la a sortir, però és massa tard quan ella es queda amb Joey. Inicialment enfadat, finalment accepta la relació de Joey i Charlie i ajuda a Joey a trobar llocs intel•ligents per portar-la a cites a "The One with the Fertility Test". A la conferència de Ross a "The One in Barbados", Charlie li diu a Joey que no tenen res en comú i trenca amb ell. Aleshores, ella i Ross es retroben. A "The One with Ross's Grant", trenca amb Ross i torna amb la seva antiga parella, el Dr. Benjamin Hobart (Greg Kinnear).
El personatge de Charlie va ser creat en part per contrarestar les crítiques que l' equip de producció de Friends havia rebut per incloure massa pocs personatges interpretats per actors de minories ètniques. Aisha Tyler va ser només el segon personatge secundari important interpretat per una actriu negra, després de l'aparició de Gabrielle Union com a Kristen Lang a "The One with the Cheap Wedding Dress". El paper no va ser escrit específicament per a un actor negre. Tyler va dir al St Petersburg Times : "Espero que la frustració [de la gent] per [la manca de diversitat] es vegi temperada pel fet que quan van escriure aquest paper, no van decebre. La van escriure tan intel•ligent, sexy i elevada, que no era només la noia negra de Friends."

### Introduït a la temporada 10

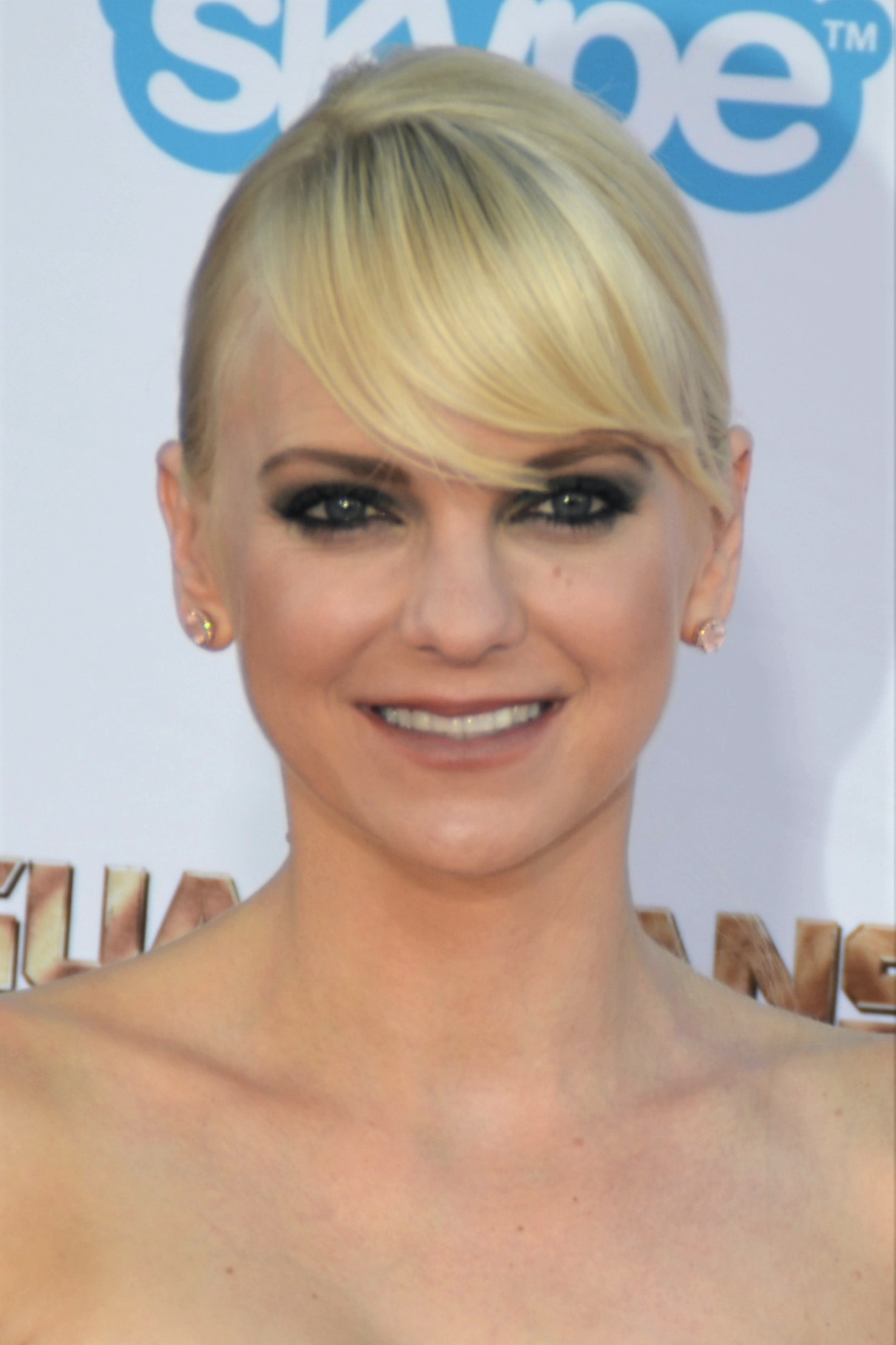
Anna Faris va interpretar l'Erica, una jove embarassada que deixa que la Monica i el Chandler adoptin els seus bessons a la temporada 10.

#### Erica
Erica (Anna Faris): una noia jove de Cincinnati que decideix deixar que la Monica i el Chandler adoptin el seu nadó a "The One with the Biology Mother". Visita Nova York a "The One Where Joey Speaks French" i veu els llocs turístics amb la Monica i el Chandler. Entra de part al final de "The One with Rachel's Going Away Party" i dóna a llum els bessons Erica i Jack a "The Last One".

#### Jack and Erica Bing
Erica i Jack Bing, la filla i el fill adoptius de Monica i Chandler, nascuts a "The Last One". Van ser interpretats per Antonella i Cristobal. Es revela que Monica i Chandler no sabien que tindrien bessons fins que van néixer. Chandler suggereix renunciar a un d'ells, però Monica s'hi nega, dient: "No els podem separar. Són els nostres fills i vénen amb nosaltres."

#### Missy Goldberg
Missy Goldberg (Ellen Pompeo): una dona de la universitat de Ross i Chandler, on tots dos van fer un pacte per no convidar-la a sortir perquè no perjudiqués la seva amistat, presentada a "The One Where the Stripper Cries". En una reunió, Chandler dóna permís a Ross per trencar el pacte, ara que està casat, on es revela que Chandler i Missy es van besar nombroses vegades durant la universitat després de l'horari escolar als laboratoris de ciències de l'escola, que Ross anomena el seu "territori".

#### Benjamin Hobart
Benjamin Hobart (Greg Kinnear): paleontòleg guanyador del Premi Nobel i exnòvio de la xicota de Ross, Charlie Wheeler, que apareix a "The One with Ross's Grant". Després de tornar a veure Charlie per primera vegada en molt de temps i conèixer Ross per primera vegada (que el desconcerta amb comentaris ridículs), finalment confessa a Ross que encara està enamorat d'ella i després intenta sense èxit persuadir Ross perquè trenqui amb ella. Quan Ross s'hi nega, Benjamin arriba a tenir-li rancor i mostra aquest ressentiment fent preguntes completament ridícules a l'entrevista per a la beca. Ell i Charlie finalment tornen a estar junts, després que Ross el faci confessar les seves accions davant d'ella.

#### Amanda Buffamonteezi
'Amanda Buffamonteezi (Jennifer Coolidge): una senyora molesta que vivia a l'edifici abans de mudar-se a Anglaterra. Adquireix un accent anglès fals i afirma haver dormit amb Evel Knievel. El seu ego inflat i la seva actitud totalment egocèntrica fan que Monica i Phoebe la trobin insuportable, però com que no volen ferir els sentiments de la no obstant això bondadosa Amanda, acorden trobar-se amb ella a la cafeteria després que Chandler arruïni el seu pla original de no contestar cap de les seves trucades fent exactament això i informant-li que són a casa amb ell, i després la confongui informant-li que es fa pedicures abans de donar-li el telèfon a Monica.
Jennifer Coolidge també apareix a la sèrie derivada Joey interpretant el seu agent.

#### Roy
Roy (Danny DeVito): un stripper de "The One Where the Stripper Cries", que és contractat per a la festa de comiat de soltera de Phoebe a l'últim moment després que ella expressi la seva decepció perquè la festa no sigui "més bruta". Pressionats per Phoebe (que s'havia oblidat de demanar-los que en contractessin una abans que comencés la festa), miren la guia telefònica i truquen a la primera stripper el número del qual descobreixen, demanant-li que arribi ràpidament a l'apartament de Monica on se celebra la festa. Quan apareix, les noies se sorprenen en veure que té almenys 50 anys, però també deliris sobre el seu aspecte físic, ja que clarament té problemes per acceptar el fet que no ha envellit amb gràcia i ja no és físicament atractiu per a les dones. Quan veu que Phoebe no gaudeix de la seva actuació, s'enfada, sobretot quan ella afirma mentre s'encongeix que "així és com es veu quan està excitada". Discuteixen sobre si li haurien de pagar o no per arribar després d'un viatge força difícil i precipitat a l'apartament per part seva, i quan ella es nega a permetre que unes comprensives Rachel i Monica li paguin i també l'insulta, el sensible stripper s'enfada i plora quan ell es veu obligat a acceptar el fet que ja no és físicament atractiu, però que només sap fer striptease. En el seu sentiment de culpa, Phoebe el consola i li diu que hauria d'ensenyar a fer striptease. A la seva insistència, ell actua per última vegada per a la festa.

#### Mackenzie
Mackenzie (Dakota Fanning): la filla dels actuals residents de la casa que compren la Monica i el Chandler. Acaba ajudant en Joey a afrontar les seves ansietats sobre la marxa de Chandler i la Monica de la ciutat. Com a venjança pel comportament massa ansiós d'en Joey, la Monica i el Chandler fan veure breument que la Mackenzie és un fantasma.

## Personatges que només apareixen en una temporada
Cadascun dels següents personatges de Friends , interpretats per una celebritat, pot ser o no particularment significatiu per a la història

### Només a la temporada 1

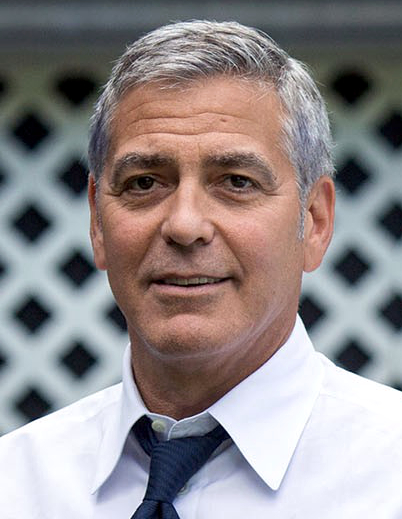
George Clooney (a la imatge) i Noah Wyle interpreten els doctors Michael Mitchell i Jeffrey Rosen, respectivament. A ER, interpreten els doctors Doug Ross i John Carter, respectivament.

#### Joseph Tribbiani Sr. i Gloria Tribbiani
A "The One with the Boobies", Joey descobreix que el seu pare, Joey Sr. (Robert Costanzo), té una aventura amb una altra dona, Ronni (Lee Garlington). Joey (el fill) intenta arreglar les coses, però Gloria (Brenda Vaccaro), la mare de Joey, que en secret sabia de l'aventura des del principi, fa que Joey ho canviï perquè el seu marit ha estat inusualment amable amb ella des que va començar a enganyar-la.
Tot i que els pares de Joey no tornen a aparèixer a la sèrie, Joey Sr. fa una aparició més tard a la sèrie derivada Joey, convertint Costanzo en l'únic actor, a més de Matt LeBlanc, que repren el seu paper de Friends a la sèrie.

#### Drs. Michael Mitchell i Jeffrey Rosen
Drs. Michael Mitchell (George Clooney) i Jeffrey Rosen (Noah Wyle): Dos metges que Rachel i Monica coneixen en un hospital i amb qui tenen una cita. Monica i Rachel fan veure que són l'un a l'altre per motius d'assegurança mèdica, cosa que finalment provoca que les coses s'e,mboliquin. Més tard, el Dr. Mitchell salva la vida del mico de Ross, Marcel , que s'empassa fitxes de l'alfabet d'un joc de Scrabble i gairebé s'ofega. (Clooney i Wyle també van ser escollits com a metges al drama mèdic ER de la NBC quan van aparèixer junts a Friends.)

#### Jill Goodacre Connick
La Jill Goodacre Connick (ella mateixa) queda atrapada amb en Chandler al vestíbul d'un caixer automàtic a "The One with the Blackout". Chandler utilitza el seu telèfon mòbil per dir-ho a en Joey i als altres, participa en una conversa incòmoda amb ella i juga a un joc de "fer girar el bolígraf del telèfon per sobre del cap".

#### Alan
L'Alan (Geoffrey Lower) és el xicot de la Monica a "The One with the Thumb". A tothom li agrada més que a la Monica. Al final de l'episodi, la Monica trenca amb ell i parla de la ruptura amb els altres amics com si ells també haguessin trencat amb ell. La ironia és que l'Alan se sent alleujat quan la Monica trenca amb ell, ja que "simplement no suporto els teus amics".

#### Lydia
Lydia (Leah Remini): una futura mare soltera a qui Joey assisteix en el part abans que Carol doni a llum a Ben. Les seves converses giren principalment al voltant de quin equip de bàsquet preferit és millor, els Boston Celtics (Lydia) o els New York Knicks (Joey). Al final, arriba el pare del nadó de Lydia i Joey els deixa sols. Remini havia fet originalment una audició per al paper de Monica.

#### Roger
Roger (Fisher Stevens): un psiquiatre amb qui surt la Phoebe a "The One with the Boobies". Els altres amics li prenen antipatia ràpidament després que ell (amb molta precisió) diagnostiqui les seves necessitats i debilitats inconscients, com ara els problemes d'intimitat de Chandler i la culpa de Ross per ser afavorit per sobre de la Monica pels seus pares, i la seva dinàmica de grup narcisista. La Phoebe trenca amb ell, després d'haver-se unit als altres per odiar-lo; no se'l torna a veure mai més, però s'esmenta a l'episodi següent ("La de les caramelles") quan la Phoebe el truca perquè "és agradable tenir una cita el dia de Sant Valentí", cosa que essencialment confirma el que ell va dir sobre la seva necessitat i enganxosa.

### Només a la temporada 2

#### Caroline Duffy
Caroline Duffy (Lea Thompson): dibuixant. Reprenent el seu paper de Caroline in the City, parla amb Joey i Chandler —veient-los amb Ben i, en conseqüència, pensant que són amants— a "The One with the Baby on the Bus".

#### Eddie Manoick
Eddie Manoick (Adam Goldberg): Company de pis de Chandler després que Joey es mudi al seu propi apartament, després d'haver aconseguit el paper recurrent del Dr. Drake Ramoray a Days of Our Lives. Chandler s'adona ràpidament que no tenen res en comú: Eddie odia Baywatch, el futbolí i els esports en general. Quan semblen que aconsegueixen establir un vincle, Eddie revela els seus pensaments interns pertorbats i comença a mostrar signes de malaltia mental, com ara robar caps de maniquí de Macy's i deshidratar fruita obsessivament. A "The One Where Dr. Ramoray Dies", sospita que Chandler ha tingut relacions sexuals amb la seva exnòvia Tilly i ha matat el seu peix daurat. Més tard oblida aquests esdeveniments, però Chandler li exigeix que se'n vagi després d'assabentar-se que Eddie el mira dormir. Eddie accepta marxar, però més tard nega que la conversa hagi tingut lloc, creient en canvi que ell i Chandler van fer un viatge de cap de setmana per carretera a Las Vegas. Finalment, Chandler es desfà d'Eddie permetent que Joey torni a viure-hi després que la carrera de Joey trontolli després de la mort del Dr. Ramoray. Canvien els panys, traslladen les coses d'Eddie al passadís i fan veure que Eddie mai hi va viure; confós, Eddie marxa i no se'l torna a veure mai més.
Adam Goldberg va aparèixer més tard a la segona temporada de Joey com a Jimmy Costa, el pare biològic del nebot de Joey, Michael.

#### Rob Donnan
Rob Donnan (Chris Isaak): En Rob demana a la Phoebe que canti per als nens d'una biblioteca, però els pares s'horroritzen per les seves lletres morbosament honestes. Tanmateix, als nens els agraden les cançons i van a la cafeteria a escoltar-la, i la Phoebe ensenya a en Rob "Smelly Cat". La cançó d'Isaak " Wicked Game " sona de fons quan la Rachel i en Ross dormen junts per primera vegada ("The One Where Ross and Rachel...You Know").

#### Eddie Manoick
Eddie Manoick (Adam Goldberg): Company de pis de Chandler després que Joey es mudi al seu propi apartament, després d'haver aconseguit el paper recurrent del Dr. Drake Ramoray a Days of Our Lives. Chandler s'adona ràpidament que no tenen res en comú: Eddie odia Baywatch, el futbolí i els esports en general. Quan semblen que aconsegueixen establir un vincle, Eddie revela els seus pensaments interns pertorbats i comença a mostrar signes de malaltia mental, com ara robar caps de maniquí de Macy's i deshidratar fruita obsessivament. A "The One Where Dr. Ramoray Dies", sospita que Chandler ha tingut relacions sexuals amb la seva exnòvia Tilly i ha matat el seu peix daurat. Més tard oblida aquests esdeveniments, però Chandler li exigeix que se'n vagi després d'assabentar-se que Eddie el mira dormir. Eddie accepta marxar, però més tard nega que la conversa hagi tingut lloc, creient en canvi que ell i Chandler van fer un viatge de cap de setmana per carretera a Las Vegas. Finalment, Chandler es desfà d'Eddie permetent que Joey torni a viure-hi després que la carrera de Joey trontolli després de la mort del Dr. Ramoray. Canvien els panys, traslladen les coses d'Eddie al passadís i fan veure que Eddie mai hi va viure; confós, Eddie marxa i no se'l torna a veure mai més.
Adam Goldberg va aparèixer més tard a la segona temporada de Joey com a Jimmy Costa, el pare biològic del nebot de Joey, Michael.

#### Rob Donnan
Rob Donnan (Chris Isaak): En Rob demana a la Phoebe que canti per als nens d'una biblioteca, però els pares s'horroritzen per les seves lletres morbosament honestes. Tanmateix, als nens els agraden les cançons i van a la cafeteria a escoltar-la, i la Phoebe ensenya a en Rob "Smelly Cat". La cançó d'Isaak " Wicked Game " sona de fons quan la Rachel i en Ross dormen junts per primera vegada ("The One Where Ross and Rachel...You Know").

#### Personal del zoològic
L'administrador del zoo (Fred Willard) a qui Ross va enviar Marcel, que intenta encobrir un robatori en què Marcel és segrestat i obligat a entrar al món de l'espectacle. Quan Ross visita el zoo per visitar Marcel, l'administrador menteix i li diu a Ross que Marcel ha mort. Més tard, Ross descobreix la veritat sobre el que va passar gràcies a un conserge inusual (Dan Castellaneta), un home inusual amb una estranya fascinació pels animals del zoo.

#### Susie Moss
Susie "Underpants" Moss (Julia Roberts): una antiga amiga de la infància de Chandler, que treballa en la producció d'una pel•lícula, i amb qui Chandler té una història sucosa: quan eren a l'escola primària, Chandler va aixecar la faldilla de Susie quan era a l'escenari, revelant la seva roba interior a tota l'escola, i ella mai ho va superar fins que es va graduar de l'institut. Queden per una cita, Chandler sense sospitar que és un complot per venjar-se. Després de convèncer-lo que es posi les seves calces, Susie el porta a sopar, el desvesteix al lavabo d'homes i se'n va amb la seva roba, deixant-lo en un lavabo sense res més que les seves calces. No se la torna a veure mai més. Julia Roberts i Matthew Perry van sortir breument a la vida real.

#### Jean-Claude Van Damme
Jean-Claude Van Damme (ell mateix): un actor de la pel•lícula que produeix Susie, per qui Rachel i Monica competeixen per l'atenció. Monica està enamorada d'ell però és massa tímida per convidar-lo a sortir; així que Rachel intenta fer-ho en nom seu, però ell diu que prefereix sortir amb ella (Rachel). Rachel demana permís a Monica, que ella concedeix amb desgràcia. Després que Rachel surti amb ell, es produeix una baralla entre ella i Monica que acaba amb Rachel dient-li a Monica que no el veurà més, perquè Monica pugui sortir amb ell. Quan Monica surt amb ell, descobreix que ell només va acceptar sortir (amb Monica) perquè Rachel li va dir que Monica "es moria de ganes de tenir un trio amb ell i Drew Barrymore". Monica el deixa immediatament. Quan arriba a casa, ella i Rachel tornen a discutir, però aquesta vegada acaben disculpant-se, acordant que no haurien d'haver deixat que s'interposés entre ells. Se'l veu per última vegada molt irritat, juntament amb tots els altres al plató de l'estudi, per l'estupidesa de Joey mentre intenta actuar al seu costat.

#### Erika Ford
Erika Ford (Brooke Shields): una assetjadora amb una malaltia mental que pensa que Joey és en realitat el Dr. Drake Ramoray, el personatge que interpreta a Days of Our Lives. Malgrat això, Joey surt amb ella. Ella el deixa quan sospita que "Drake" l'enganya amb una altra dona (en realitat, un altre personatge de la telenovel•la). Ell intenta explicar-li que "És un programa de televisió!" i "No sóc en Drake! ", però ella no ho entén, així que en Ross li diu que en Joey és el "Hans Ramoray", el "bessó malvat" de Drake, i en Joey li diu que vagi a Salem a trobar el "veritable" Drake Ramoray. No se la torna a veure mai més després.

#### Ryan
Ryan (Charlie Sheen) arriba a Nova York amb permís de la Marina per veure la Phoebe, que en aquell moment té varicel•la. Es queda desconcertat en veure la Phoebe tapant-se el cap amb una bufanda, intentant dissimular el fet que té varicel•la; finalment, aconsegueix convèncer-la que li ho admeti, però decideix que no pot suportar estar separat d'ella i, en conseqüència, contrau la varicel•la d'ella, i tots dos passen la resta del temps malalts i intentant no gratar-se les nafres.

#### Duncan Sullivan
Duncan Sullivan (Steve Zahn) és un ballarí de gel canadenc amb qui es va casar Phoebe per tal de poder obtenir la targeta verda. Tot i que Phoebe creia que era homosexual, va tornar per demanar-li el divorci perquè s'havia adonat que era heterosexual i li havia proposat matrimoni a una altra dona. Després de presenciar i quedar desconcertat per les entremaliadures de Rachel amb un colom (després que ella l'hagués atrapat dins d'una cassola), li confessa a Phoebe la veritat sobre la seva sexualitat.

#### Russ
Russ (David Schwimmer; acreditat com a "Snaro") és el primer home amb qui surt la Rachel després d'en Ross. En Russ, un doble una mica més alt de Ross, és dentista. Tot i que tant en Ross com la Rachel inicialment no s'adonen de la semblança d'en Russ amb en Ross, la Rachel finalment se n'adona després que el duo discuteixi sobre què defineix un "metge". A l'escena final de l'episodi, "The One with Russ", en Russ revela a la Phoebe i a en Chandler que la Rachel ha trencat amb ell. Mentre en Russ es pregunta què farà amb la seva vida, l'exnòvia d'en Ross, la Julie, entra i es mira a en Russ als ulls, i tots dos s'enamoren a l'instant i marxen junts del Central Perk. El 2019, Lauren Tom va descriure la parella com si encara estiguessin junts aquell any.

### Només a la temporada 3

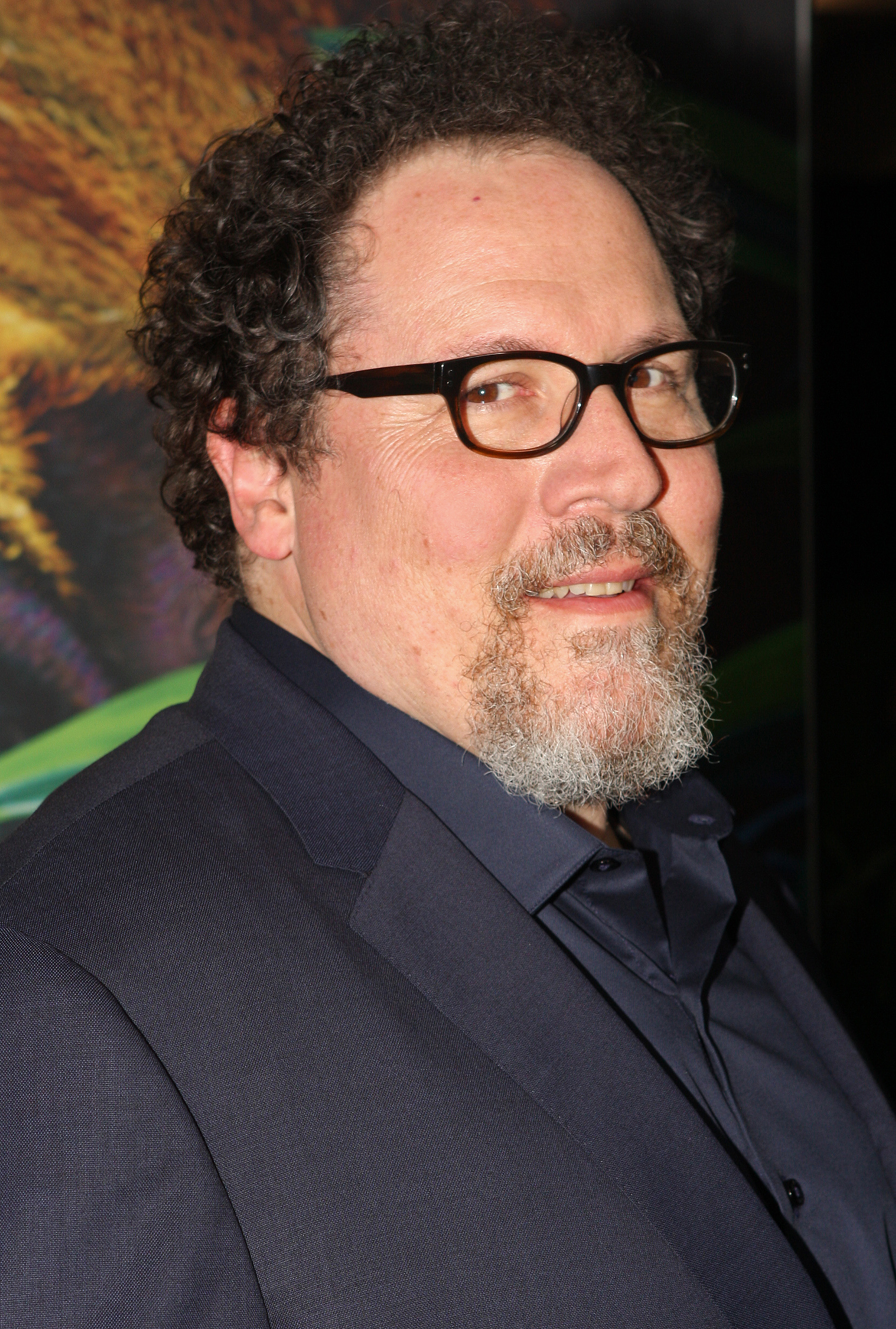
Jon Favreau va interpretar l'empresari i xicot de lluita de Monica, Pete Becker, en sis episodis

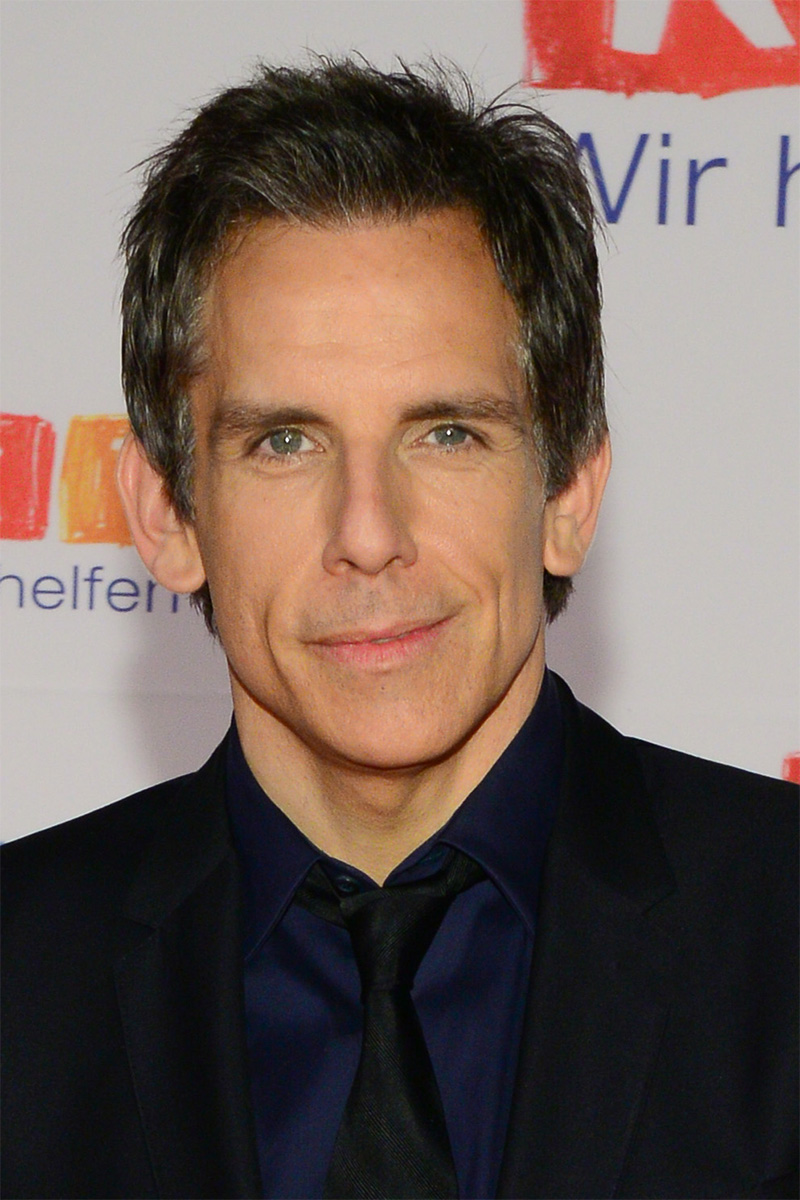
A "The One with the Screamer" (1997), Ben Stiller interpretar Tommy, la cita de Rachel, a qui Ross troba boig per cridar a la gent sempre que s'enfada.

#### Chloe
Chloe (Angela Featherstone):  Esmentada per primera vegada a "The One with the Princess Leia Fantasy" i "The One with the Jam", i vista per primera vegada a "The One Where Ross and Rachel Take a Break", quan Chloe (gairebé sense esforç) sedueix Ross després que ell i Rachel es baralli i ell cregui que ella (Rachel) s'està ficant al llit amb Mark. Ross intenta treure-la del seu apartament ràpidament l'endemà (a "The One with the Morning After") després de sentir un missatge de veu de Rachel rescindint la seva "ruptura", però Chloe encara hi és (encara que amagada) quan arriba Rachel. Més tard, Ross no pot aturar el "rastre" de xafarderies que van de Chloe a Rachel, i aquesta última s'assabenta de la seva cita, cosa que porta a la seva ruptura.

#### Pete Becker
Pete Becker (Jon Favreau): un geni del programari informàtic i multimilionari, en Pete apareix quan dóna 20.000 dòlars de propina a la Monica al restaurant Moondance a "The One with the Hypnosis Tape", cosa que ella assumeix que és una broma. Ell la convida a anar a menjar una pizza i la porta a Roma. La Monica es preocupa perquè no se sent atreta per ell i no pot entendre per què. Quan en Pete li ofereix una feina al seu restaurant, ella el rebutja, sense voler ferir els seus sentiments, però un petó de comiat d'en Pete finalment desperta els seus sentiments. La Monica creu que li proposarà matrimoni a "The One with Ross's Thing"; en canvi, ell li diu que vol convertir-se en un campió de lluita definitiva. Rep una forta pallissa de Tank Abbott, i de tots els altres lluitadors que troba, i la Monica acaba de mala gana la seva relació després que ell es negui a abandonar-la malgrat les seves lesions cada cop més debilitants.
El personatge de Pete va ser concebut com "un geni científic multimilionari a l'estil de Bill Gates" pel qual la Monica no se sentia atreta. Els productors i el director de càsting van tenir dificultats per trobar un actor que interpretés en Pete tal com volien, "algú que fos prou atractiu com per agradar-nos, per poder-lo animar, però que d'altra banda no fos tan preciós com per preguntar-li a la Monica: 'Quin és el teu problema?' quan no s'enamorava d'ell."

#### Kate Miller
Kate Miller (Dina Meyer): Coprotagonista de Joey a l'obra Boxing Day. Joey s'enamora d'ella i ella es fica al llit amb ell, però ja surt amb el director, Marshall Townend, i veu en Joey una aventura d'una nit. El director la deixa quan l'obra té mals resultats de crítica, i ella es reuneix amb Joey a "The One with the Screamer". Joey està angoixat quan ella marxa a una telenovel•la a Los Angeles. A l'episodi de la novena temporada "The One in Barbados (1)", Joey i Rachel, amb l'esperança d'entrar a la convenció farmacèutica, utilitzen documents d'identitat falsos; Rachel utilitza el pseudònim "Kate Miller".

#### Marshall Townend
Marshall Townend (Reg Rogers): el director excessivament dramàtic i egocèntric de Boxing Day, que surt amb Kate. Ell i tots els altres implicats en la creació de l'obra (a part de Lauren) es burlen de Joey després que Kate el descarti com a home massa idiota per obrir un cartró de llet. Més tard, deixa Kate després que ella (i l'obra) rebin males crítiques.

#### Lauren
Lauren (Jennifer Milmore): suplent de Kate a Boxing Day. És una gran fan de Joey pel seu paper com a Dr. Drake Ramoray, i acaba ficant-se al llit amb ell. Joey la deixa després de ficar-se al llit amb Kate, i tot i que inicialment ella s'enfada (anomenant-lo "porc"), més tard sembla que està d'acord amb ell. Assumeix el paper d'"Adrienne" a l'obra després que Kate marxi a Los Angeles.
Jennifer Milmore va ser l'"autora" del llibre de millora Be Your Own Windkeeper que les noies van llegir en un episodi de la segona temporada. Jennifer està casada amb l'escriptor de Friends, Gregory S. Malins.

#### Tommy (El Cridaner)
Tommy "el Cridaner" (Ben Stiller): un assetjador agressiu que esclata de ràbia a la més mínima irritació, només per tornar immediatament a la normalitat, en un episodi titulat encertadament "The One with The Screamer". El presenten com la cita d'última hora de Rachel a una de les obres de teatre de Joey, ja que ella decideix que necessita una cita per compensar la de Ross; Ross el veu cridar a una parella d'ancians que accidentalment eren als seus seients amb Ross, i més tard crida a Ross perquè aquest últim gairebé li ha vessat el cafè a sobre. Ross intenta avisar Rachel i els altres amics, però no el creuen, suposant que només està gelós. Tanmateix, la veritable cara de Tommy queda al descobert quan els sis amics el veuen perdre els estreps després que el pollet de Joey i Chandler li orina a la mà i ell crida tant a ell com al seu ànec. Acceptant, per a la seva pròpia disgust, que els altres ara tenen por d'ell, trenca amb Rachel i no se'l torna a veure mai més.

#### Isabella Rossellini
Isabella Rossellini(ella mateixa): Rossellini visita Central Perk al final de l'episodi "The One with Frank Jr." Una de les trames de l'episodi implicava que Ross i Rachel compilaven llistes, cadascuna de 5 persones (celebritats) amb qui podien tenir relacions sexuals; Rossellini era originalment a la llista de Ross, però ell la substitueix per Winona Ryder perquè Rossellini és "internacional", i per tant mai no hi serà... només per veure la mateixa Rossellini. Rachel anima Ross a perseguir-la, sabent que el rebutjaran; Rossellini està una mica encantada i intrigada per la "llista" de Ross, però marxa després de veure que no és a la versió final (dient en broma que té una llista de cinc nois de cafeteria, però que acaba de treure Ross de la seva llista).

#### Tomas i Tim
Tomas (Robin Williams) i Tim (Billy Crystal): dos desconeguts a la cafeteria. Apareixen al principi de "The One with the Ultimate Fighting Champion", i representen un sketch supèrflu mentre seuen al sofà del grup al Central Perk. Tomas li confia a Tim que creu que la seva dona l'enganya amb el seu ginecòleg, cosa que fa que els amics deixin d'intentar tenir la seva pròpia conversa i escoltin d'amagatotis. Finalment, Tim revela com s'està ficant al llit amb la dona de Tomas; esclatant a plorar, Tomas comença a cridar i insultar a Tim, i surt del cafè en un fort atac de fúria, seguit de Tim, que mira als sis amics commocionats i desconcertats una última mirada avergonyida i de disculpa abans de marxar. Robin Williams i Billy Crystal estaven filmant a prop i van improvisar totes les seves frases, i no van sortir als crèdits.

### Només a la temporada 4

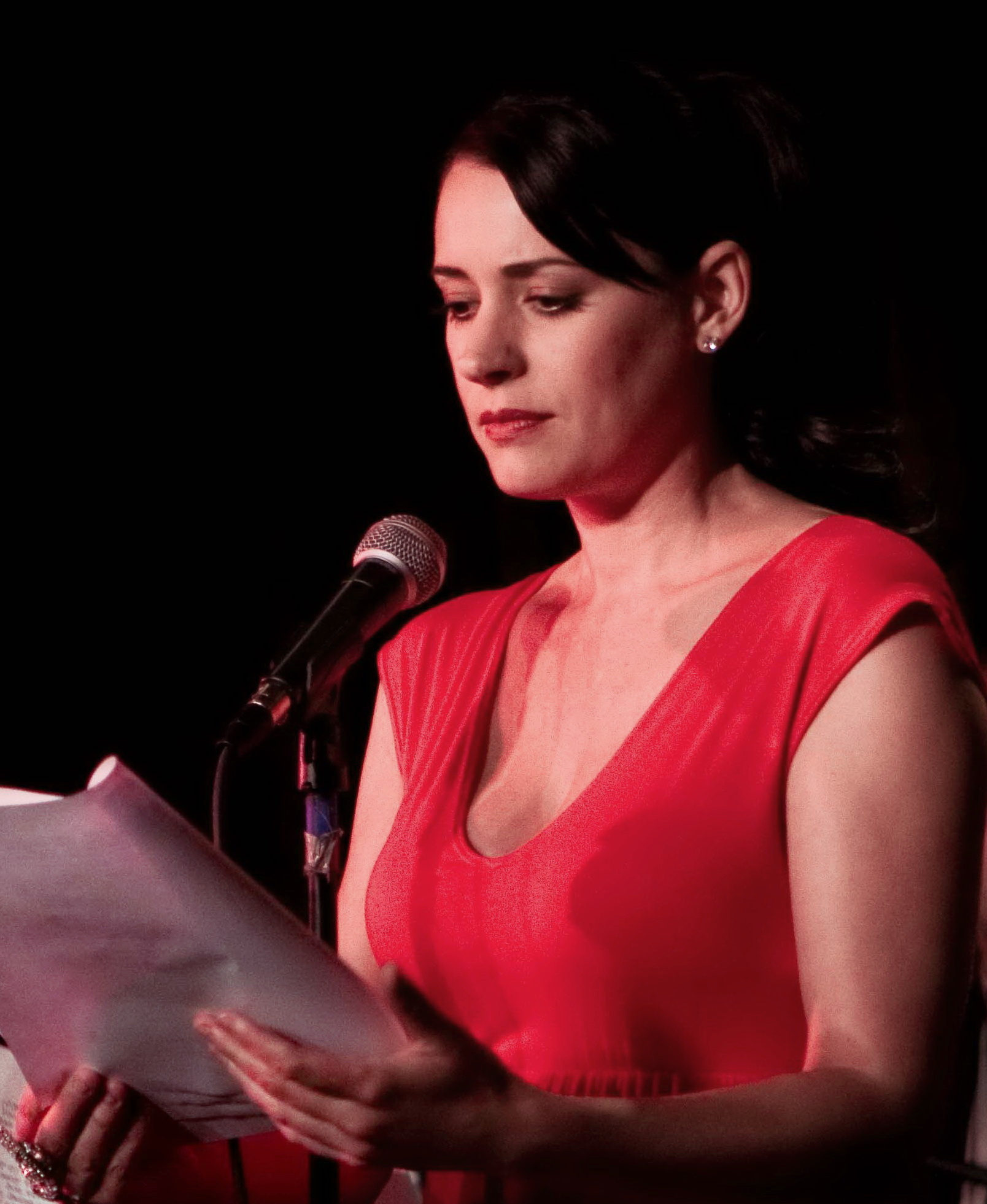
Paget Brewster va interpretar a Kathy, una actriu que surt i enganya primer amb Joey i després amb Chandler a la quarta temporada

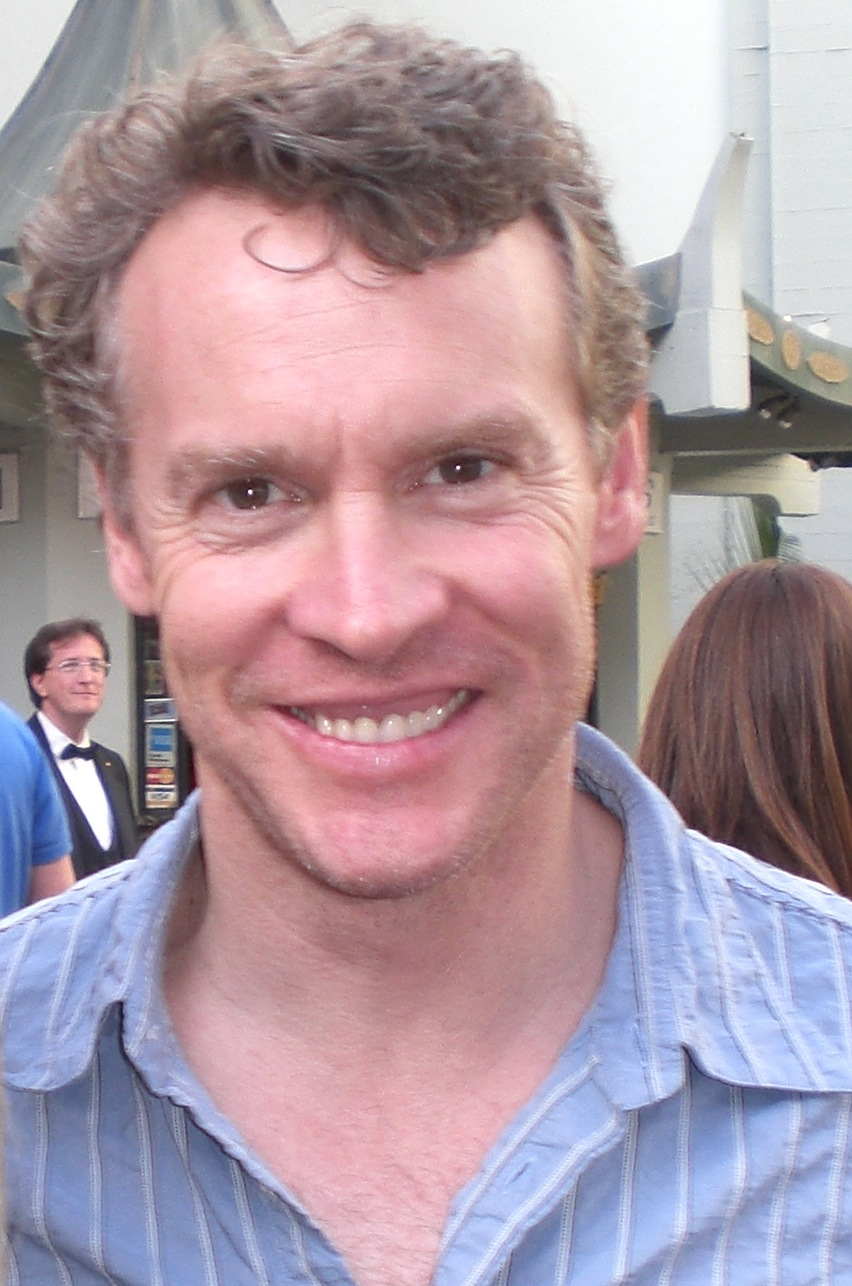
Tate Donovan va tornar a interpretar el xicot de Rachel, Joshua, al mateix temps que sortia amb Jennifer Aniston

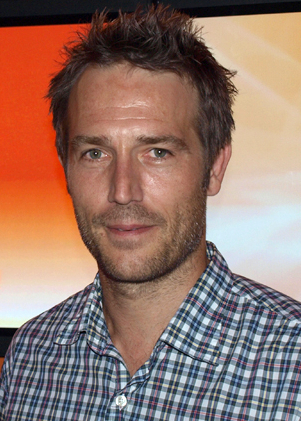
Michael Vartan només va interpretar Tim, el fill de Richard Burke (Tom Selleck), en un episodi com a cita de Monica.

#### Kathy
Kathy (Paget Brewster): la xicota de Joey, presentada a "The One with Joey's New Girlfriend". Aviat sorgeix una atracció mútua entre Kathy i Chandler, que es manifesta en un petó; Kathy trenca amb Joey, sense dir-li per què. Després que Chandler reveli la veritat, Joey s'indigna i decideix marxar de casa, però canvia d'opinió després de sentir els sentiments de Kathy per Chandler, i ella i Chandler es posen junts. Tot i que Chandler inicialment se sent incòmode amb la possibilitat que la seva relació esdevingui sexual, ja que seria comparat directament amb Joey, Monica i Rachel aconsegueixen donar-li alguns consells a Chandler. Un temps més tard, Chandler va a veure Kathy en una obra de teatre i es posa gelós de les seves escenes de sexe ardents a l'escenari amb el seu company de repartiment, Nick. Chandler comença a sospitar que l'enganya; Quan ell l'enfronta al respecte, ella marxa ofesa, i Chandler suposa el pitjor. En adonar-se que ha arribat a la conclusió equivocada, Chandler arriba a l'apartament de Kathy l'endemà al matí per demanar-li disculpes, només per trobar els pantalons de Nick, i trenquen.
Quan Paget Brewster va arribar a la seva audició, creia que era la "substituta ínfima" i que no tenia cap possibilitat d'aconseguir el paper. Matthew Perry li va dir més tard que els productors sabien que era la adequada per al paper quan es va autoanomenar "ínfima". Va passar les dues primeres setmanes treballant a la sèrie creient que l'acomiadarien i que el paper seria reelegit per una actriu més atractiva. Brewster no volia que Kathy fos descartada enganyant Chandler; Aniston, Cox i Kudrow van estar d'acord amb ella i van intentar convèncer els productors que fessin que Kathy participés en una obra de teatre.

#### Charlton Heston
Charlton Heston (ell mateix): actor en una pel•lícula amb Joey. Joey fa pudor d'haver passat un dia pescant sense dutxar-se després, així que utilitza la dutxa de Heston, només per ser enxampat per Heston. Joey intenta explicar que "fa pudor" —cosa que Heston insinúa que es refereix a la seva actuació, no a la seva olor— i Heston dóna a Joey una xerrada d'ànim d'actor abans de dir-li que "no importa com de malament pensis que fas pudor, mai no has d'entrar al meu camerino i utilitzar la meva dutxa! "

#### El venedor
El venedor (el mag Penn Jillette) intenta vendre un conjunt d'enciclopèdies a en Joey, s'asseu amb ell i li mostra algunes entrades del volum "V". El conjunt complet de 20 costa 1500 dòlars, i quan en Joey li informa que només en té 50, li ofereix triar un volum; en Joey compra "V".

#### La Stripper
La Stripper ( Lisa Rotondi ) està organitzada per anar a la festa de comiat de Ross. Aleshores és malinterpretada per haver-se robat l'anell de noces de Ross, que en realitat se l'ha empassat l'ànec de Chandler i Joey.

#### Cheryl
Cheryl (Rebecca Romijn): una dona amb qui Ross surt durant un sol episodi. Descobreix que manté un apartament increïblement brut ple de rates i puces, però troba repugnant l'apartament de Ross a causa d'una "olor estranya" (que Ross diu que podria ser sabó). Intenta establir una relació amb ella, però no pot superar el seu estil de vida descuidat. Més tard, Monica arriba a l'apartament demanant netejar l'apartament de Cheryl, ja que no pot dormir pensant-hi.

#### Joshua Burgin
Joshua Burgin (Tate Donovan): un client recentment divorciat i inversor empresarial milionari que utilitza regularment Rachel com a personal shopper a Bloomingdale's. Joshua apareix per primera vegada a "The One with Rachel's Crush". Comencen a sortir, però trenquen a "The One with All the Wedding Dresses" quan Rachel, afectada pel recent compromís de Ross amb Emily, li demana matrimoni a Joshua després de només quatre cites. Els pares de Joshua Burgin, coneguts com el Sr. i la Sra. Burgin, són interpretats per John Bennett Perry (el pare real de Matthew Perry) i Pat Crowley. Joshua va aparèixer després del temps en què Jennifer Aniston i Tate Donovan sortien a la vida real.

#### Chip Matthews
Chip Matthews (Dan Gauthier), que va anar a l'institut Lincoln amb Rachel, Monica i Ross, i és descrit com el noi més popular de l'escola. La seva primera aparició breu és en realitat en un vídeo casolà de Geller a " The One with the Prom Video " com a cita de Rachel per al ball de graduació; és interpretat per un actor desconegut i no acreditat i la seva cara no es veu a la pantalla. Apareix completament a l'episodi "The One with the Cat", quan Monica té una cita amb ell i ens assabentem que, la nit del seu ball de graduació, va enganyar a Rachel. El somni de Monica a l'institut aviat s'esvaeix quan s'adona que Chip encara és mentalment un adolescent: no ha madurat ni ha fet res per millorar des de l'institut, encara surt amb els mateixos amics, fa bromes immadures a la gent, viu amb els seus pares i treballa a temps parcial en un cinema perquè li agraden els pòsters i els caramels gratuïts que rep. La Mònica el "deixa" i no el tornem a veure mai més.

#### Mr. Waltham
Sr. Waltham (Paxton Whitehead): el cap de Rachel a Bloomingdale's a la quarta temporada, que apareix a "The One with Rachel's Crush" i "The One with Joey's Dirty Day" després que Rachel sigui degradada a compres personals després de la mort de Joanna. És l'oncle d'Emily Waltham. Emily només coneix i s'enamora de Ross després que el Sr. Waltham demani a Rachel que l'acompanyi a l'òpera; Rachel rebutja Emily per perseguir Joshua i convenç Ross perquè hi vagi amb ella.

#### Sarah, duquessa de York
Sarah, duquessa de York (ella mateixa): Sarah fa un cameo amb Joey a la seva càmera de vídeo, a "The One with Ross's Wedding".

#### Dr. Tim Burke
Dr. Tim Burke (Michael Vartan): el fill de Richard Burke. La Monica, que té un tros de gel a l'ull mentre treu el gall dindi del congelador, el coneix. El conviden a compartir el sopar d'Acció de Gràcies a "The One with Chandler In A Box". Finalment, després de besar-se, tots dos s'adonen que sortir junts és un error, ja que la Monica compara en Tim amb el seu propi pare, Richard, i tots dos s'enfaden.

### Només a la temporada 5

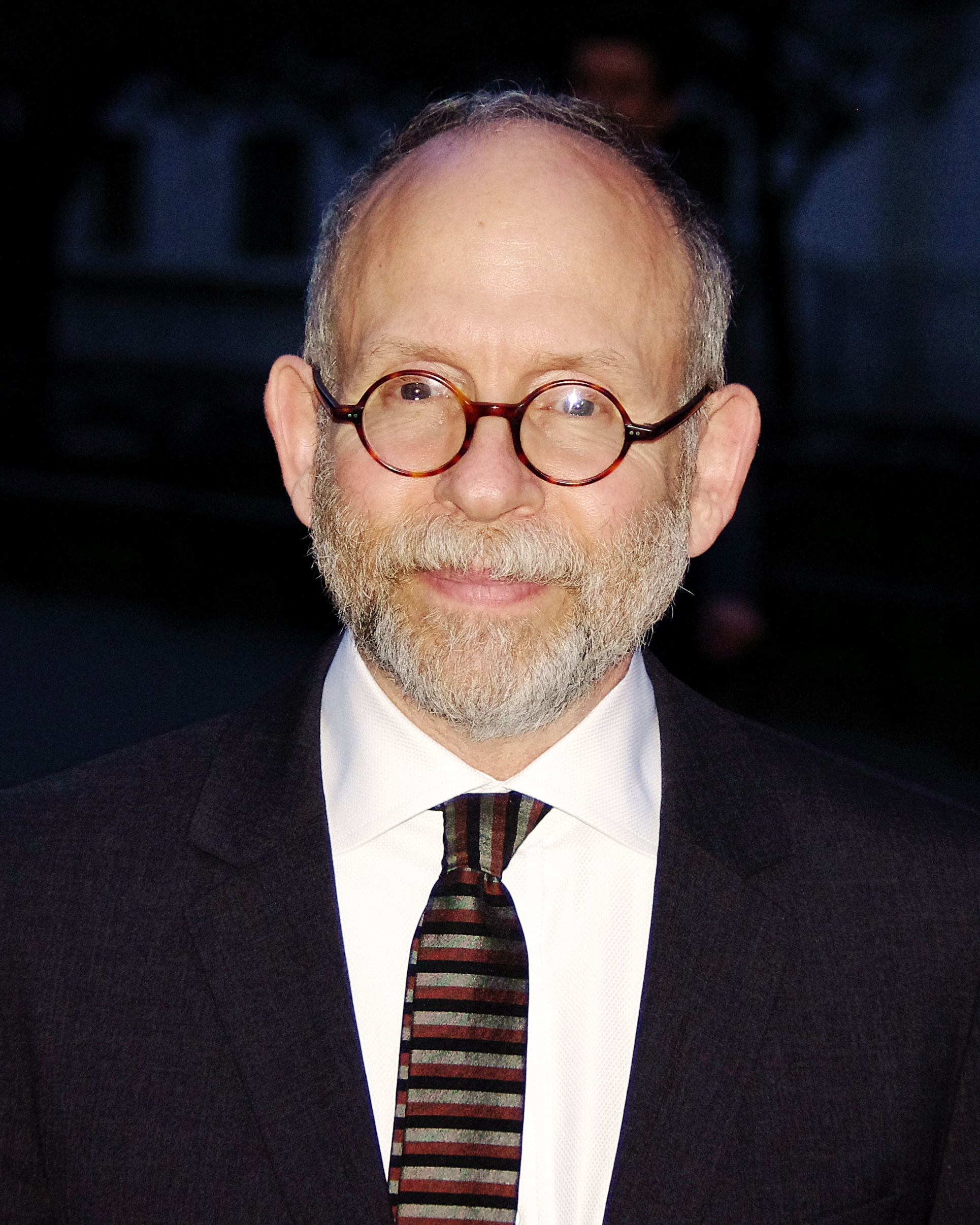
Bob Balaban va interpretar Frank Buffay Sr., el pare de Phoebe, a la cinquena temporada 5.

#### Danny
Danny (George Newbern): un home que ha fet una volta al món i torna a "The One with the Yeti". La Rachel i la Monica es troben amb l'home barbut al soterrani del seu edifici i pensen que és un Yeti. La Rachel se sent atreta per ell, però es fa la difícil fent veure que no li interessa una festa d'inauguració de casa que està organitzant. Finalment es posen junts, però la Rachel el deixa quan descobreix que té un "vincle especial" amb la seva germana.

#### Katie
Katie (Soleil Moon Frye): La noia titular de "The One with the Girl Who Hits Joey", és extremadament enèrgica i llança cops de puny per emfatitzar el seu punt de vista que són molt més forts del que s'adona. Tot i això, és una persona aparentment agradable, sempre que li dóna un cop de puny al braç a en Joey de manera juganera, accidentalment el fereix, però no se n'adona. Quan en Joey li ho diu, ella pensa que només es burla de la seva petita mida. En Joey finalment decideix que vol trencar amb ella, però es preocupa per la força amb què el colpejarà si realment està molesta. La Rachel li dóna una sortida quan li dóna una puntada de peu al turmell a la Katie en represàlia per un dels cops de puny de la Katie, i quan en Joey es nega a defensar la Katie, ella trenca amb ell i se'n va. No se la torna a veure mai més després.

#### Dr. Donald Ledbetter
Dr. Donald Ledbetter (Michael Ensign): el cap de Ross al museu. Després de menjar-se l'entrepà de gall dindi d'Acció de Gràcies que li ha sobrat a Ross a "The One with Ross's Sandwich", Ross li crida enfadat, i aquest posa Ross en any sabàtic. Reapareix a l'escena del segon episodi de "The One Where Everybody Finds Out".

#### Gary
Gary (Michael Rapaport): un policia que accidentalment deixa la seva placa a Central Perk. Phoebe la troba i comença a fer-se passar per un agent de policia . Ell la localitza i, com que no vol saber que ha deixat la placa en una cafeteria per sortir, decideix no arrestar Phoebe i, sentint-se atret per ella, la convida a sopar i comencen a sortir. Porta en Ross, en Joey i en Chandler de viatge mentre s'irrita per les seves peculiaritats, i demana a la Phoebe que es mudi amb ell. Ella el deixa després que ell dispari a un ocell a l'ampit de la finestra només perquè l'irritava piulant massa fort. No se'l torna a veure mai més després d'això.

#### Frank Buffay Sr.
Frank Buffay Sr. (Bob Balaban): Pare de Phoebe, Ursula i Frank Jr. Apareix al funeral de l'àvia adoptiva de Phoebe buscant la seva difunta esposa, Lily. La seva defensa per abandonar Phoebe i Ursula és que "vaig ser un pare dolent", i comparteix una "cançó de bressol" que solia intentar cantar-los, que s'assembla molt a "Smelly Cat" de Phoebe.

### Només a la temporada 6

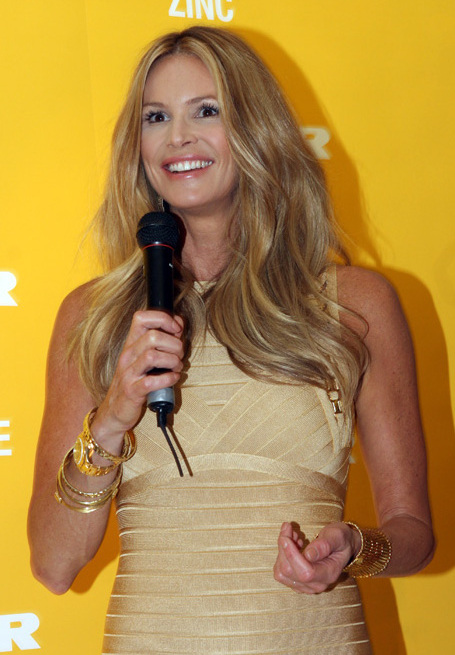
Elle Macpherson interpreta Janine LaCroix, companya de pis i després cita de Joey, fins a "The One with the Apothecary Table" (2000).

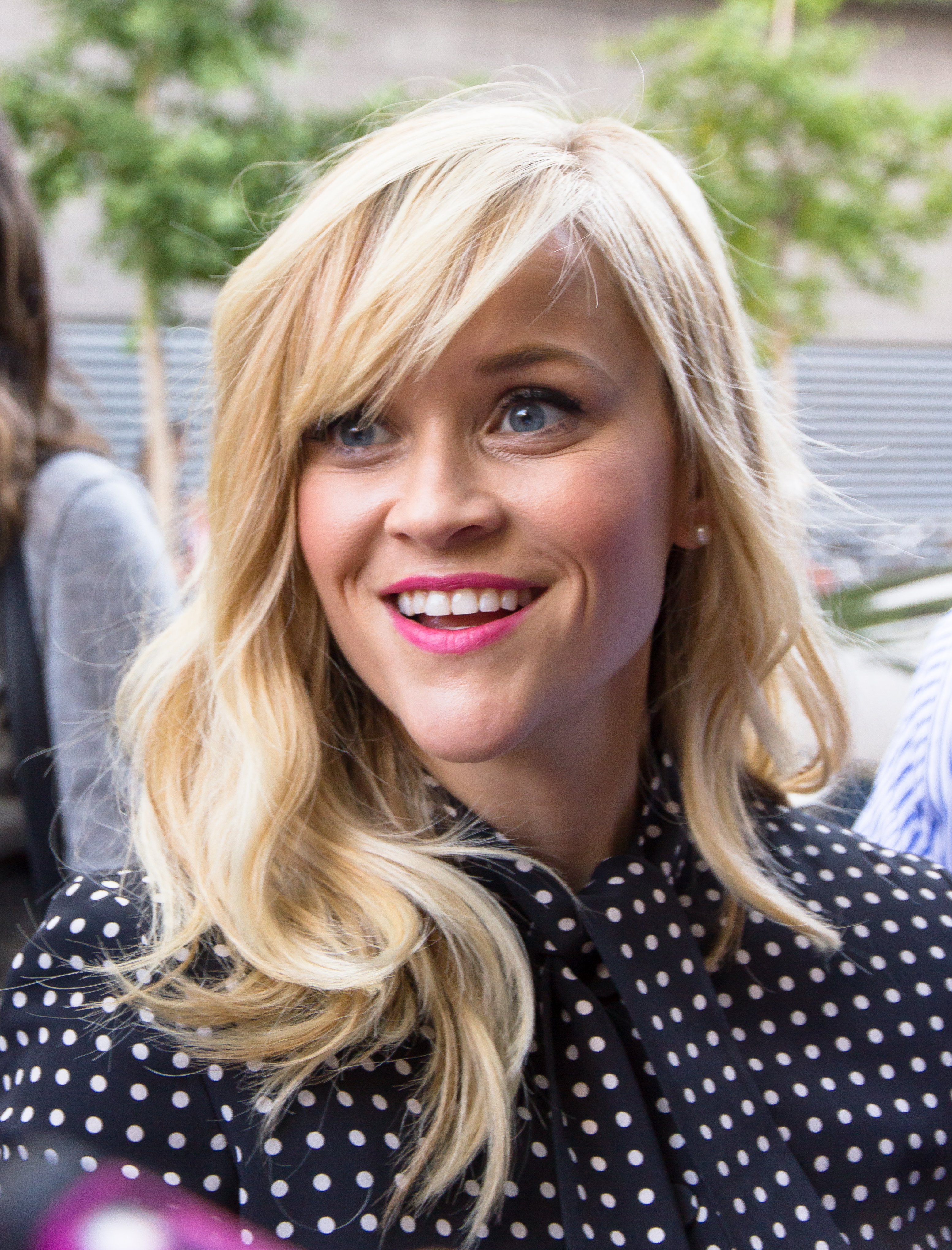
Reese Witherspoon interpreta Jill Green, una de les germanes de Rachel, en només dos episodis de la sisena temporada.

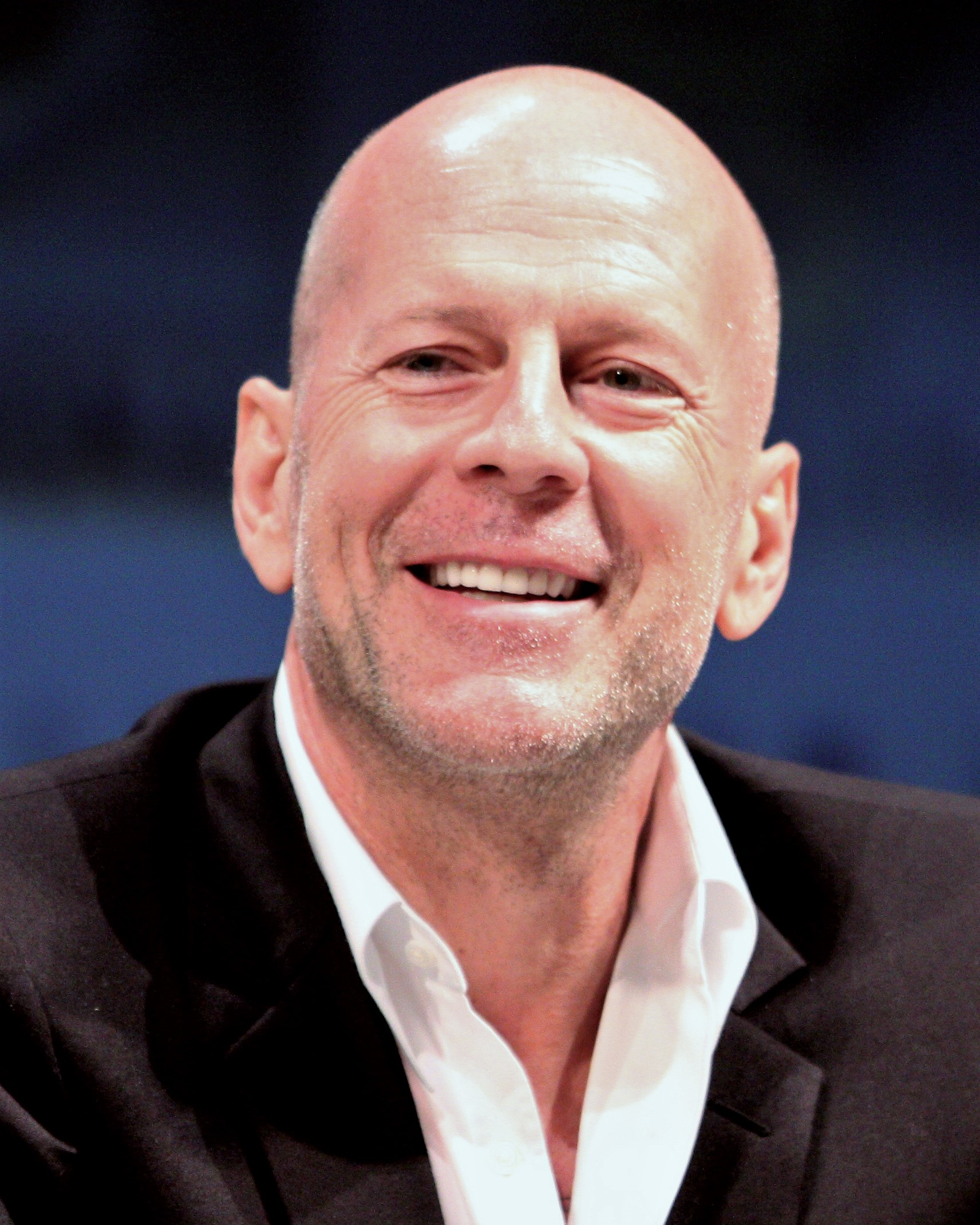
Bruce Willis va aparèixer en tres episodis de la sisena temporada i va donar els seus honoraris a cinc organitzacions benèfiques.

#### Janine LaCroix
Janine LaCroix (Elle Macpherson): Companya de pis de Joey després que Chandler es mudi amb Monica. Joey posa un anunci per a una nova companya de pis a "The One Where Phoebe Runs"; l'atractiva ballarina australiana Janine s'hi presenta i Joey immediatament li dóna l'habitació sense saber res més d'ella. Afegeix un toc femení a l'apartament penjant fotos de nadons, flors i nadons vestits de flors, cosa que posa nerviosa a Joey, que intueix que s'està "convertint en una dona". Es troben durant la gravació de Dick Clark's New Year's Rockin' Eve,però trenquen després que ella reveli que no li agraden Monica i Chandler. Se'n va poc després i no es torna a veure mai més a la sèrie.

#### La jutgessa
La jutgessa (Conchata Ferrell) presideix l'intent de Ross i Rachel —que es van casar a Las Vegas mentre estaven borratxos— d'aconseguir una anul•lació; els informa que han de divorciar-se.

#### Jill Green
Jill Green (Reese Witherspoon): una de les dues germanes de Rachel, que arriba a casa de Monica i Chandler a "The One with Rachel's Sister", pensant que Rachel encara hi viu. El seu pare ha tallat el subministrament de diners de Jill i l'ha enviat a quedar-se amb Rachel, "l'única filla de la qual ha estat orgullós". És vanitosa, boja, materialista i malcriada, molt semblant a la seva altra germana Amy, però és molt més amable amb Rachel i les seves amigues. Rachel intenta entrenar Jill en els camins del món, però Jill només es compra coses cares. Surt amb Ross per desagradar Rachel i de vegades es desconcerta per les peculiaritats de tots dos, però marxa a l'episodi següent després que Ross la rebutgi i ella destrueixi el seu projector de diapositives en la seva ràbia. Jill s'esmenta a la temporada 10 quan Amy revela alegremente que s'ha engreixat, havent guanyat quinze lliures (una referència a l'embaràs de Witherspoon).

#### Elizabeth Stevens
Elizabeth Stevens (Alexandra Holden): una de les estudiants de Ross, amb qui comença a sortir a "The One Where Ross Dates a Student", creient erròniament que no va contra les normes de la universitat. A "The One with Joey's Fridge", Elizabeth va a la platja amb diversos nois per a les vacances de primavera ; gelós i preocupat, Ross la segueix fins allà, apareixent ballant amb ella a MTV. Trenca amb ella a "The One with the Proposal, Part 1" quan li queda clar que és massa jove per a una relació seriosa amb ell. Aleshores, Elizabeth llença enfadada un globus d'aigua des del seu apartament i colpeja Ross de ple al cap, xopant-lo. No se la torna a veure mai més a la sèrie després d'això.

#### Paul Stevens
Paul Stevens (Bruce Willis), el pare d'Elizabeth, que comença a tenir antipatia immediata per Ross; amenaça amb fer-lo acomiadar de la universitat si no acaba la seva relació amb Elizabeth. Després que Rachel s'uneixi als tres per sopar, Paul i Rachel comencen a sortir. Les dues parelles acaben a la cabana de camp de Paul a "The One Where Paul's the Man", sense que ho sàpiguen l'un de l'altre. Ross sent Paul preparant-se mentalment davant del mirall i cantant "Love Machine", i utilitza aquest coneixement per fer xantatge a Paul perquè no reveli la seva relació amb Elizabeth a la universitat. Després que Ross i Elizabeth se separen, Rachel continua sortint amb Paul, però sent que ell és massa tancat i intenta que s'obri emocionalment; se'n penedeix quan ell s'obre, esclata a plorar i parla del seu passat durant hores, i trenca amb ell.
Bruce Willis va donar els seus honoraris per aparèixer a cinc organitzacions benèfiques després de perdre una aposta amb el seu company de repartiment de The Whole Nine Yards, Matthew Perry. Va guanyar el premi Primetime Emmy al millor actor convidat en una sèrie de comèdia pel seu paper.

### Només a la temporada 7

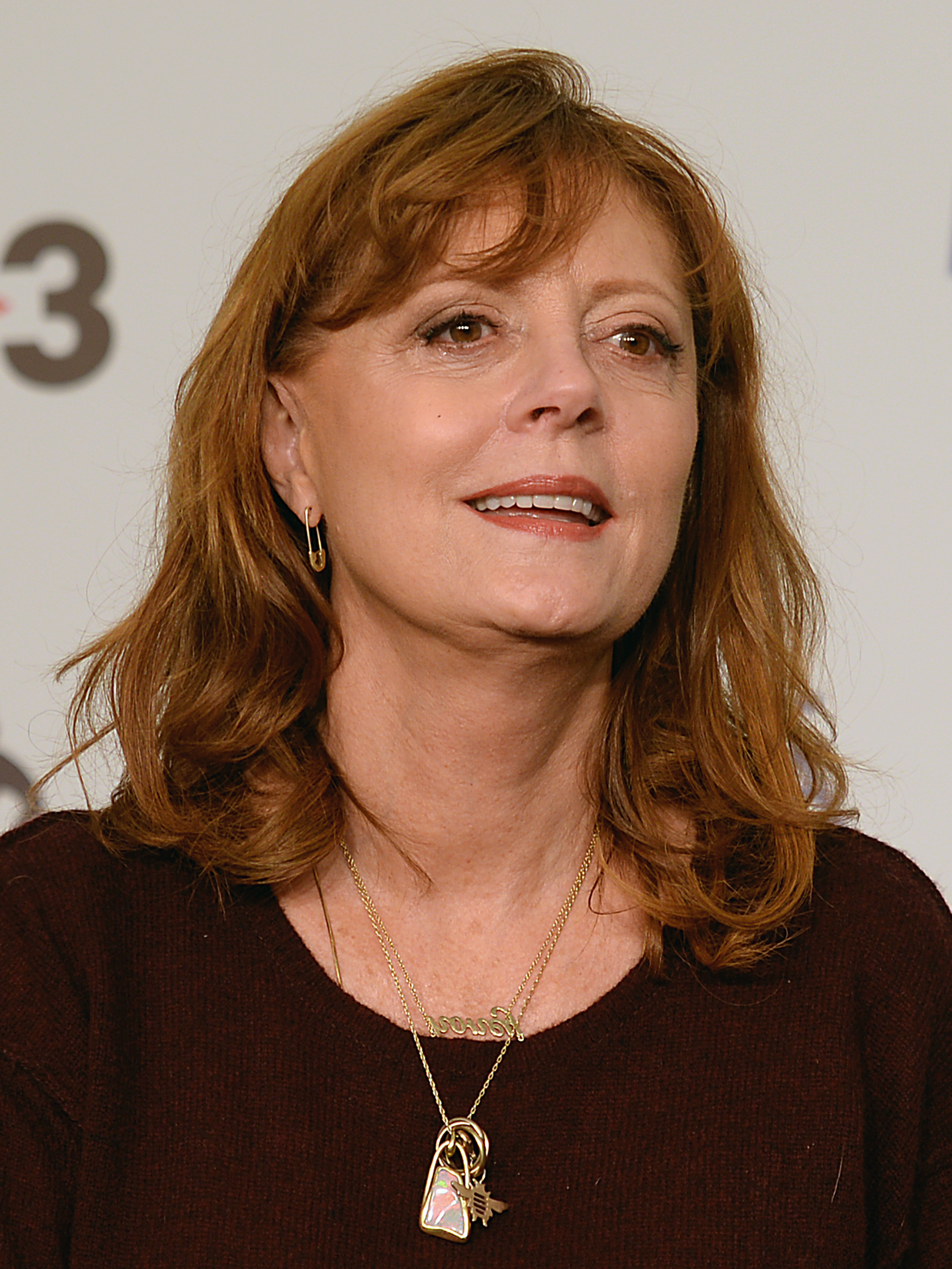
Susan Sarandon va interpretar Cecilia Monroe, l'actriu fictícia de Days of Our Lives.

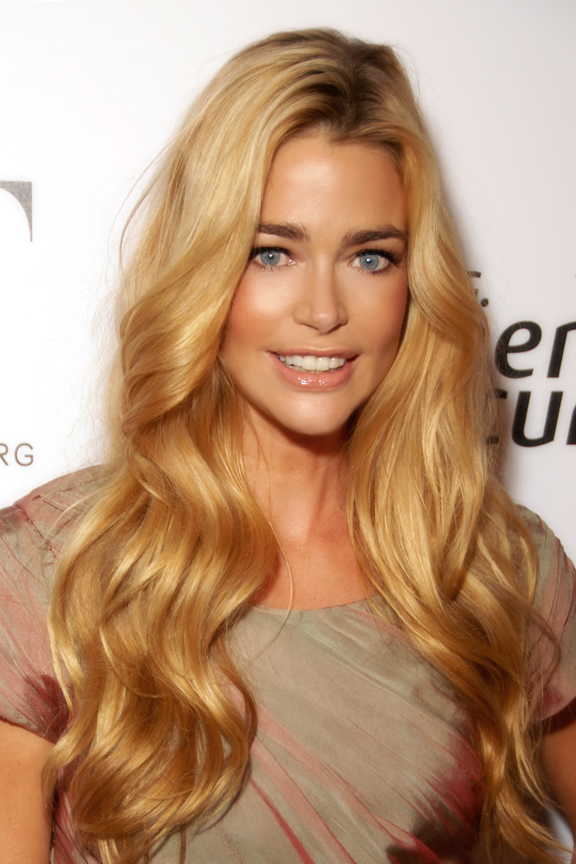
Denise Richards era Cassie Geller, la cosina supermodel de Ross i Monica que és irresistible per a Chandler, Ross i fins i tot Phoebe.

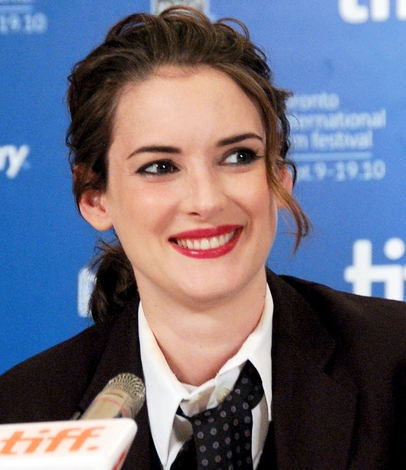
Winona Ryder va interpretar Melissa, una de les amigues de la sororitat universitària de Rachel, a qui Rachel recorda un petó borratxa i després besa al final de l'episodi "The One with Rachel's Big Kiss"., "The One with Rachel's Big Kiss".

#### Erin
En Joey té una aventura d'una nit amb l'Erin (Kristin Davis), però quan ell surt de l'apartament i demana a la Rachel i la Phoebe que se'n desfacin, no ho fan; en Joey es veu obligat a tornar a sortir amb ella i desenvolupa sentiments per ella, però després ella decideix deixar-lo, deixant que la Rachel i la Phoebe ho diguin a en Joey.

#### Cecilia Monroe
Cecilia Monroe (Susan Sarandon) és una diva de les telenovel•les que ha interpretat Jessica Lockhart a Days of Our Lives durant anys, famosa per llançar begudes a la gent i bufetejar-los. Quan el seu personatge és eliminat, el seu cervell es transfereix al Dr. Drake Ramoray, el personatge interpretat per Joey.
La Cecilia es fica al llit amb en Joey i li ensenya a "interpretar-la", però després pren un paper a Mèxic, acabant la seva relació i no tornant a aparèixer mai més a la sèrie.

#### Cassie Geller
Cassie Geller (Denise Richards): una cosina de Ross i Monica que ve a quedar-se amb Monica i Chandler. El Chandler, que ja està promès, el seu cosí Ross i l' altrament heterosexual Phoebe se senten atrets per ella a causa del seu cabell captivador. Inicialment, les mirades constants de Chandler l'obliga a quedar-se a l'apartament de Ross. Mentre mira una pel•lícula, Ross es convenç que ella també "la vol" i fa un moviment. La reacció negativa de Cassie el deixa sense paraules durant el que li sembla una eternitat, i després empitjora la situació dient: "Fa molt de temps que no tinc relacions sexuals." Consequently, Cassie stays with Phoebe, who thinks to herself that she should ask her out as Cassie is not her cousin. En conseqüència, Cassie es queda amb Phoebe, que pensa que hauria de demanar-li sortir, ja que Cassie no és la seva cosina.

#### Melissa Warburton
Melissa Warburton (Winona Ryder): una de les germanes de la Rachel a la universitat. Durant el seu últim any, la Melissa i la Rachel van anar al luau Sigma Chi amb bikinis de coco i, després de beure massa sangria, van acabar besant-se. La Melissa es va enamorar de la Rachel i mai va oblidar aquella nit, però la Rachel mai ho va veure com res més que una experiència universitària esbojarrada. La Rachel es troba amb la Melissa a Central Perk i surten a sopar. Quan la Rachel s'enfronta a la Melissa sobre el petó, ella fa veure que no recorda que hagi passat mai perquè no creu que la Rachel li correspongui el seu amor. Al final del sopar, la Rachel la torna a besar per demostrar-li a la Phoebe que pot fer alguna cosa boja. La Melissa interpreta que la Rachel l'estima també. Diu que "ningú pot besar tan bé i no dir-ho de veritat", però la Rachel diu que simplement besa bé. La Melissa està extremadament avergonyida i intenta fer com si estigués de broma, dient: "No estic enamorada de tu. No sento cocos colpejant. No m'imagino la teva cara quan faig l'amor amb el meu xicot...". La Melissa marxa, però no abans de demanar un altre petó de comiat, que no rep. No se la torna a veure mai més després d'això.

#### Richard Crosby
Richard Crosby (Gary Oldman): un actor pedant amb qui Joey comparteix escenes en un drama de temps de guerra, també de "The One with Monica and Chandler's Wedding" (apareix a les parts 1 i 2). Es fa una mala primera impressió de Joey quan aquest últim l'irrita felicitant-lo per haver guanyat un Oscar que en realitat no havia guanyat. Crosby insisteix que els actors reals escupin quan pronuncien, cosa que fa que tots dos actors s'escupin durant les preses i que l'equip els doni tovalloles després. Crosby més tard apareix borratxo a la feina, cosa que desperta la preocupació de si Joey acabarà les seves escenes a temps per assistir al casament. Per la seva actuació, Oldman va rebre una nominació al Premi Primetime Emmy al Millor Actor Convidat en una Sèrie de Comèdia.

### Només a la temporada 8

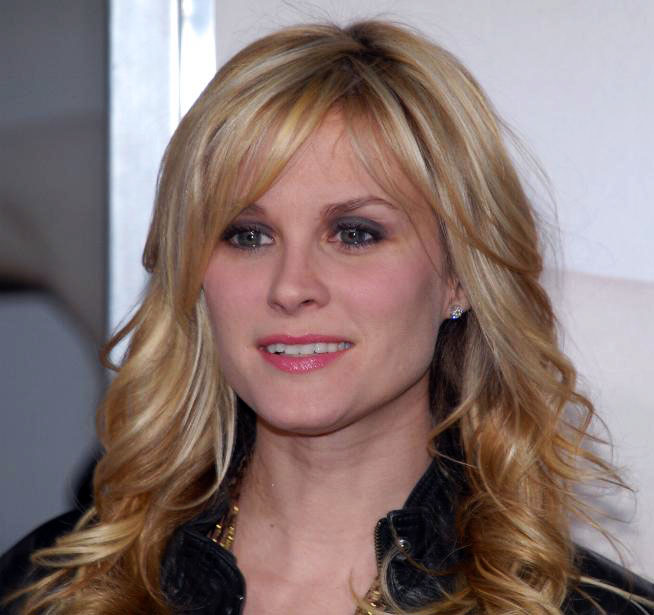
Bonnie Somerville va interpretar la Mona, la xicota de Ross, en set episodis de la vuitena temporada.

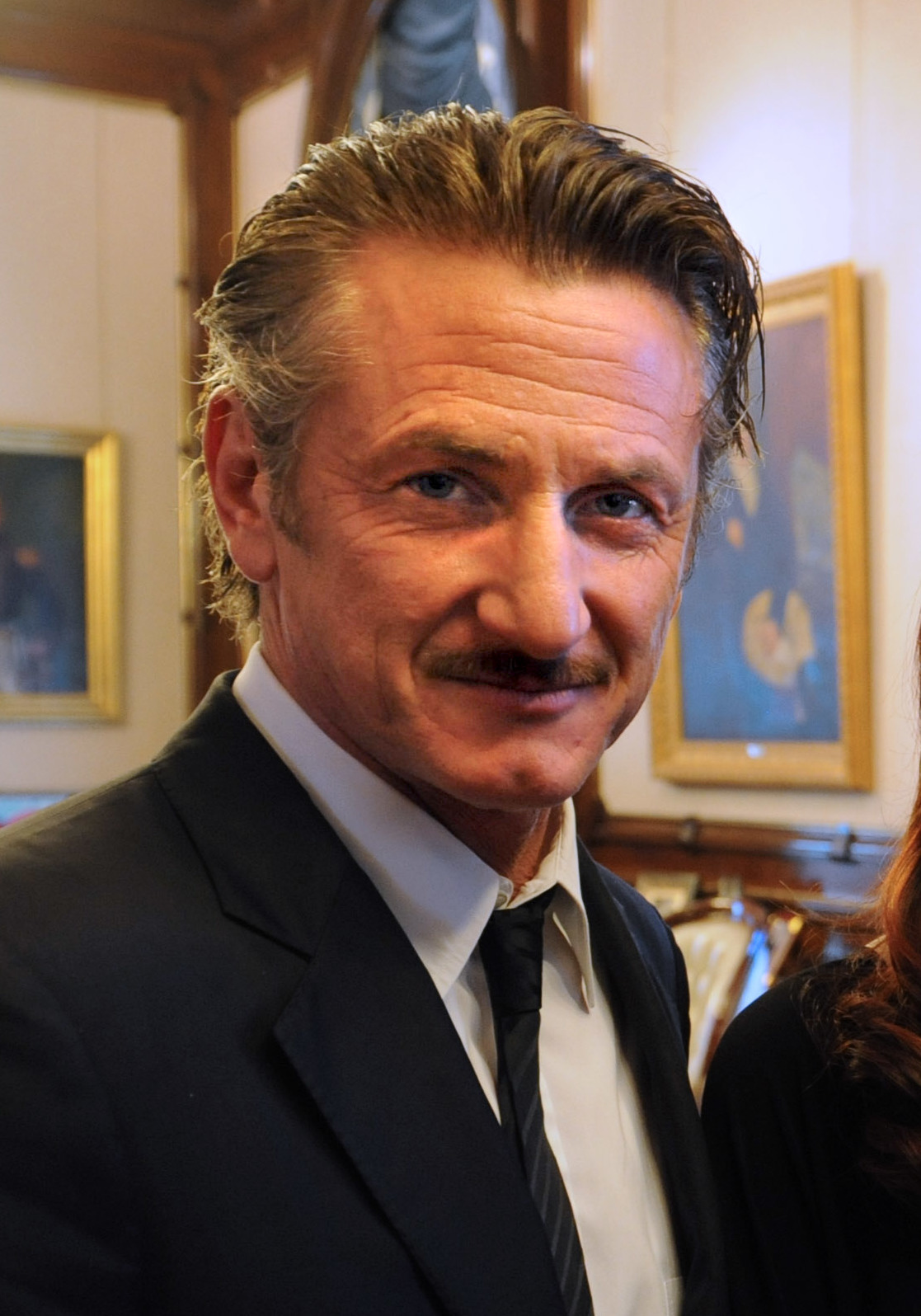
Sean Penn va interpretar Eric, la cita de Phoebe i antiga cita de la seva germana bessona Ursula, en dos episodis.

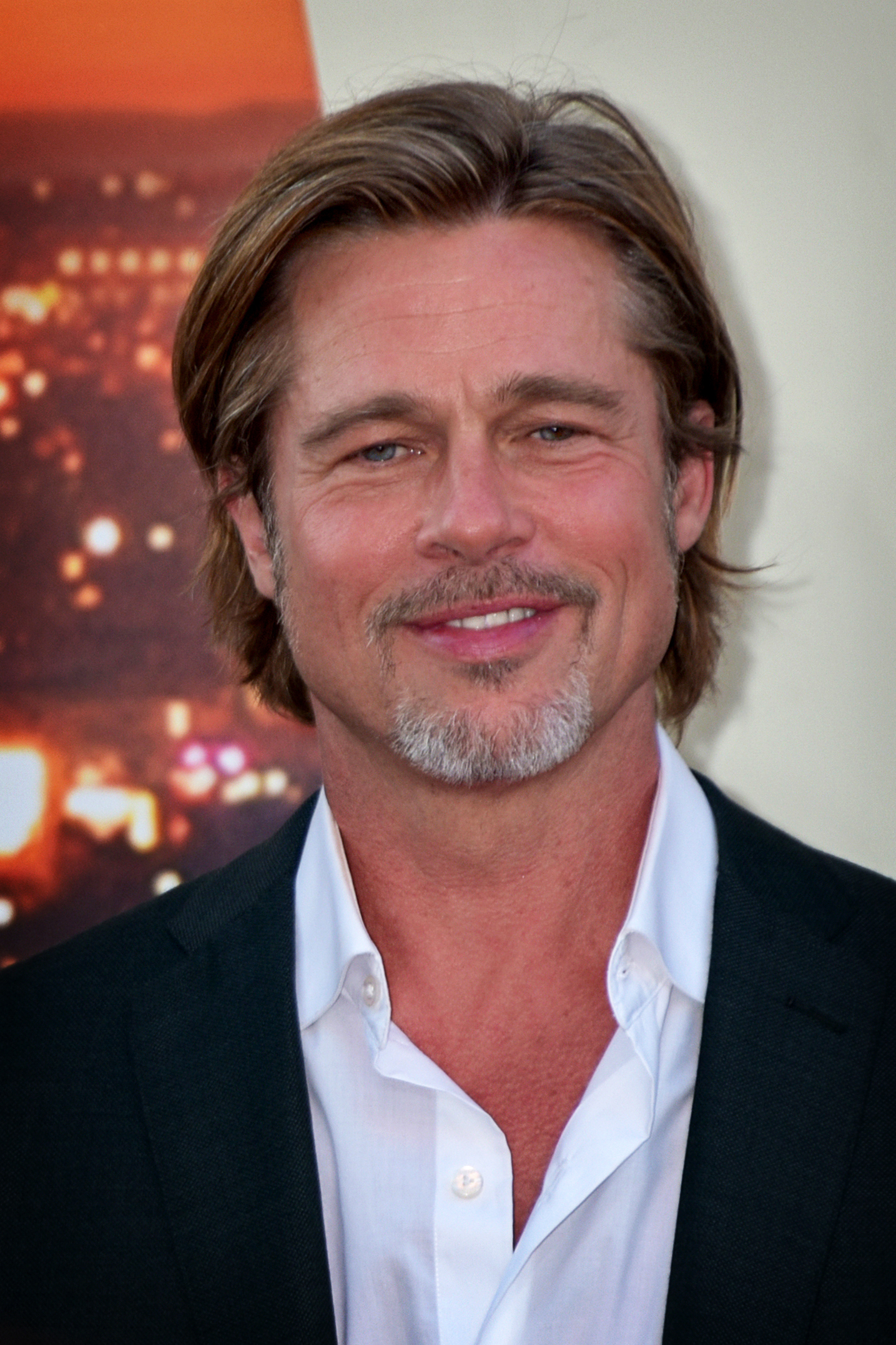
Brad Pitt va interpretar Will Colbert a " The One with the Rumor ", episodi 9 de la temporada 8.

#### Mona
Mona (Bonnie Somerville), una companya de feina del restaurant de la Monica, coneix en Ross per primera vegada a "The One After 'I Do'". Més tard es retroben a "The One with Rachel's Date" i comencen a sortir. La seva relació és problemàtica des del principi a causa que en Ross és el pare del nadó de la Rachel; a "The One with the Stripper", en Leonard Green l'anomena "vagabunda" després que en Ross no li demani matrimoni a la Rachel, i en Ross oblida regularment les cites amb ella quan la Rachel té problemes amb el nadó. Finalment, trenquen a "The One with the Birthing Video" després que la Rachel deixi escapar que es mudarà amb en Ross fins que neixi el nadó. A "The One with the Tea Leaves", Ross s'esmuny al seu apartament per recuperar la seva camisa de "color salmó descolorit", que va deixar allà, però s'ha d'amagar quan ella arriba a casa amb una cita i és descoberta quan ella i la seva cita comencen a besar-se i ell intenta escapar-se; mentre que Mona està enfadada amb Ross al principi, més tard la visita per acceptar les seves disculpes i assumeix que ell encara sent res per ella. Admet que encara sent res per ell també, però insisteix que han de seguir endavant. Li pregunta a Ross si es pot quedar la camisa per recordar-lo, però Ross realment només volia que li tornessin la camisa, i ella se'n va per sempre un cop ell la recupera.

#### Dina Tribbiani
Dina Tribbiani (Marla Sokoloff): la germana petita de Joey, que va aparèixer a l'episodi "The One with Monica's Boots". És considerada la més intel•ligent i ben educada de les filles Tribbiani. Va fer els SATs i va anar a la universitat durant "els dos anys", però tot i així no és gaire brillant. En un moment donat, li pregunta a Rachel: "Et preocupes mai que caminaràs i que el teu nadó se't rellisqui?". Quan la Dina va descobrir que estava embarassada, primer va anar a Rachel perquè la mateixa Rachel no estava casada i estava embarassada en aquell moment i li demana que l'ajudi a dir-li-ho a Joey. La Dina diu que Joey és el seu noi preferit del món i que tenia més por de dir-li que estava embarassada que ningú altre. Es va quedar embarassada del seu xicot, Bobby Corso. Tot i que no s'esmenta pel seu nom, el personatge de Dina Tribbiani també va aparèixer a l'episodi "La que en Chandler no recorda quina germana".

#### Bobby
Bobby (Marc Rose): el xicot de Dina Tribbiani i el pare del seu fill no nascut.

#### Dr. Long
Dra. Long (Amanda Carlin): l'obstetra de Rachel, que apareix en cinc episodis de la temporada 8. Dóna a llum el nadó a "The One Where Rachel Has a Baby" després del part extremadament llarg de Rachel.

#### Eric
Eric (Sean Penn): el xicot d'Ursula Buffay, a qui porta a la festa de Halloween de Monica a "The One with the Halloween Party". Phoebe se sent atreta per ell, però s'assabenta que Ursula ha mentit sobre ella mateixa per casar-s'hi, i per això l'adverteix immediatament sobre les mentides d'Ursula. Ell la deixa i a "The One with the Stain" intenta quedar amb Phoebe, però no suporta mirar-la, ja que li recorda a la seva germana. Phoebe aconsegueix convèncer-lo que ho vegi més enllà, i després que ella marxi a un client de massatges després de la seva sessió de besos, torna només per descobrir que Eric va tenir relacions sexuals amb Ursula pensant que era Phoebe. Decideixen incòmodament que és massa estrany per continuar amb les coses. Penn va aconseguir el paper després de fer diverses visites al plató de Friends amb els seus fills, que eren fans de la sèrie.

#### Will Colbert
Will Colbert (Brad Pitt): examic de secundària amb sobrepès de Monica i Ross amb rancor vers Rachel. Monica el convida a sopar d'Acció de Gràcies a "The One with the Rumor". Will ha perdut 70 quilos i ara té molt bon aspecte, cosa que fa que Phoebe flirtegi amb ell. Aquí descobreixen que Will odia Rachel per tot l'assetjament que havia patit a mans d'ella a l'institut i que havia cofundat el "I Hate Rachel Green Club" amb Ross i havia difós rumors sobre que era hermafrodita. Se'l veu per última vegada amb aspecte perplex però divertit quan Joey entra a l'habitació amb els pantalons premamà de Phoebe (amb la creença il•lusa que hauria de canviar-se a uns pantalons nous per aconseguir el seu objectiu de menjar-se un gall dindi sencer ell sol). Pitt estava casat amb Jennifer Aniston a la vida real en aquell moment, i el seu nom de pila és, de fet, "William".

#### Jim Nelson
Jim Nelson (James LeGros): un noi que convida a sortir a Phoebe i després la rebutja amb una sèrie de comentaris esgarrifosos i vulgars, cosa que fa que l'abandoni. Apareix a "The One with The Tea Leaves".

#### Parker
Parker (Alec Baldwin): un home extremadament enèrgic i optimista que Phoebe coneix a la tintoreria a "The One with the Tea Leaves". Després apareix a "The One in Massapequa", on coneix els altres cinc amics i els molesta amb el seu hàbit de fer un gran enrenou per tot, fins i tot per les coses més trivials. A la festa d'aniversari de Jack i Judy Geller, torna boig a tothom emocionant-se per tot el que veu. Phoebe sent els seus amics burlant-se de Parker i els renya, però aviat ell també comença a irritar-la. Al seu apartament després de la festa, incapaç d'escoltar-lo més, Phoebe s'està quedant enfadada i li diu enfadada que vol que sigui "molt menys feliç"; ell trenca amb ella... només per tornar, emocionat, per felicitar Phoebe per la discussió que acaben de tenir.

#### "Puto cabró" i "Puta malvada"
"Puto cabró" (Jimmy Palumbo) i "Puta malvada" (Debi Mazar), la parella que està esperant un fill i amb qui Rachel, que està esperant el part, comparteix una habitació semiprivada. La dona sembla patir i estar profundament frustrada per això, i el fet que el seu marit pervertit no parli amb lascivia li val la pena.

### Només a la temporada 9

#### Leonard Hayes
Leonard Hayes (Jeff Goldblum), un director que pensa que Joey no actua amb "prou urgència"; té una mala primera impressió d'ell quan pensa erròniament que aquest últim se'n burla d'ell en la seva conversa poc després de conèixer-se, però ràpidament canvia la impressió quan s'adona que Joey en realitat l'està elogiant a la seva manera. Quan Joey fa l'audició mentre necessita orinar, Leonard queda impressionat per la nova urgència de la seva actuació, de manera que el primer beu molts líquids per preparar-se per a la segona audició. Tot va bé en la segona audició esmentada anteriorment, és a dir, fins que Leonard, en no adonar-se que Joey necessita orinar, comet l'error de dir-li que "es relaxi", cosa que fa que es mulli els pantalons allà mateix, per a disgust de Leonard.

#### Gavin Mitchell
Gavin Mitchell (Dermot Mulroney), el substitut temporal de Rachel a Polo Ralph Lauren. Zelner fa saber a Rachel que li agrada Gavin, així que Rachel acaba la seva baixa per maternitat abans d'hora per competir amb ell a "The One Where Rachel Goes Back to Work". La seva relació laboral ha millorat amb "The One with Phoebe's Rats", i es besen a la seva festa d'aniversari. A "The One Where Monica Sings". Rachel li diu a Gavin que, tot i que li agrada, una relació seria difícil a causa del seu historial amb Ross.

#### Steve
Steve (Phill Lewis): El cap de Chandler durant les seves pràctiques. Apareix a "The One Where Rachel Goes Back to Work", "The One with the Mugging" i "The One with the Lottery", quan ofereix a Chandler la feina de redactor júnior.

#### Molly
Molly (Melissa George): La mainadera atractiva de l'Emma, a qui en Ross contracta, ja que la Rachel no ho veu en ella. Quan en Joey la veu, el seu instint de assassina de dones s'activa. En Ross intenta que en Joey es mantingui allunyat d'ella quan flirteja amb ella, cosa que fa que en Joey la desitgi més. En Ross vol que en Chandler vigili en Joey i s'asseguri que no vagi darrere de la Molly. Quan en Ross està fent una lliçó a en Joey, algú truca a la porta i és la xicota de la Molly. Es besen, i en Ross ja no té cap problema, tot i que en Joey està encara més excitat pel seu estatus de lesbiana. La Molly fa un altre cameo, a "The One Where Monica Sings".

#### Sandy
Sandy (Freddie Prinze Jr.): La primera mainadera d'Emma. Després d'entrevistar sense èxit diverses mainaderes, tant en Ross com la Rachel se sorprenen en veure que en Sandy és un home. Durant l'entrevista, ell convenç a la Rachel i ella el contracta tot i que en Ross no hi està gaire interessat. En Sandy demostra ser molt competent, aconsellant a en Ross i la Rachel que els dinosaures de joguina que va trobar a l'apartament no eren apropiats per a l'edat d'Emma (només perquè en Ross li digui que eren les seves joguines [d'en Ross], cosa que fa que un Sandy, perplex, respongui "Tampoc no són apropiats per a l'edat") i fins i tot educant l'idiota en Joey amb les seves tècniques; tanmateix, l'acomiaden després que en Ross no s'acostumi a la idea de tenir una mainadera, però no abans de convèncer aquest últim que esclati a plorar quan recorda la seva mala experiència amb el seu pare.

#### Zach
Zach (John Stamos), un possible donant d'esperma per a Monica, que descobreix que Chandler no la pot aconseguir embarassada.

#### Wendy
Wendy (Selma Blair), una companya de feina i dona de Chandler's a Tulsa, Oklahoma , que intenta seduir-lo quan es veu obligat a passar-hi el Nadal.

## Cameos
- Jill Goodacre ("The One with the Blackout")
- Dick Clark ("The One with the Monkey")
- Jay Leno ("The One with Mrs. Bing")
- Jean-Claude Van Damme ("The One After the Superbowl: Part 2")
- Isabella Rossellini ("The One with Frank Jr.")
- Robin Williams and Billy Crystal ("The One with the Ultimate Fighting Champion")
- Charlton Heston ("The One with Joey's Dirty Day")
- Sarah Ferguson ("The One with Ross's Wedding: Part 1")
- Richard Branson ("The One with Ross's Wedding: Part 1")
- June Whitfield ("The One with Ross's Wedding: Part 2")
- Hugh Laurie ("The One with Ross's Wedding: Part 2")
- Gary Collins ("The One Where Phoebe Hates PBS")
- Ralph Lauren ("The One with Rachel's Inadvertent Kiss")
- McKenzie Westmore ("The One with Joey's Award")
- Trudie Styler ("The One with Monica's Boots")
- Matthew Ashford ("The One with the Soap Opera Party")
- Kyle Lowder ("The One with the Soap Opera Party")
- Farah Fath ("The One with the Soap Opera Party")
- Alexis Thorpe ("The One with the Soap Opera Party")
- Donny Osmond ("The One Where the Stripper Cries")
- Leslie Charleson ("The One Where the Stripper Cries")

## Els millors personatges convidats de Friends
El 2004, el diari The Seattle Times va fer unca classificació dels millors personatges convidats de la sèrie:
1. Janice
2. Jack i Judy Geller
3. Richard Burke
4. Frank Buffay Jr
5. Nora Tyler Bing
6. Estelle Leonard
7. Gunther